# Jeanne d'Arc
Pour les articles homonymes, voir Jeanne d'Arc (homonymie), D'Arc, Joan of Arc et La Pucelle (homonymie).
« Pucelle d'Orléans » redirige ici. Pour les autres significations, voir La Pucelle d'Orléans.
« Jeanne la Pucelle » redirige ici. Pour le film, voir Jeanne la Pucelle (film).
Jeanne d'Arc, dite « la Pucelle », née vers 1412 à Domrémy, village du duché de Bar (actuellement dans le département des Vosges en Lorraine), et morte sur le bûcher le 30 mai 1431 à Rouen, capitale du duché de Normandie alors possession anglaise, est une héroïne de l'histoire de France, chef de guerre et sainte de l'Église catholique, surnommée posthumément « la Pucelle d’Orléans ».
En 1429, cette jeune fille d'origine paysanne affirme qu'elle a reçu de la part des saints Michel, Marguerite d'Antioche et Catherine d'Alexandrie la mission de délivrer la France de l'occupation anglaise. Elle parvient à rencontrer Charles VII, à conduire victorieusement les troupes françaises contre les armées anglaises, à lever le siège d'Orléans et à conduire le roi au sacre, à Reims, contribuant ainsi à inverser le cours de la guerre de Cent Ans.
Capturée par les Bourguignons à Compiègne en 1430, elle est vendue aux Anglais par Jean de Luxembourg, comte de Ligny, pour la somme de dix mille livres. Elle sera brûlée vive en 1431 après un procès en hérésie conduit par Pierre Cauchon, évêque de Beauvais et ancien recteur de l'université de Paris. Entaché de nombreuses irrégularités, ce procès voit sa révision ordonnée par le pape Calixte III en 1455. Un second procès est instruit qui conclut, en 1456, à l'innocence de Jeanne et la réhabilite entièrement. Grâce à ces deux procès dont les minutes ont été conservées, elle est l'une des personnalités françaises les mieux connues du Moyen Âge.
Béatifiée en 1909 puis canonisée en 1920, Jeanne d'Arc devient une des deux saintes patronnes secondaires de la France en 1922 par la lettre apostolique Beata Maria Virgo in cælum Assumpta in gallicæ. Sa fête nationale est instituée par la loi en 1920 et fixée au 2e dimanche de mai.
Elle est dans de nombreux pays une personnalité mythique qui a inspiré une multitude d'œuvres littéraires, historiques, musicales, dramatiques et cinématographiques.

## Contexte politique du royaume de France (1407–1429)

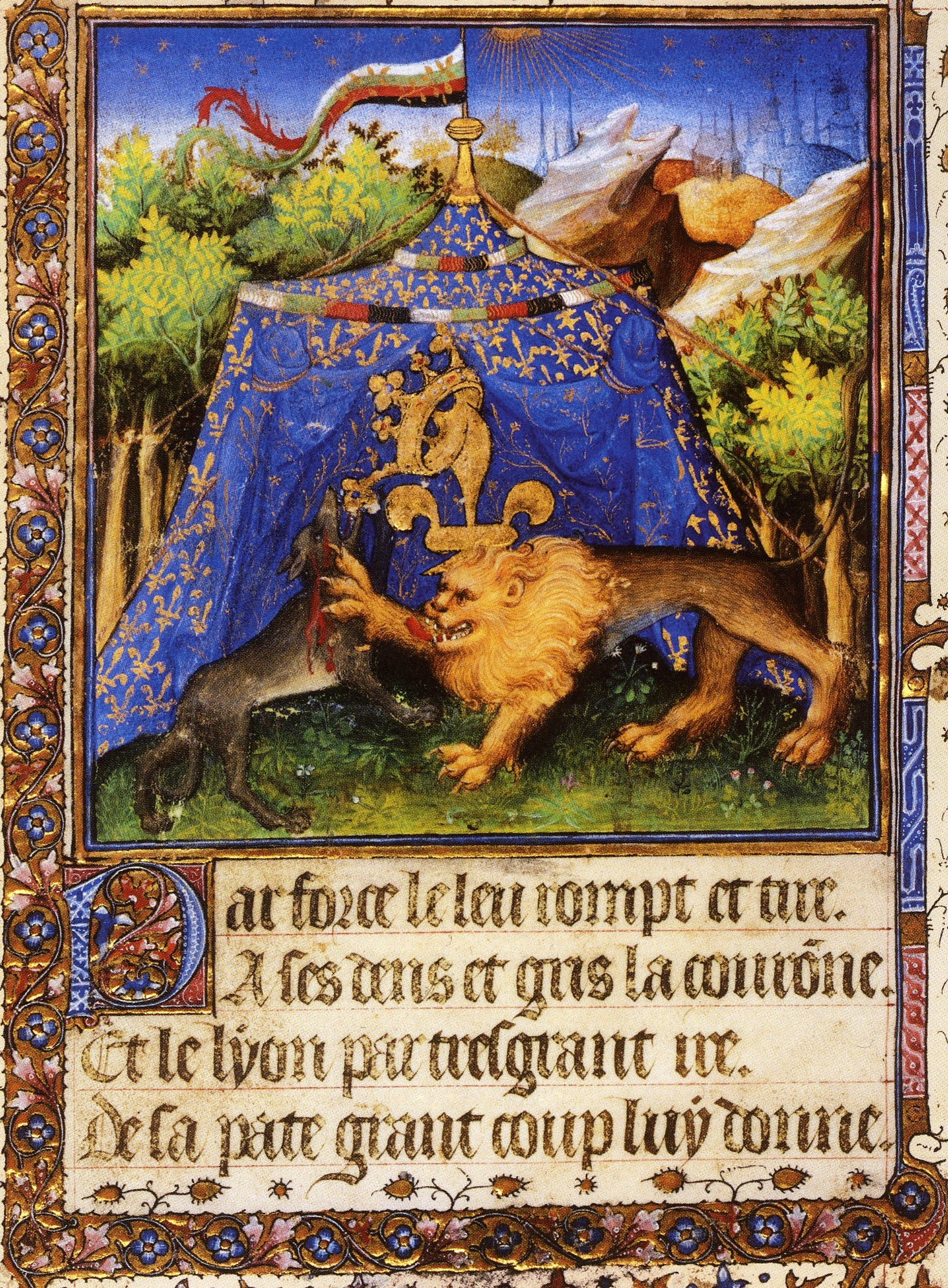
Sur fond de tente fleurdelisée (le royaume de France), un lion (emblème du comté de Flandre relevant du duc de Bourgogne) porte un puissant coup de patte à un loup (le duc Louis d'Orléans) qui se hasardait à happer une couronne vacillante.
Enluminure d'inspiration bourguignonne (XVe siècle, Bibliothèque nationale autrichienne, Vienne).

L'intervention de Jeanne d'Arc s'inscrit durant la seconde phase de la guerre de Cent Ans, qui voit le conflit séculaire entre les royaumes anglais et français s'enchevêtrer avec une guerre civile résultant de l'antagonisme des princes du sang de la dynastie royale des Valois.
Depuis 1392, le roi de France Charles VI, dit « le Fol », est sujet à des troubles psychiques intermittents qui le contraignent progressivement à délaisser le pouvoir au profit de son Conseil, devenu bientôt le siège de sourdes luttes d'influences entre son frère, le duc Louis d'Orléans, et son cousin, Jean sans Peur, duc de Bourgogne. Ce dernier finit par faire assassiner le duc d'Orléans en novembre 1407, acte déclencheur d'une guerre civile entre les Bourguignons et la maison d'Orléans, dont les partisans sont ensuite appelés « Armagnacs » compte tenu de l'engagement du comte d'Armagnac aux côtés de son beau-fils, Charles d'Orléans, fils et successeur du duc assassiné.

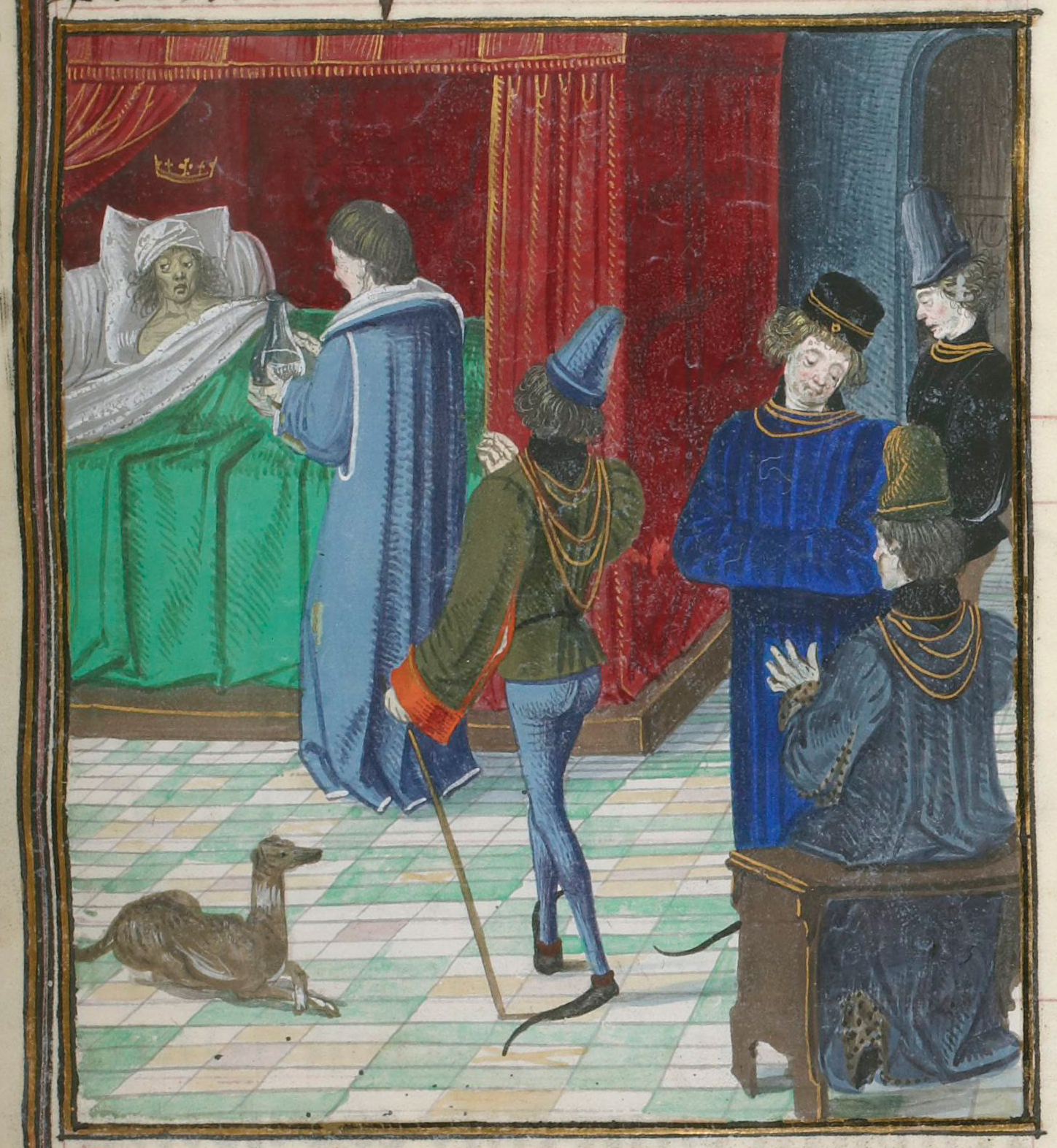
Alitement du roi Charles VI « le Fol ». Paris, BnF, vers 1470-1475.
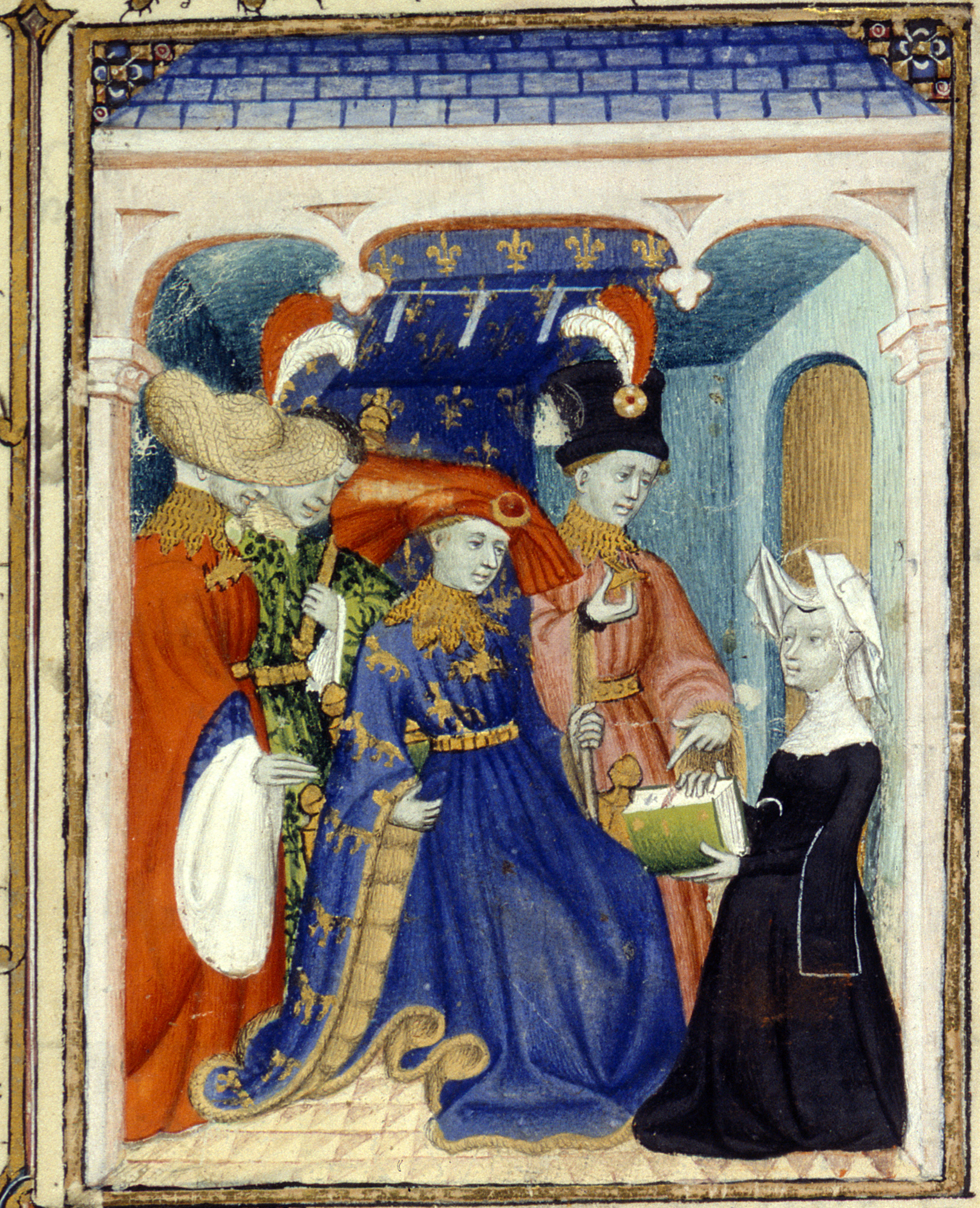
Louis Ier d'Orléans, frère cadet du roi Charles VI. Londres, British Library, vers 1410-1414.
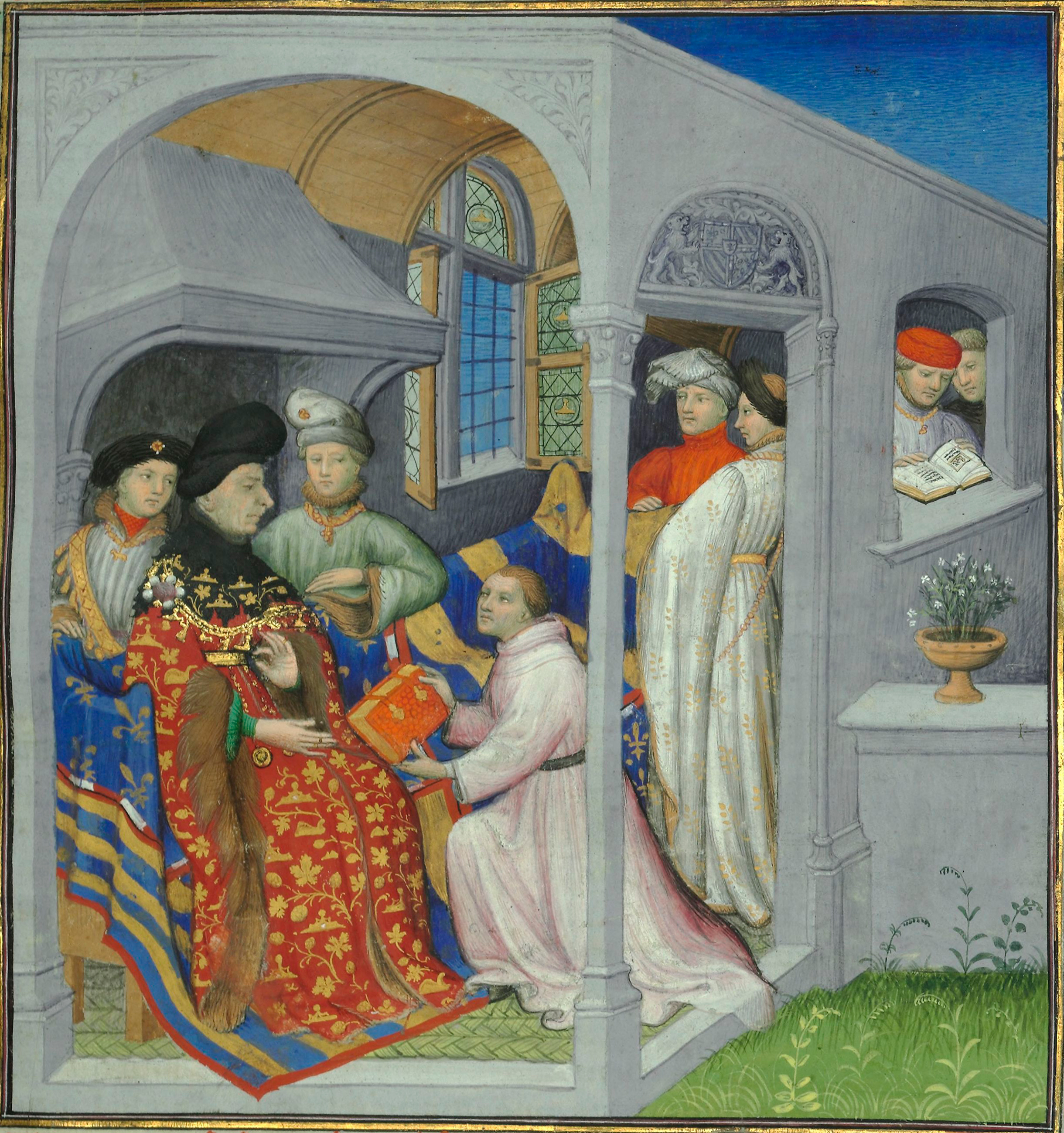
Jean sans Peur, duc de Bourgogne. Paris, BnF, vers 1410-1412.
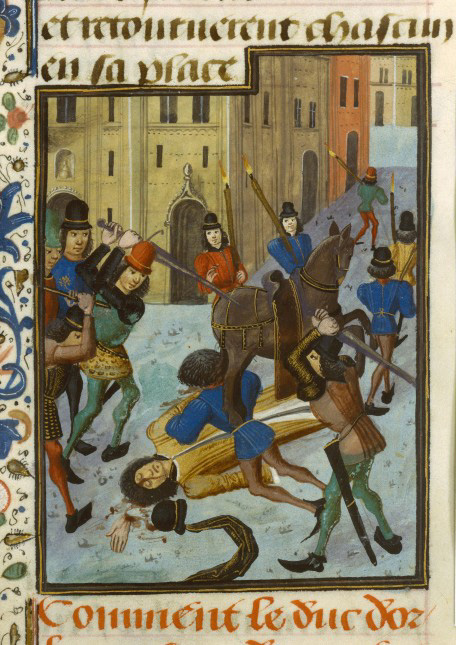
Assassinat du duc Louis d'Orléans. Paris, BnF, vers 1470-1480.

Profitant de ce conflit fratricide, le roi Henri V d'Angleterre, jeune, déterminé et déjà rompu aux armes, relance les hostilités franco-anglaises en réclamant des pans entiers du royaume de France. En 1415, l'armée du monarque Lancastre débarque en Normandie, assiège Harfleur puis taille en pièces la chevalerie française à Azincourt. À compter de 1417, Henri V entame la conquête méthodique de la Normandie et la parachève en s'emparant de la capitale ducale, Rouen, en 1419.

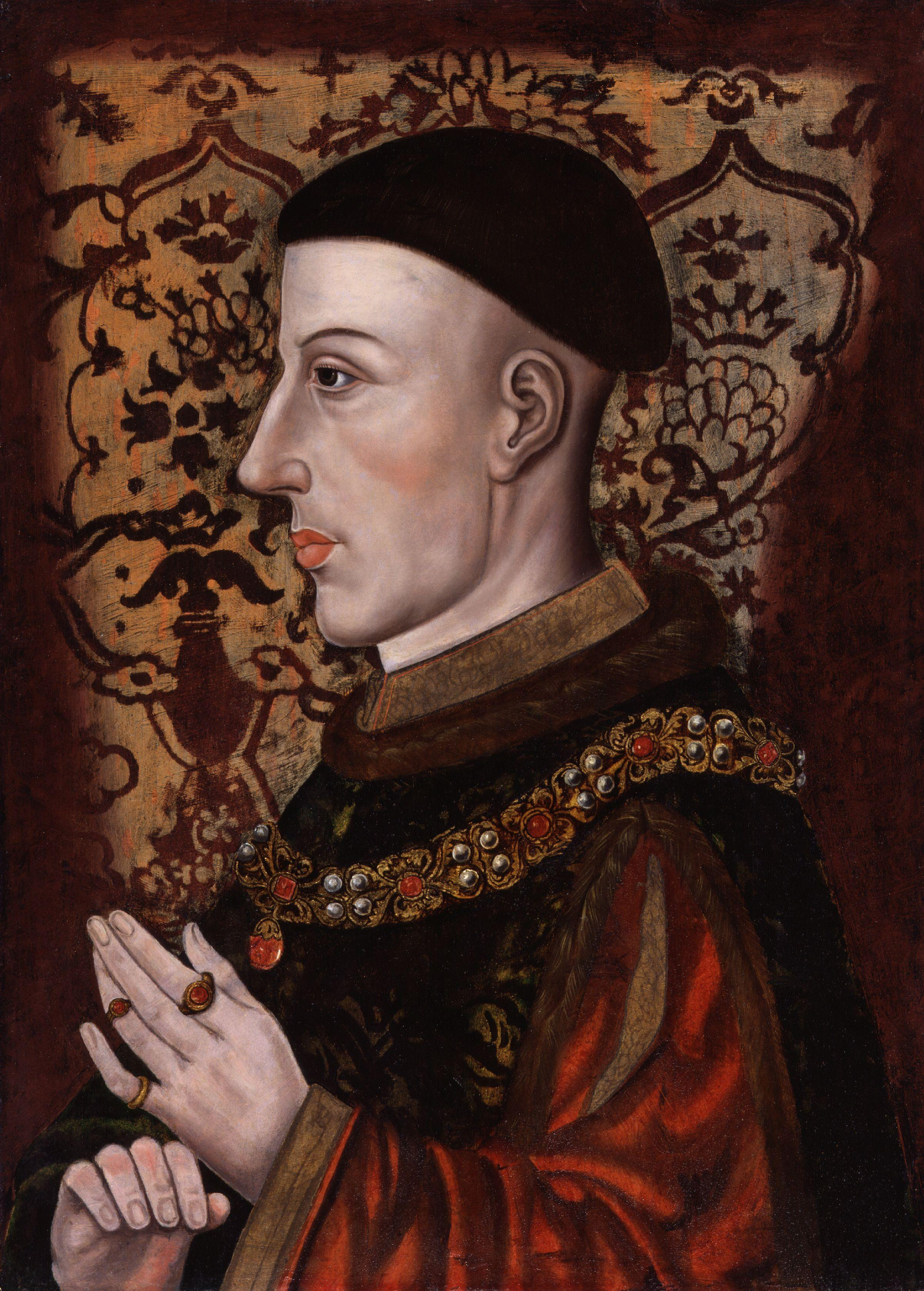
Le roi Henri V d'Angleterre, Londres, National Portrait Gallery, fin XVIe-début XVIIe siècle.
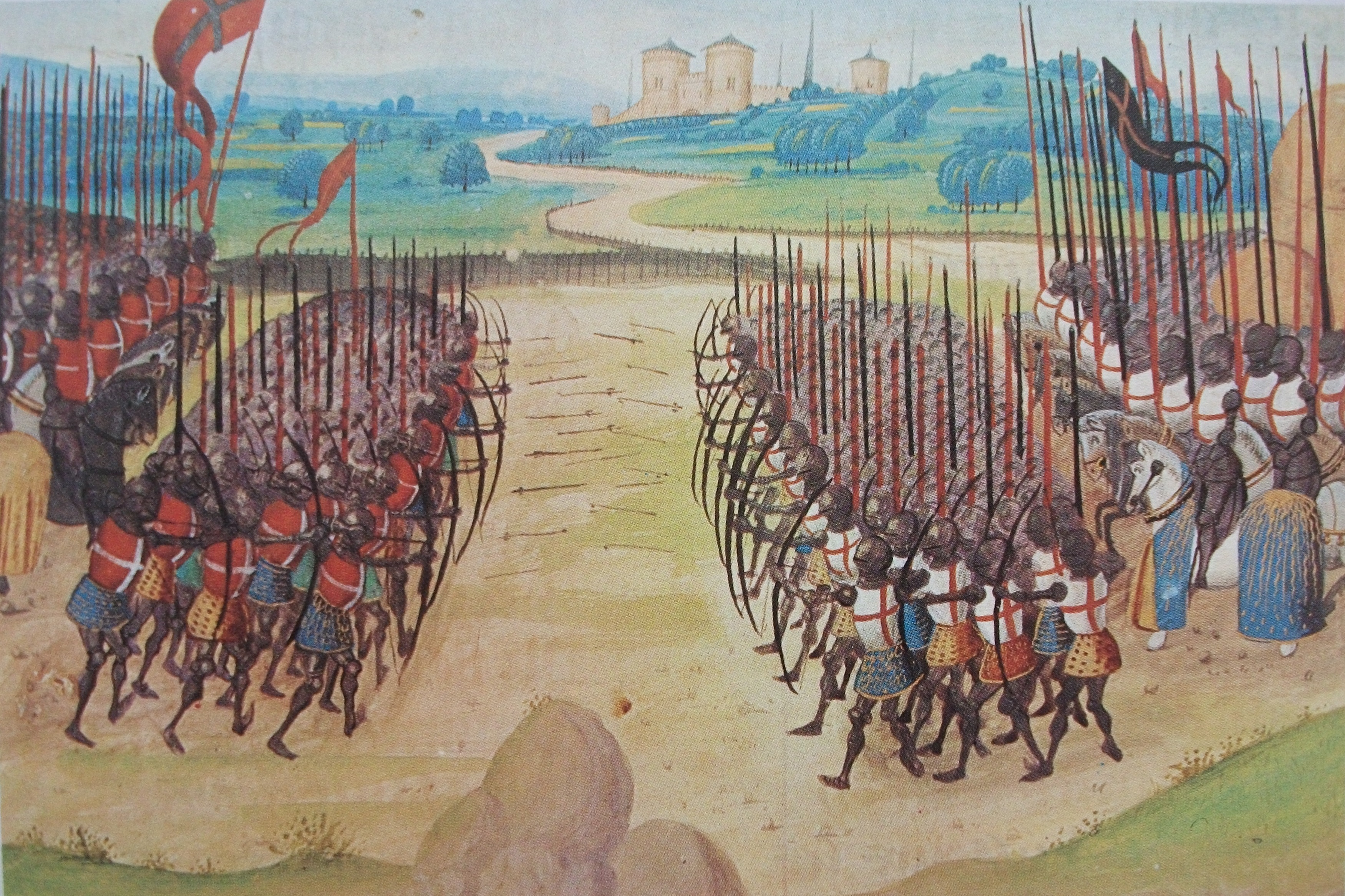
Bataille d'Azincourt, enluminure de l’Abrégé de la Chronique d'Enguerrand de Monstrelet, Paris, BnF, département des Manuscrits, ms. Français 2680, fo 208, XVe siècle.
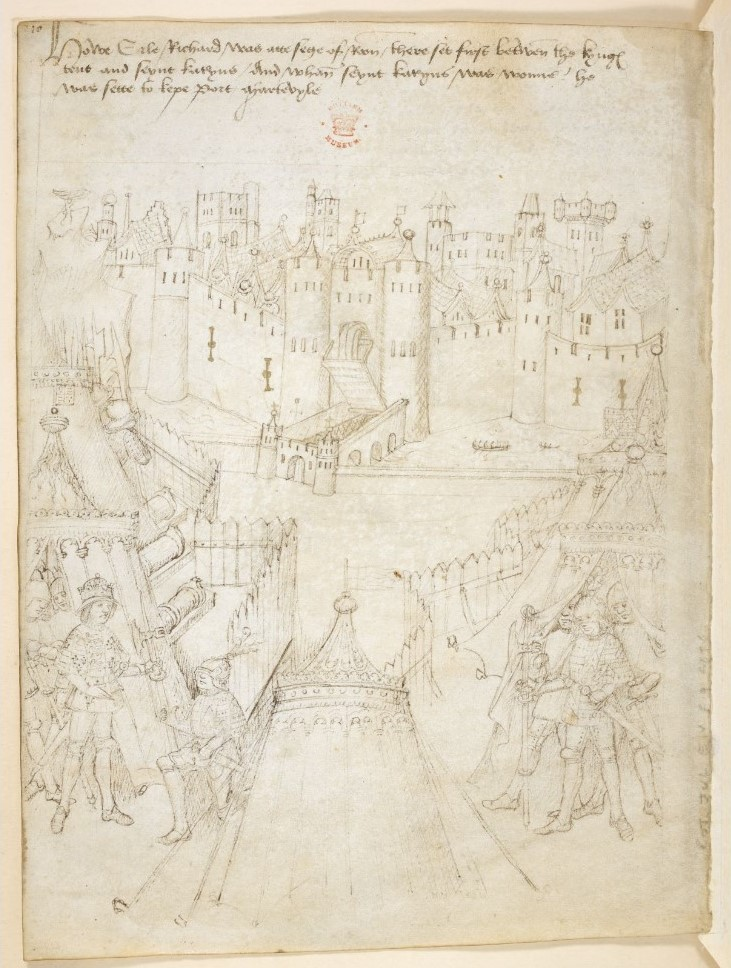
Siège de Rouen par Henri V, British Library, Cotton MS Julius E IV/3, fo 19 vo, quatrième quart du XVe siècle.

Devant le péril Lancastre, Jean sans Peur et le dauphin Charles, héritier du trône, se rencontrent le 10 septembre 1419 sur le pont de Montereau en vue d'une réconciliation mais le duc de Bourgogne est assassiné au cours de l'entrevue, peut-être à l'instigation du dauphin lui-même ou de certains de ses conseillers armagnacs. Fortuit ou prémédité, le meurtre de Montereau entraîne dans l'immédiat « des conséquences calamiteuses » pour le parti delphinal puisqu'il empêche moralement toute entente entre les princes Valois de France et de Bourgogne. Fils et successeur de Jean sans Peur, le duc Philippe le Bon forge conséquemment une alliance « de raison et de circonstance » avec les Anglais. Au demeurant, l'entente anglo-bourguignonne est émaillée de nombreuses dissensions car le nouveau duc de Bourgogne se voit réduit au rôle de vassal et conseiller des Lancastre alors qu'il envisageait de devenir à tout le moins régent ou lieutenant général du royaume. Freiné dans ses ambitions françaises, Philippe le Bon poursuit par ailleurs l'extension septentrionale des « États bourguignons », vaste ensemble territorial composant ses domaines. Le duc de Bourgogne se garde donc d'épuiser toutes ses forces en guerroyant contre son cousin Charles, dauphin et futur roi de France, de telle sorte que ce dernier n'a « pas à lutter contre deux adversaires également déterminés, mais contre un seul adversaire, lui-même à l'occasion secondé par un autre », précise l'historien médiéviste Philippe Contamine.

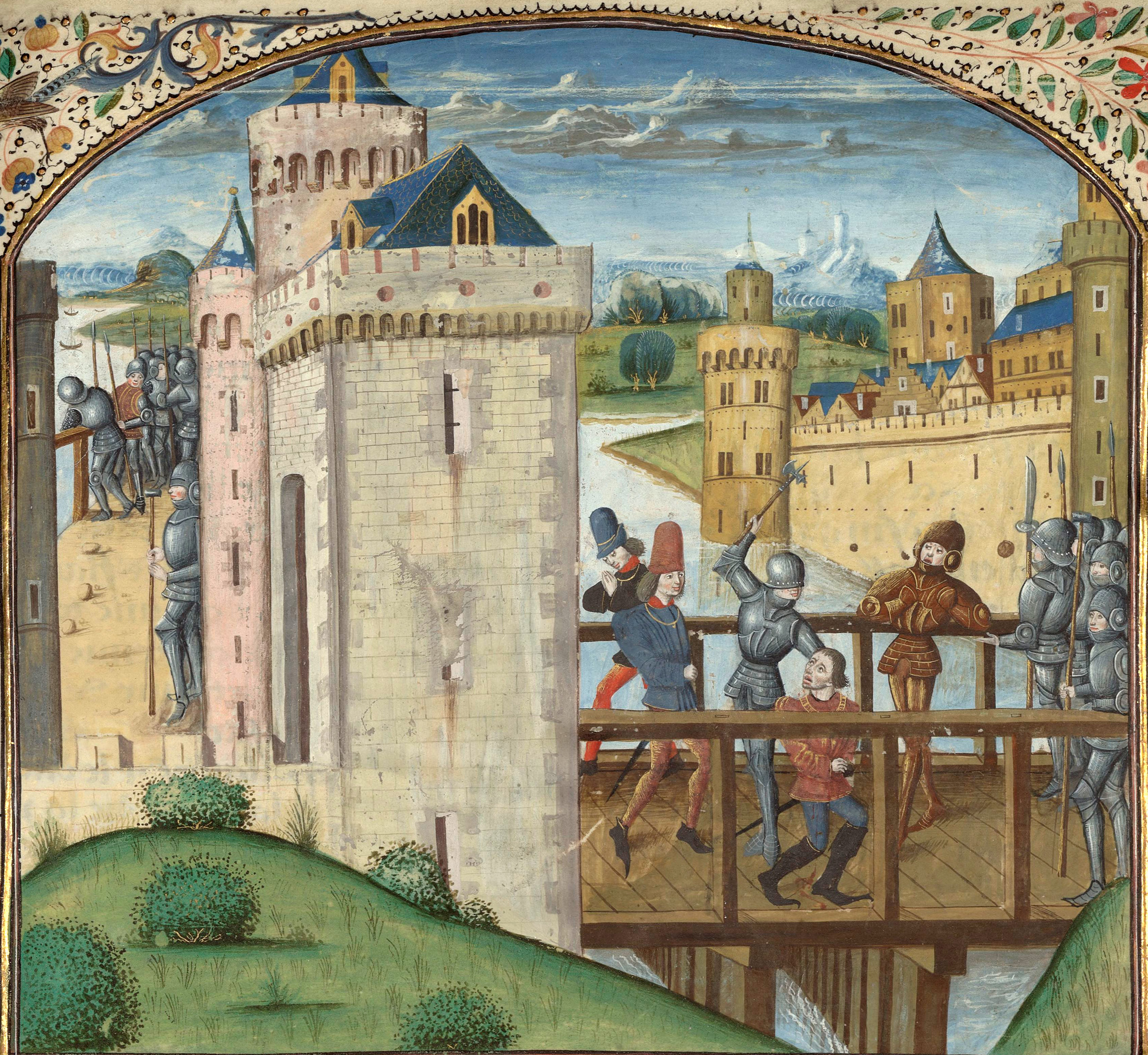
Assassinat de Jean sans Peur à Montereau. Paris, bibliothèque de l'Arsenal, XVe siècle.
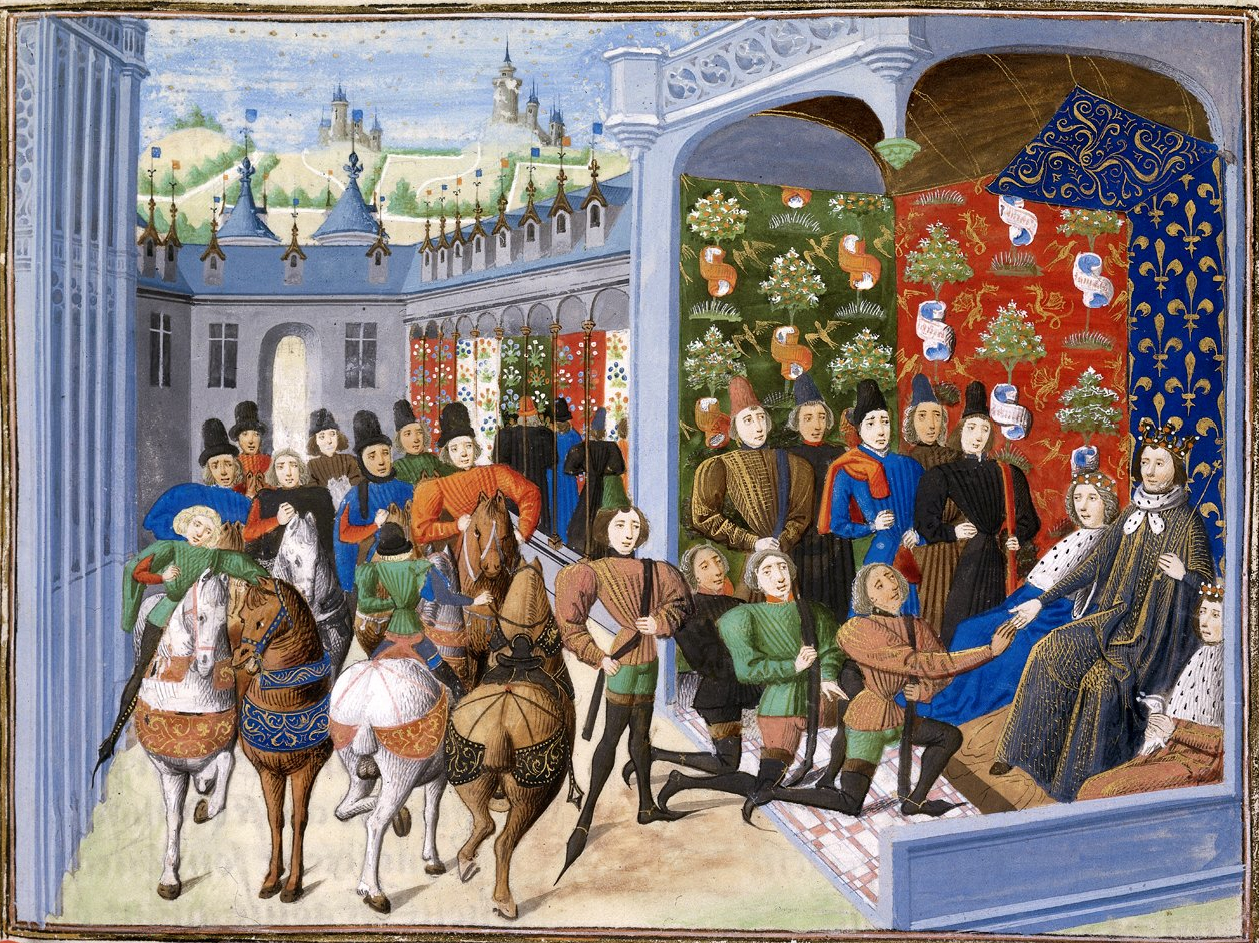
Charles VI et Isabeau de Bavière durant le traité de Troyes. Chroniques de Jean Froissart, British Library, Harley 4380, fo 40, vers 1470-1472.

Pour l'heure, forts de l'appui bourguignon, les Anglais sont en mesure d'imposer le traité de Troyes, signé le 1er décembre 1420 entre le roi Henri V d'Angleterre et Isabeau de Bavière, reine de France et régente. Selon les termes de ce contrat visant une « paix finale », Henri V devient le régent du royaume de France et l'époux de Catherine de Valois, fille du roi Charles VI « le Fol ». À la mort de celui-ci, la couronne et le royaume de France doivent échoir à son gendre Henri V d'Angleterre, puis perpétuellement aux héritiers successifs du roi anglais. Les historiens dénomment « double monarchie » l'entité politique définie par le traité, à savoir l'union des deux royaumes sous la férule d'un souverain unique.

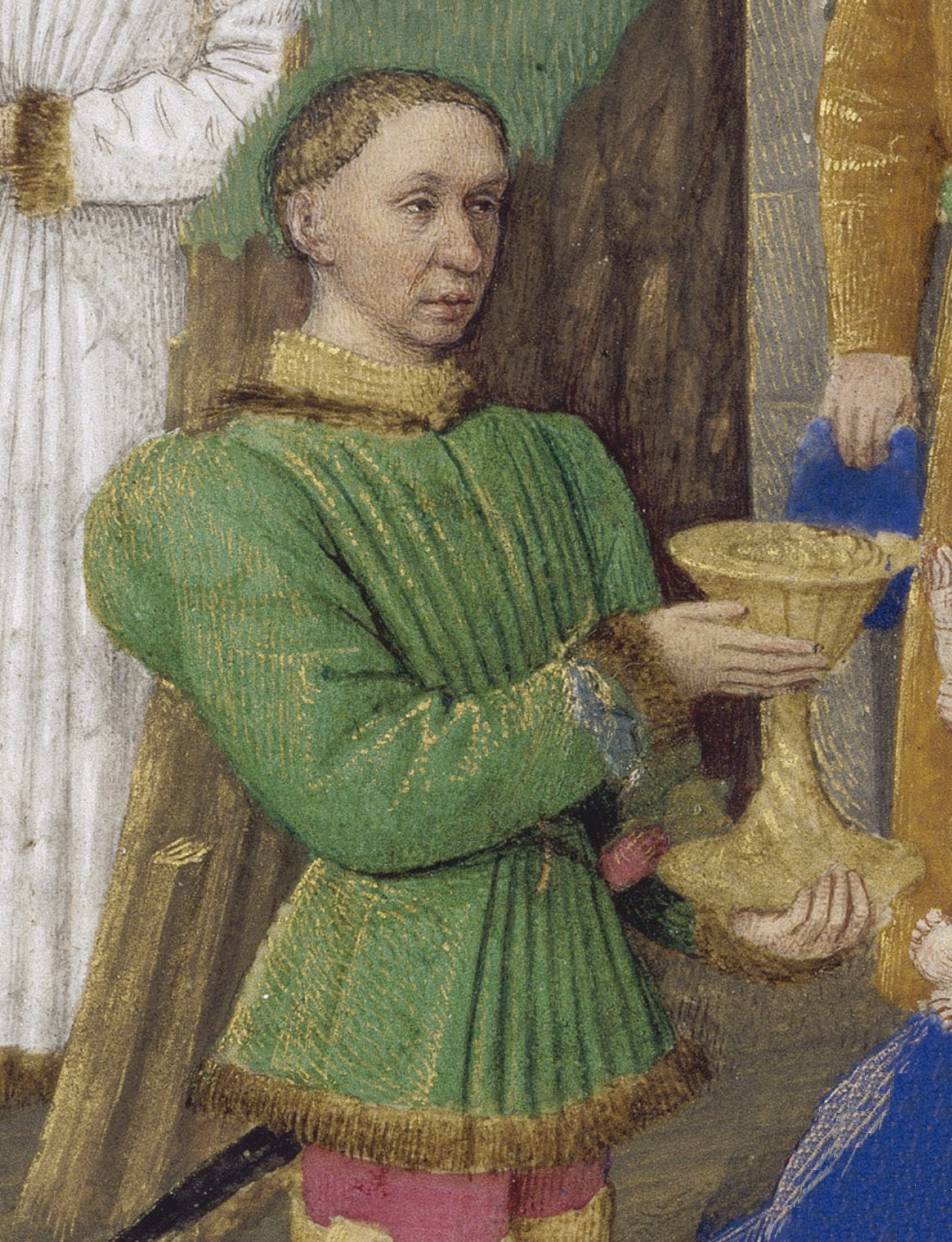
Charles VII, roi de France.
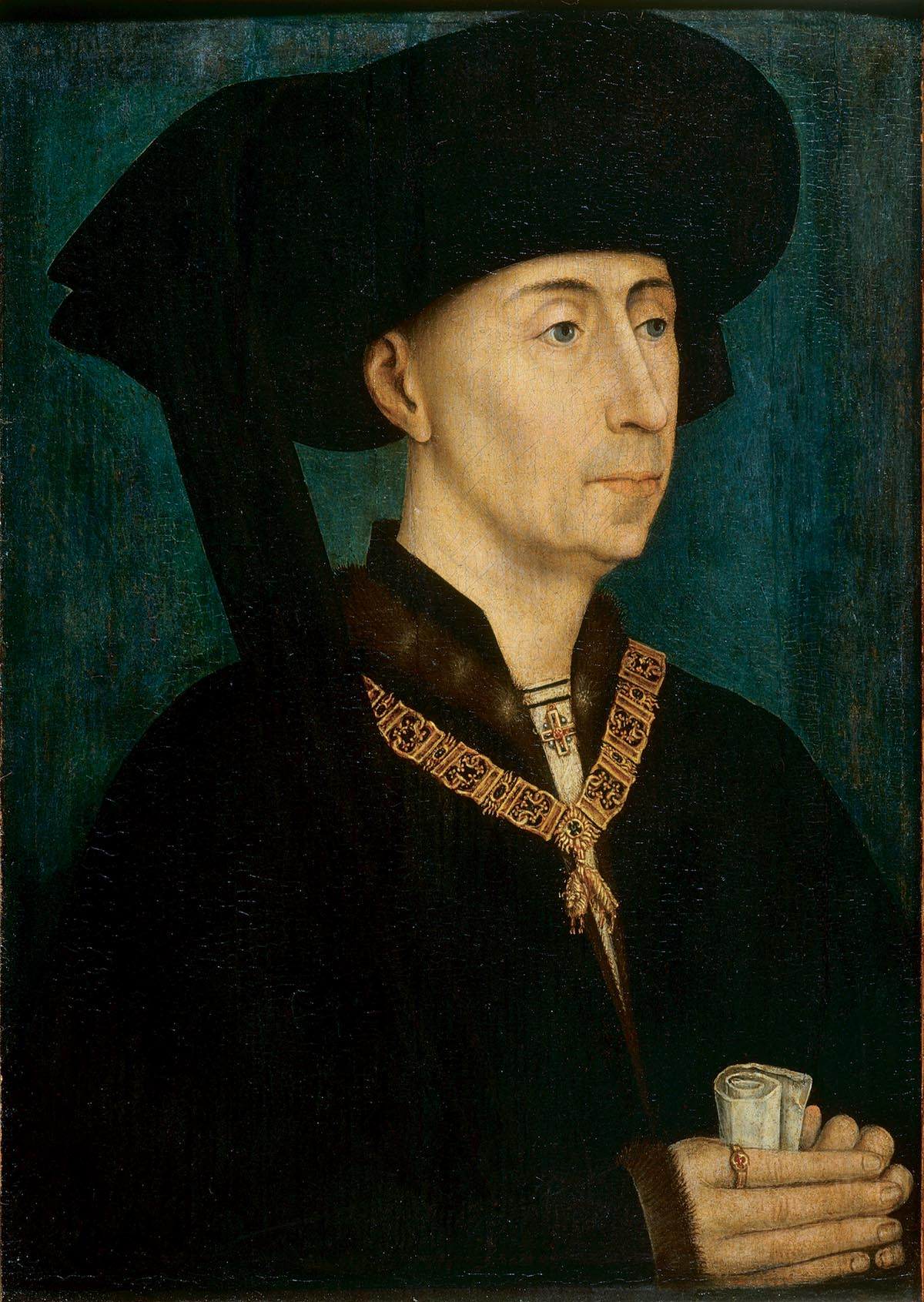
Philippe le Bon, duc de Bourgogne.
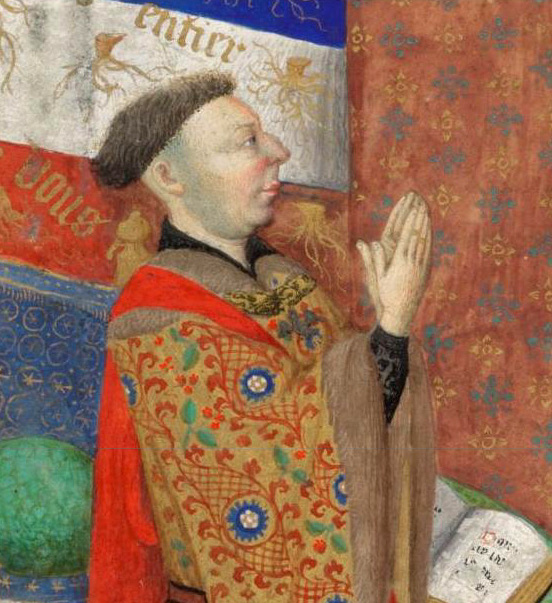
Jean de Lancastre, duc de Bedford et régent anglais du royaume de France.
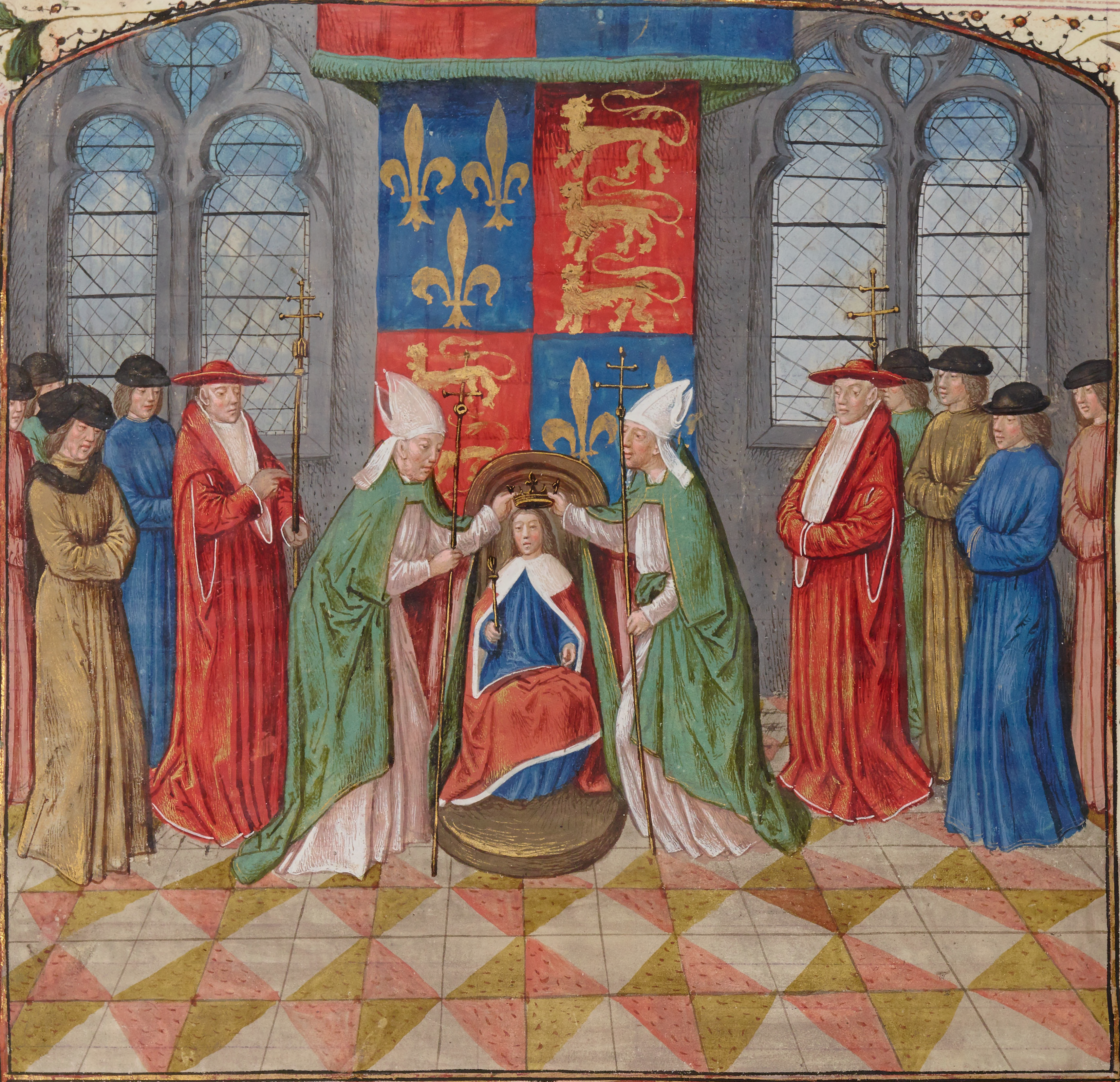
Le jeune Henri VI, « roi de France et d'Angleterre ».

Les Trois France en 1429.

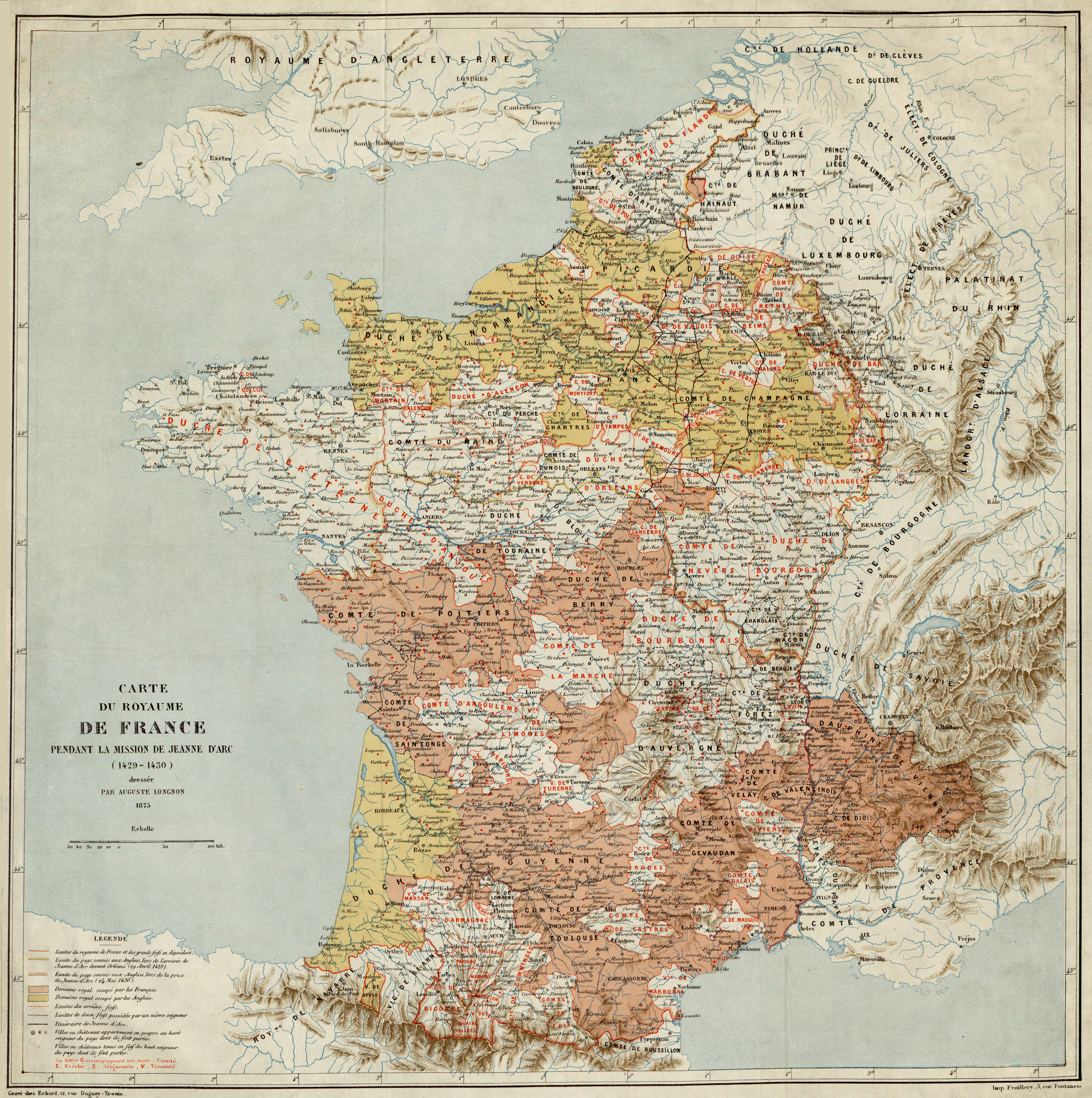
Carte du royaume de France en 1429–1430, par Auguste Longnon, Paris, BnF, 1875.

Or le traité de Troyes spolie de son droit à la succession le dernier fils survivant du roi fou, le dauphin Charles, stigmatisé en tant qu'assassin du duc Jean de Bourgogne. En 1422, à la suite des décès successifs des souverains Henri V d'Angleterre et de Charles VI de France, la dynastie des Lancastre revendique « l'union des deux couronnes » en la personne d'un enfant âgé de neuf mois : Henri VI, roi de France et d'Angleterre. Dans le cadre de la double monarchie, le duc Jean de Bedford, frère cadet d'Henri V, devient le régent du royaume de France durant la minorité de son neveu Henri VI. Pour sa part, le dauphin Charles se proclame également roi de France sous le nom de Charles VII. Résolu à recouvrer l'ensemble du royaume, il poursuit la guerre contre les Anglais.
Cette lutte pour la prépondérance délimite trois grands ensembles territoriaux, « Trois France » respectivement gouvernées par les Lancastre, le duc de Bourgogne et le roi Charles VII, que ses ennemis anglais et bourguignons auraient désigné sous le sobriquet dépréciatif de « roi de Bourges », bien que le souverain Valois soit reconnu par la moitié du royaume.
La double monarchie franco-anglaise englobe diverses provinces : le sud-ouest du territoire français demeure traditionnellement soumis à la couronne anglaise, détentrice du duché d'Aquitaine depuis trois siècles. Dans le nord, les Anglais contrôlent le duché de Normandie, personnellement réclamé et conquis par Henri V en 1419, puis administré par le duc de Bedford. « Cœur et chef principal du royaume », Paris a subi les massacres successifs de la guerre civile avant de tomber sous la coupe des Bourguignons durant la nuit du 28 au 29 mai 1418 ; « dépeuplée et affaiblie », la capitale passe sous domination anglaise le 8 mai 1420, deux semaines avant que le traité de Troyes ne soit conclu. Par la suite, les Anglais se lancent à l'assaut du comté du Maine en 1424 et en achèvent la conquête l'année suivante,, ce qui leur permet de menacer les frontières du duché d'Anjou.
Par ailleurs, le duché de Bretagne tente de préserver sa relative indépendance en oscillant entre les couronnes de France et d'Angleterre, suivant « la voie de la neutralité opportuniste » choisie par le duc Jean V de Bretagne, dont la politique demeure « sensible néanmoins aux événements et soumise à des oscillations conjoncturelles ».

## Biographie

### Domrémy (vers 1412 - 1429)

#### Contexte géopolitique de Domrémy

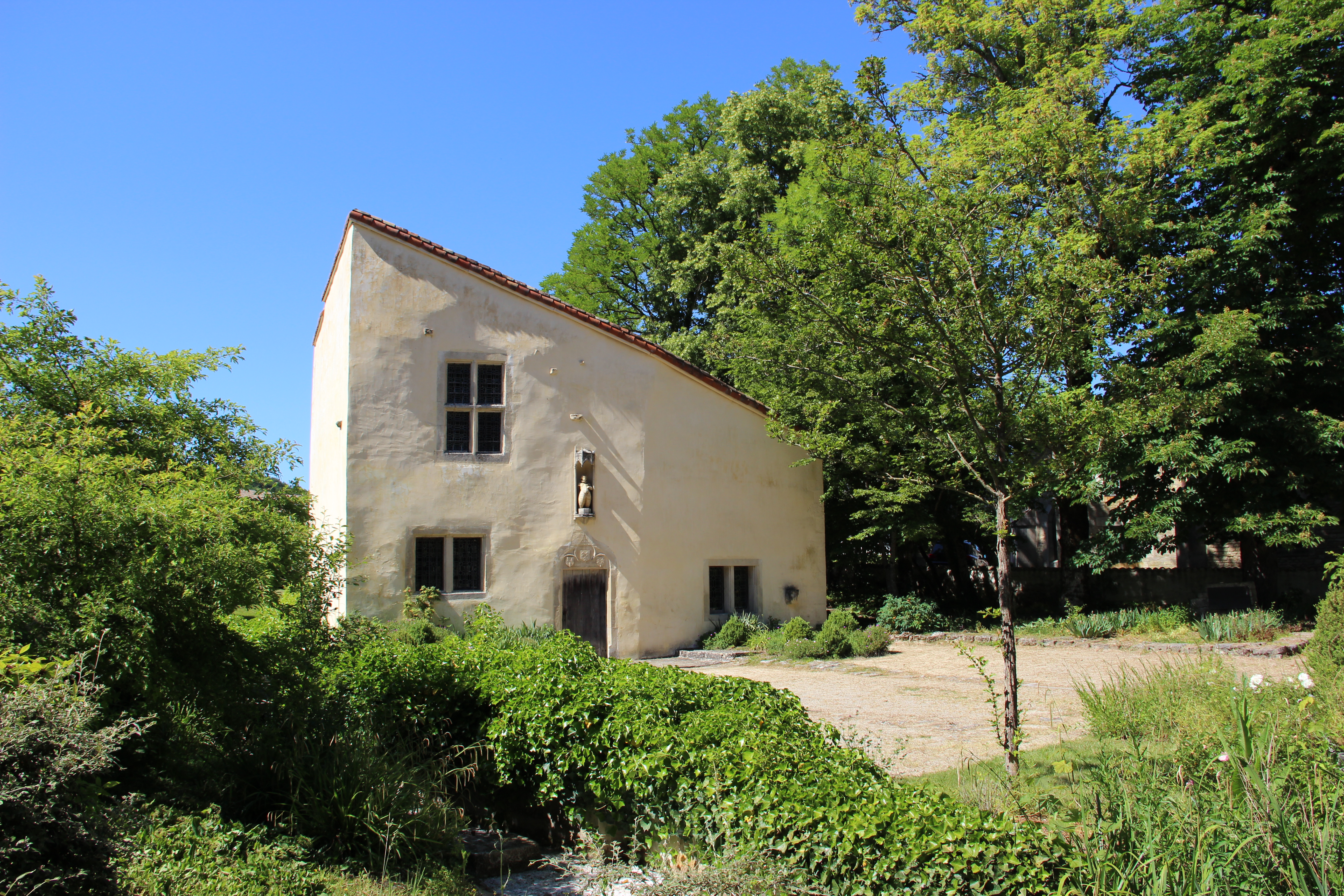
Maison natale de Jeanne d'Arc à Domrémy (Vosges).

La naissance de Jeanne d'Arc se situe vraisemblablement dans la ferme familiale du père de Jeanne attenante à l'église de Domrémy, village situé aux marches de la Champagne, du Barrois et de la Lorraine, pendant la guerre de Cent Ans qui opposait le royaume de France au royaume d'Angleterre.
Au début du XVe siècle, Domrémy se trouve imbriqué dans un territoire aux suzerainetés diverses. Sur la rive gauche de la Meuse, il peut relever du Barrois mouvant, pour lequel le duc de Bar, par ailleurs souverain dans ses États, prête hommage au roi de France depuis 1301. Mais il semble être plutôt rattaché à la châtellenie de Vaucouleurs, sous l'autorité directe du roi de France qui y nomme un capitaine (le sire Robert de Baudricourt, au temps de Jeanne d'Arc). Enfin, l'église de Domrémy dépend de la paroisse de Greux, au diocèse de Toul dont l'évêque est prince du Saint-Empire germanique.
L'historienne médiéviste Colette Beaune précise que Jeanne est née dans la partie sud de Domrémy, côté Barrois mouvant, dans le bailliage de Chaumont-en-Bassigny et la prévôté d'Andelot. Les juges de 1431 corroborent cette origine, de même que les chroniqueurs Jean Chartier et Perceval de Cagny. Seul Perceval de Boulainvilliers considère pour sa part qu'elle est née dans la partie nord, qui relevait de la châtellenie de Vaucouleurs et donc du royaume de France dès 1291.
À la mort d'Édouard III de Bar, de son frère, Jean de Bar, seigneur de Puisaye, et de son petit-fils le comte de Marle, tous les trois tombés à la bataille d'Azincourt, le duché de Bar échoit au frère survivant du duc défunt, Louis, évêque de Verdun, qui voit cette succession un temps contestée par le duc de Berg, gendre du feu duc.

#### Date de naissance incertaine

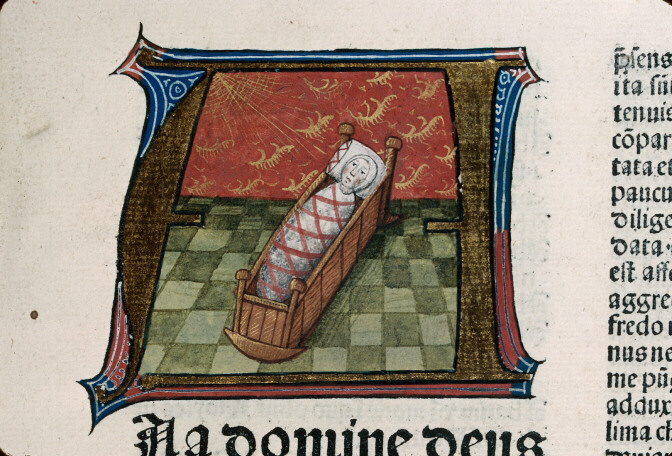
Un nourrisson dans son berceau, enluminure du XVe siècle.

Au XVe siècle, aucun registre paroissial n'est tenu à Domrémy. La date exacte de la naissance de Jeanne d'Arc demeure historiquement incertaine mais l'année 1412, quoique approximative, est retenue, par recoupements. 
Au début de sa vie publique, lorsqu'elle rejoint le parti de Charles VII en 1429, son âge exact ne constitue pas un enjeu aux yeux de ses contemporains. Ceux-ci la situent dans la tranche d'âge des puellae, terme latin désignant à l'époque les « pucelles » ou « jeunes filles », autrement dit les adolescentes pubères âgées de 13 à 18 ans, sorties de l'enfance mais non encore adultes. De là vient notamment son surnom, Jeanne « la Pucelle ».

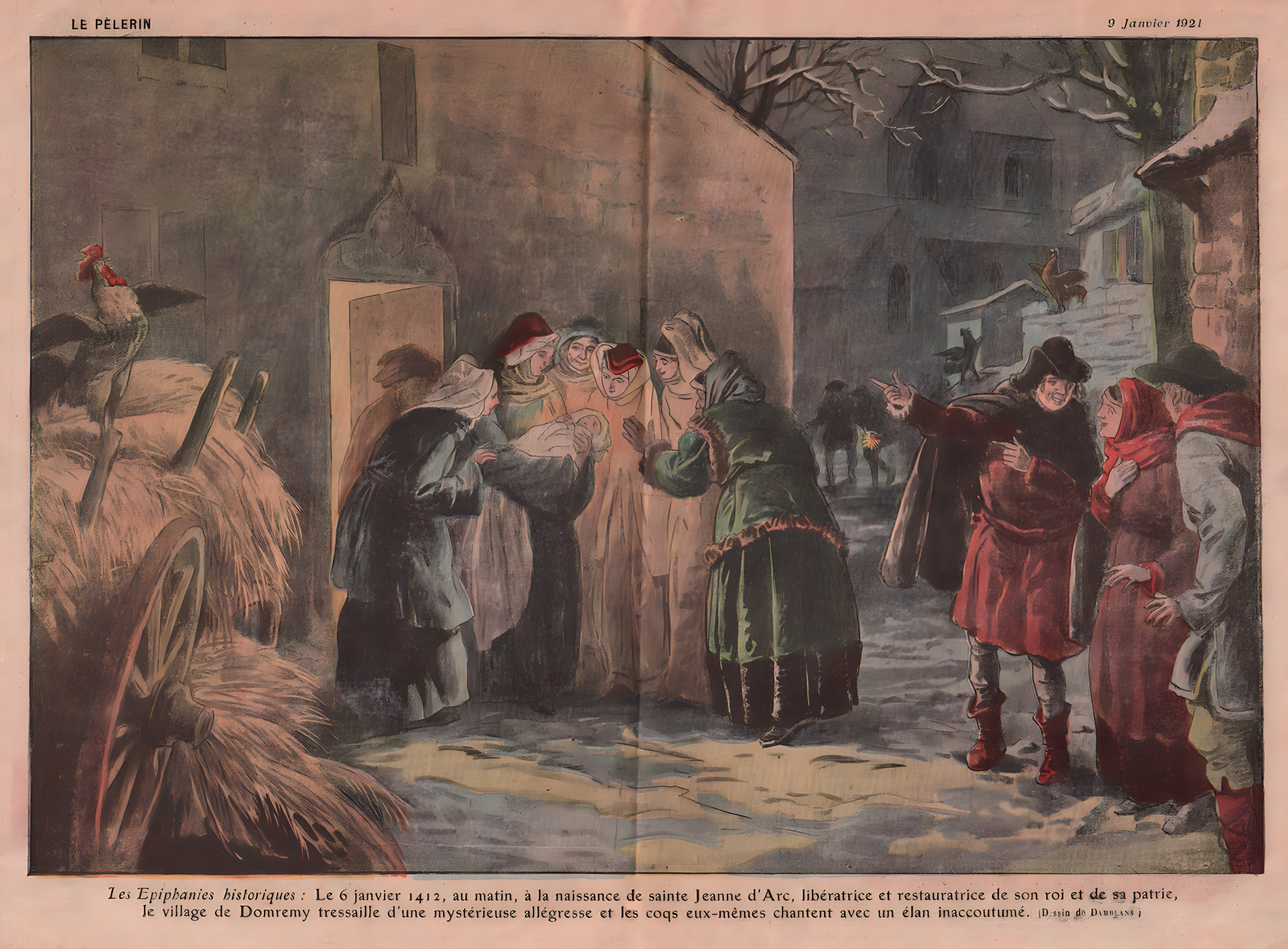
La naissance merveilleuse de Jeanne d'Arc d'après le récit de Perceval de Boulainvilliers. Lors de la procédure de canonisation en 1920, l'Église catholique s'appuie sur ce texte hagiographique pour consacrer le 6 janvier comme date de naissance de la sainte.
Illustration de Damblans publiée dans le magazine catholique Le Pèlerin en janvier 1921.

Ultérieurement, lors d'un interrogatoire mené le 21 février 1431 par les juges de son procès de condamnation à Rouen, Jeanne d'Arc répond être née à Domrémy et, avoir « à ce qu'il lui semble, […] environ 19 ans, », puis ajoute ne rien savoir de plus à ce sujet. Cependant, elle fournit « un âge précis et non un arrondi », constate Colette Beaune,. En outre, une enquête préliminaire conduite dans le cadre du même procès voit quatorze témoins s'accorder dans l'ensemble pour prêter à la Pucelle l'apparence d'une jeune femme d'environ 19 ans en 1431. Enfin, malgré l'à-peu-près caractérisant tous les témoignages relatifs à son âge, les déclarations recueillies en 1455-1456 auprès de la majorité des témoins du procès en nullité de la condamnation se recoupent généralement pour lui donner 18, 19 ou 20 ans lors de son procès rouennais en 1431. Cela la ferait donc naître vers 1412, conformément à la « fourchette chronologique » (entre 1411 et 1413) établie grâce aux estimations fournies par Jeanne d'Arc elle-même, son écuyer Jean d'Aulon et les chroniqueurs, en tenant compte du nouvel an alors célébré en avril et non en janvier.
Tardivement, à compter de la seconde moitié du XIXe siècle, certains auteurs mentionnent le 6 janvier comme jour de naissance de la Pucelle. Ils citent à l'appui une lettre rédigée par le chambellan Perceval de Boulainvilliers, un conseiller de Charles VII, à l'attention du duc de Milan, allié italien du roi de France. Datée du 21 juin 1429, la missive de Boulainvilliers retrace l'activité et les faits d'armes de Jeanne d'Arc, en sus d'alléguer sa naissance durant la nuit de l'Épiphanie, autrement dit le 6 janvier, sans spécifier l'année. Singulière par sa précision inhabituelle pour l'époque et le milieu social, la date de cette venue au monde n'est pas authentifiée avec certitude par les historiens médiévistes qui tendent plutôt à souligner la valeur symbolique de cette nuit des Rois,,, analogue à la « naissance d'un sauveur pour le royaume » d'après le langage prophétique du temps. Au demeurant, le message de Perceval de Boulainvilliers associe d'autres éléments mythographiques à cette Épiphanie d'exception, comme l'étrange allégresse ressentie par les villageois de Domrémy ou le long chant nocturne d'un coq. Cet oiseau, progressivement assimilé au peuple français dans certains textes d'époque, représente aussi l'animal emblématique de « la vigilance chrétienne qui fait reculer péchés et ténèbres et annonce la lumière », précise Colette Beaune.
Diverses sources médiévales accolent d'autres signes merveilleux à la venue au monde et l'enfance de la Pucelle, conformément à la tradition antique relative aux prodiges annonciateurs de la naissance d'un héros. Toutefois, l'Épiphanie ou les phénomènes surnaturels prétendument survenus au cours de cette nuit ne sont jamais évoqués par les habitants de Domrémy dans leurs dépositions recueillies avant ou durant le procès en nullité de la condamnation,.

#### Anthroponymie

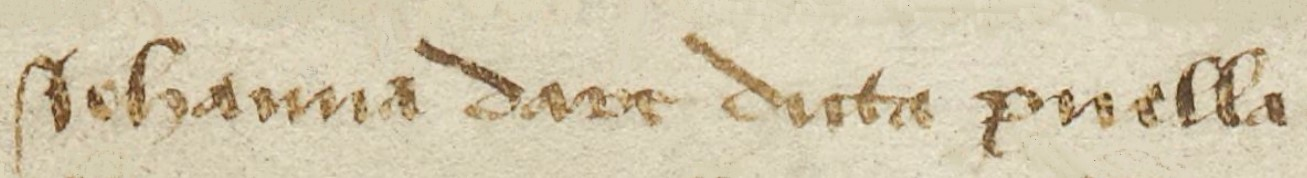
L'appellation Johanna Darc dicta Puella (« Jeanne d'Arc, dite la Pucelle ») dans l'intitulé de la rédaction dite épiscopale du procès en nullité de la condamnation, compilation de pièces du procès et de parties rédigées par les notaires.
Manuscrit d'Urfé, Paris, BnF, département des manuscrits, ms. Latin 8838,, XVe siècle.

Selon la transcription latine de son procès de condamnation, la Pucelle répond à ses juges que son « nom » est Jeanne (Jeannette, « dans son pays ») et son « surnom » (son nom de famille, en l'occurrence) « d'Arc. » En latin médiéval, de Arco signifie « de l'arche » ou « du pont ». Il s'agit initialement d'un surnom médiéval qui caractérise une personne résidant près d'un pont, origine des noms courants Dupont ou Dupond. Dans le cas présent, le patronyme d'Arc se rapporte peut-être à un microtoponyme disparu, un lieu-dit, un village ou une ville, mais nul document ne mentionne une localité particulière.

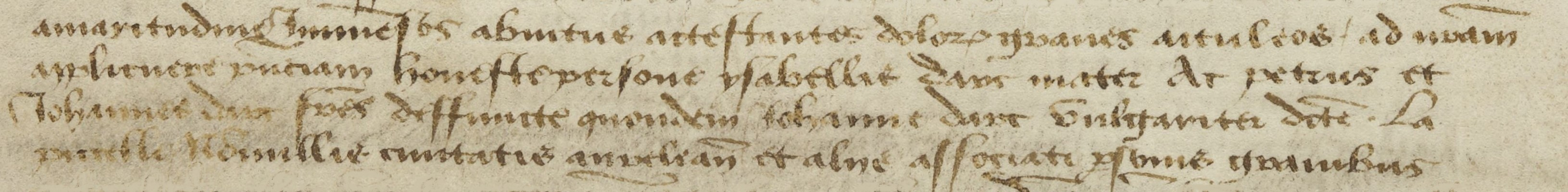
(…) honestæ personæ Ysabellis Darc, mater, ac Petrus et Johannes Darc, fratres defunctæ quondam Johannæ Darc, vulgariter dictæ la Pucelle (…).
Lorsque la proche parentèle de Jeanne intente officiellement le procès en nullité afin de laver l'honneur familial de la condamnation infamante, les actes de la procédure réinsèrent la Pucelle dans sa famille en employant quelquefois le nom Johanna Darc, tout en désignant à l'avenant sa mère Isabelle et ses frères Jean et Pierre par le surnom patronymique encore inusuel.
Détail du manuscrit d'Urfé, Paris, BnF, département des manuscrits, ms. Latin 8838,, XVe siècle.

Le patronyme s'orthographie diversement en moyen français dans les documents du XVe siècle car aucune règle n'est alors fixée à ce sujet. On trouve le plus souvent Darc mais également les variantes Tarc, Tart, Tard, Dart, Dars, Darx, Dare, voire Day ou Daly (d'Ailly au XVIe siècle) d'après la transcription phonétique du patronyme de Jeanne, prononcé avec l'accent lorrain local : « Da-i »,. D'autre part, la particule du patronyme « d'Arc » (sous la forme élidée « d’ ») ne se rencontre pas à l'époque car l'usage typographique de l'apostrophe débute seulement à partir du XVIe siècle,. Indépendamment de l'anoblissement des membres de la famille d'Arc en 1429, la particule n'est pas, par elle-même, un signe nobiliaire.
Durant un autre interrogatoire, la Pucelle mentionne également son matronyme « Rommée »,,, peut-être d'« origine locale ». Elle évoque ensuite l'usage de Domrémy où les femmes portent le nom de leur mère. Dans son terroir communautaire qui englobe Domrémy jusqu'à Vaucouleurs, Jeanne est vraisemblablement désignée par son surnom enfantin et son matronyme : « la Jeannette de la Rommée ».
Dans le cadre de sa vie publique, ses autres contemporains l'appellent par son seul prénom « Jeanne », fort courant en son temps. Son nom complet, « Jeanne d'Arc », reste peu usité pour la désigner avant le XVIIIe siècle.

#### Surnoms
Attesté très tôt, dès le 10 mai 1429, son surnom « la Pucelle » acquiert une telle popularité à l'époque qu'il suffit en lui-même à dénommer Jeanne d'Arc « en langue vulgaire », c'est-à-dire en moyen français. Émanant de sa classe d'âge, le vocable lui devient « une désignation, unique, personnelle », souligne la médiéviste Françoise Michaud-Fréjaville : Jeanne considère avoir reçu de Dieu « pour sa mission un sobriquet qu'ont repris partisans et adversaires. Puella, c'est la fillette, la jeune fille et aussi la vierge consacrée à Dieu », selon le sens revendiqué par l'héroïne. De plus, elle aurait justifié sa volonté de partir rencontrer « le dauphin » en mentionnant une prophétie véhiculée dans sa région d'origine : le royaume de France, perdu par une femme, sera « restauré » par une vierge des marches de Lorraine.
En revanche, la « Pucelle d'Orléans » est un surnom posthume employé à compter des années 1475-1480 avant de se répandre aux XVIe – XVIIe siècles.
Enfin, bien que Jeanne d'Arc ne se donne pas elle-même ce surnom, elle est connue comme « fille Dé », c'est-à-dire « fille de Dieu » au sens de « fille venue par Dieu », conformément à la désignation utilisée par ses « voix ».

#### Famille et milieu social
| |  |  |
| Jacques d'Arc et Isabelle Rommée, parents de Jeanne (vue d'artiste par l'Union internationale artistique de Vaucouleurs). Statues érigées en 1911 sur le parvis de la basilique du Bois-Chenu à Domrémy-la-Pucelle (Vosges),. |  |  |

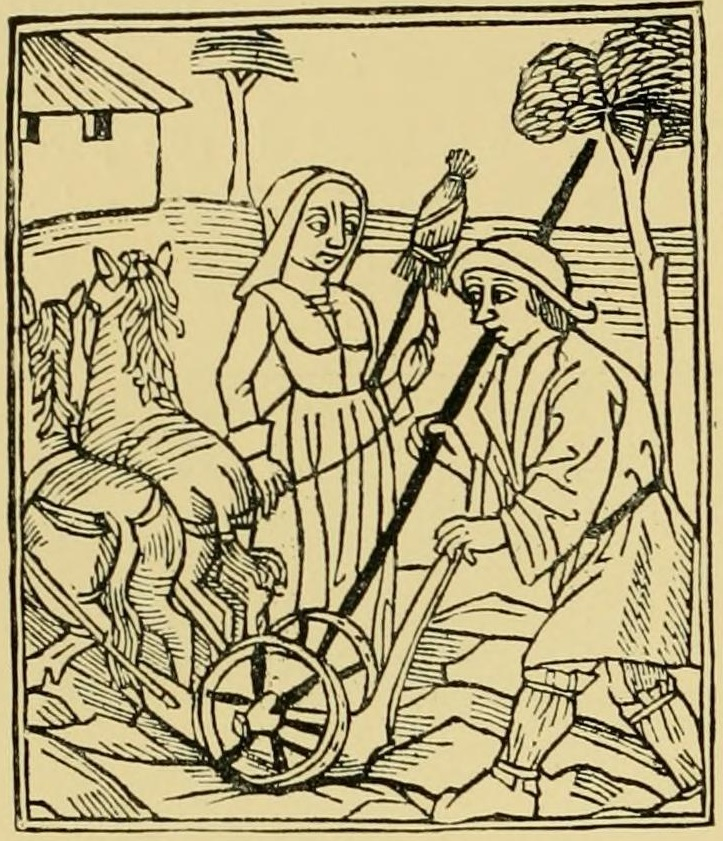
Jeanne d'Arc file sa quenouille auprès de son père Jacques menant la charrue. Gravure sur bois illustrant une édition imprimée du poème de Martial d'Auvergne, Les Vigiles de Charles VII, début du XVIe siècle.

Fille de Jacques d'Arc et d'Isabelle Rommée, Jeanne appartient à une famille de cinq enfants : Jeanne, Jacquemin, Catherine, Jean et Pierre.
Jacques, le père de Jeanne, appartient à la catégorie des laboureurs, des paysans relativement aisés qui possèdent d'ordinaire du bétail et des terres. L'état de ses biens n'est pas connu avec précision mais il s'agit vraisemblablement d'un notable bénéficiant d'une certaine notoriété à Domrémy puisqu'il assume à plusieurs reprises une fonction de représentation de la communauté des villageois auprès d'importants personnages locaux, tel le seigneur Robert Ier de Sarrebruck-Commercy,.
Jeanne fut décrite par tous les témoins comme très pieuse ; elle aimait notamment se rendre en groupe, chaque dimanche, en pèlerinage à la chapelle de Bermont tenue par des ermites garde-chapelle, près de Greux, pour y prier. Lors des futurs procès de Jeanne d'Arc, ses voisins rapportent qu'à cette époque, elle fait les travaux de la maison (ménage, cuisine), du filage de la laine et du chanvre, aide aux moissons ou garde occasionnellement des animaux quand c'est le tour de son père. Cette dernière activité est cependant loin du mythe de la bergère qui utilise le registre poétique de la pastourelle et le registre spirituel du Bon berger de la Bible. Cette légende de la bergère résulte probablement de la volonté des Armagnacs de transmettre cette image (plus symbolique qu'une simple fille de paysan) à des fins de propagande politico-religieuse pour montrer qu'une « simple d'esprit » pouvait aider le chef de la chrétienté du royaume de France et guider son armée, illuminée par la foi.
Pour ce qui est de sa vie quotidienne à Domrémy avant son départ, voici ce que répond Jeanne à ses juges, lors de son procès de condamnation : « Interrogée si, dans sa jeunesse elle avait appris quelque métier, elle dit que oui, à coudre les pièces de lin et à tisser, et elle ne craignait point femme de Rouen pour tisser et coudre » (deuxième séance publique du procès, 22 février 1431). Et le surlendemain, 24 février : « Interrogée si elle conduisait les animaux aux champs, elle dit qu'elle avait répondu à un autre moment à ce sujet, et que, après qu'elle fut devenue plus grande et qu'elle eut l'âge de raison, elle ne gardait pas habituellement les animaux, mais aidait bien à les conduire aux prés, et à un château appelé l'Île, par crainte des gens d'armes ; mais qu'elle ne se souvenait pas si dans son enfance, elle les gardait ou non ».
Une plaque apposée en 1930 sur le parvis de la cathédrale de Toul indique qu'elle comparut ici lors d'un procès matrimonial intenté par son fiancé en 1428.

#### «Voix», visions et révélations

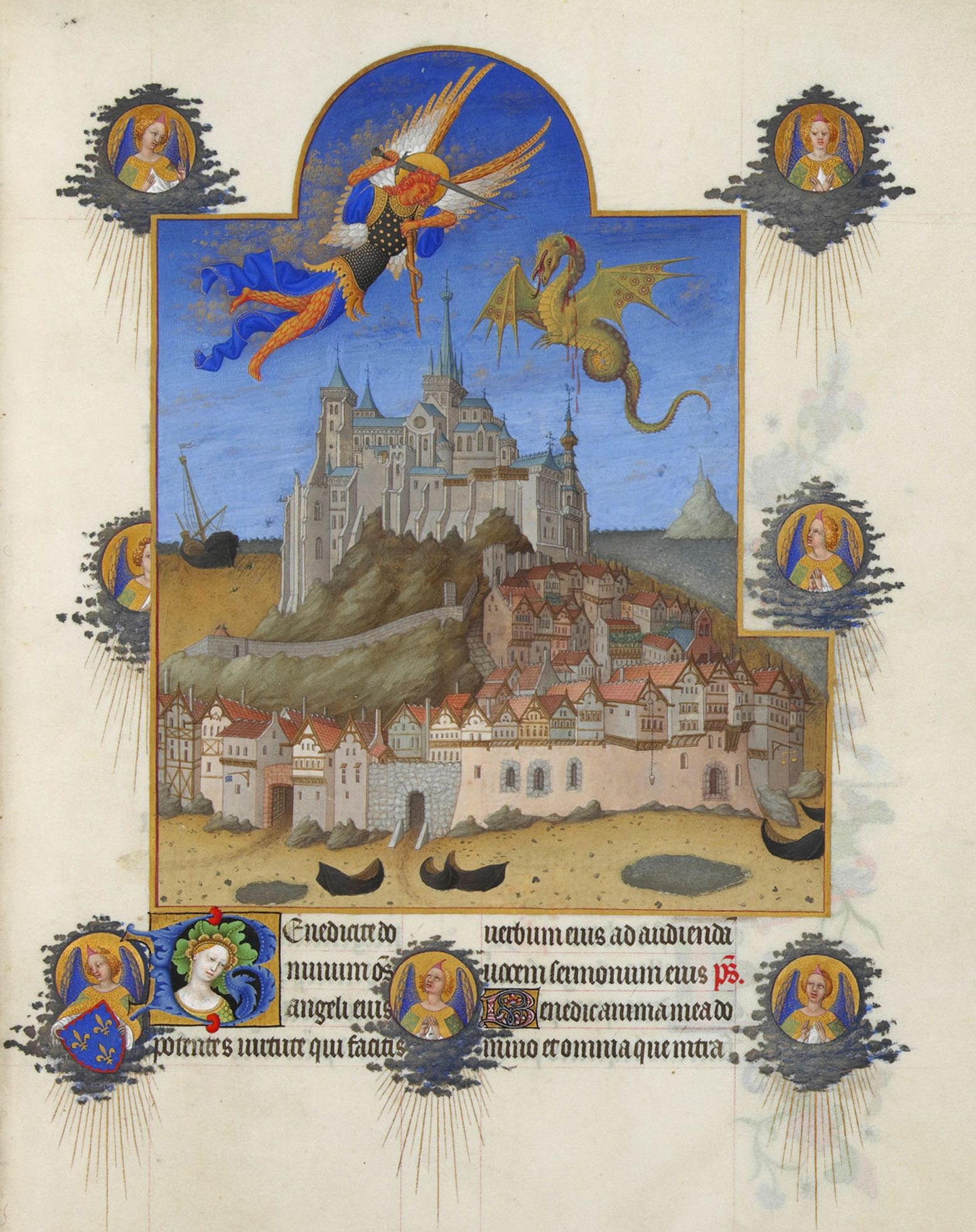
L'archange saint Michel veillant sur le mont Saint-Michel, bastion jamais conquis par l'ennemi anglais.
Enluminure ornant Les Très Riches Heures du duc de Berry, Chantilly, musée Condé,, vers 1411-1416.

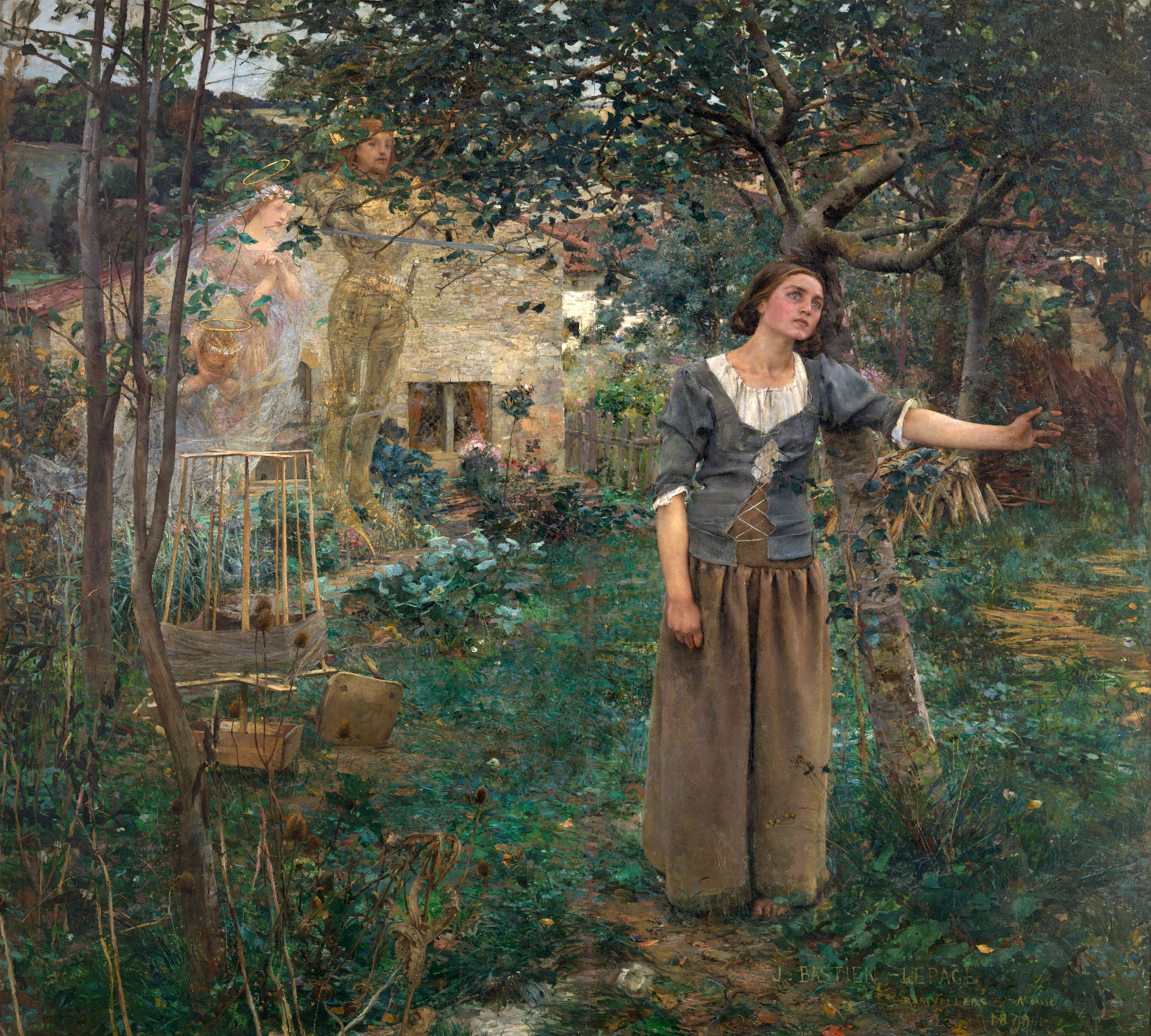
Les voix de Jeanne d'Arc figurées comme des visions angéliques par Bastien-Lepage dans une toile peinte en 1879. Pour représenter la Pucelle, son attitude d'expectative, la fixité de son regard, la rigidité du corps immobile, bras tendu, le geste suspendu par l'étonnement, le peintre s'inspire de l'iconographie photographique des recherches médicales de Charcot, et notamment du lien proposé par le neurologue entre l'hystérie et l'extase religieuse.
Le mysticisme, revu par le XIXe siècle est forcément douloureux, note la médiéviste Claude Gauvard.

Parmi les sources évoquant « la voix » (initialement au singulier) entendue par Jeanne d'Arc, on compte d'abord la lettre du conseiller royal Perceval de Boulainvilliers, datée du 21 juin 1429, ainsi qu'une lettre d'Alain Chartier en août de la même année. Par la suite, l’instrumentum du procès de condamnation fournit davantage de précisions ; ainsi, le 22 février 1431, Jeanne d'Arc soutient devant ses juges qu'à treize ans, alors qu'elle se trouvait dans le jardin de son père, elle reçut pour la première fois une « révélation de Notre Seigneur par une voix qui l'enseigna à soi gouverner. » La jeune fille commence par s'en effrayer.
Ultérieurement, Jeanne identifie les voix célestes des saintes Catherine et Marguerite et de l'archange saint Michel lui demandant d'être pieuse, de libérer le royaume de France de l'envahisseur et de conduire le dauphin sur le trône. Dès lors, elle s'isole et s'éloigne des jeunes du village qui n'hésitent pas à se moquer de sa trop grande ferveur religieuse, allant jusqu'à rompre ses fiançailles (probablement devant l'official de l'évêché de Toul).
Depuis l'époque contemporaine, les tentatives visant à élucider la nature et l'origine des voix, visions et révélations de Jeanne d'Arc relèvent généralement de trois catégories. En premier lieu, l'explication divine, en faveur chez les catholiques. Ensuite, les interprétations spirites avancées notamment au début du XXe siècle,,. Pour finir, l'approche rationaliste inspire de nombreux traités médicaux qui proposent successivement, depuis le milieu du XIXe siècle, diverses hypothèses psychopathologiques ou de troubles de la personnalité.

Or le médiéviste Olivier Bouzy observe que « les différentes analyses pseudo-psychologiques sur Jeanne nous en apprennent en définitive davantage sur leurs auteurs » et les conceptions de leur époque que sur la Pucelle. À l'encontre de telles approches médicales qu'ils jugent hasardeuses, discordantes et ignorantes des mentalités du XVe siècle, les historiens tentent d'expliquer Jeanne d'Arc « par des raisons essentiellement culturelles »,. Olivier Bouzy précise de la sorte : 
« Jeanne vit quelque chose, et elle l'interpréta comme une expérience mystique. Ce n'était ni une simulatrice — elle n'aurait certainement pas réussi à convaincre ses contemporains si elle n'avait pas été elle-même convaincue — ni une folle. Elle crut, profondément, qu'il s'agissait là de quelque chose de divin, et comme la société du temps admettait parfaitement la possibilité de ces voix, on ne lui demanda jamais si elle les avait véritablement entendues, mais si elles étaient d'origine divine ou diabolique. »

### De Domrémy à Chinon (1428 – février 1429)

#### Départ de Domrémy

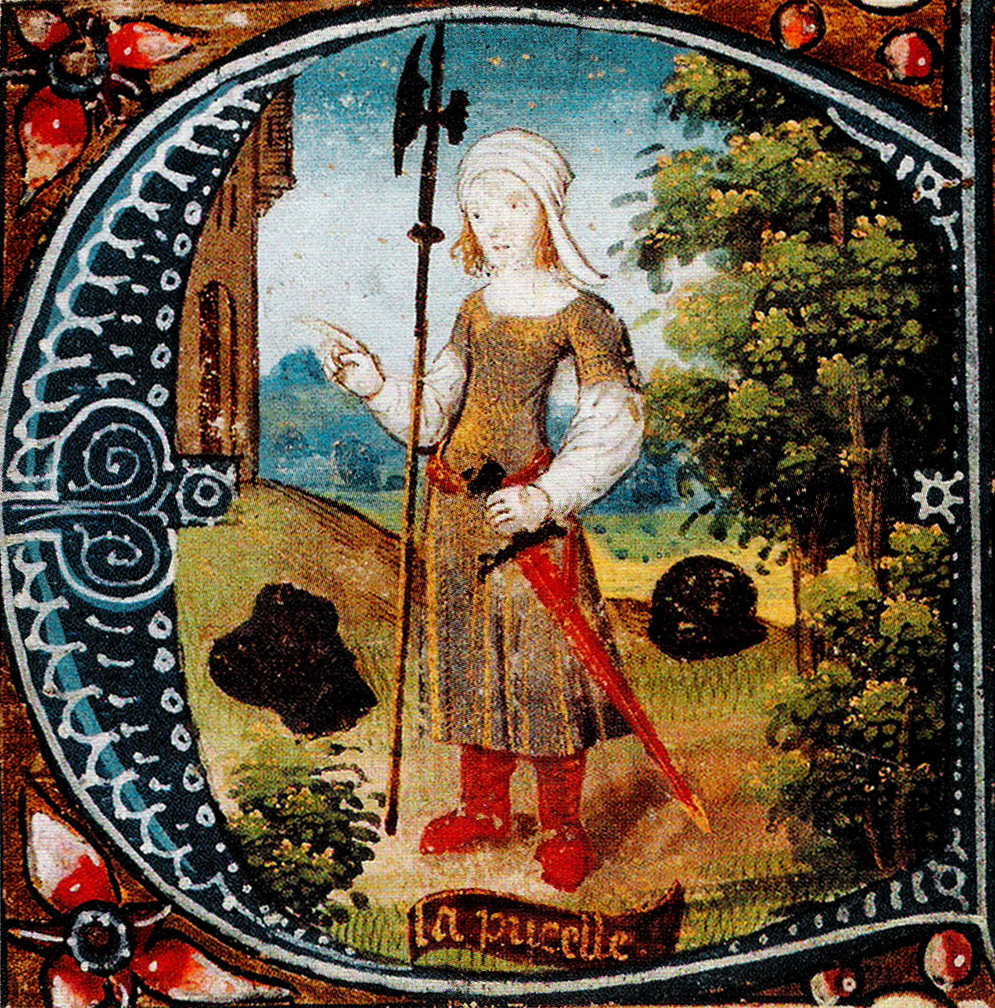
Sous un ciel diurne étoilé, vêtue en paysanne, Jeanne d'Arc se mue en guerrière armée d'une hallebarde et d'une épée. Elle désigne un château représentant le royaume de France. À droite de l'enluminure, le bois symbolise les limites du royaume d'où provient la Pucelle.
Lettrine historiée, Paris, BnF, département des manuscrits, ms. Latin 14665,, fin du XVe siècle.

Par suite de l'incendie de Domrémy commis par des bandes armées en 1428, Jeanne se réfugie avec ses proches et tous les habitants de son village durant quelques jours à Neufchâteau. À l'occasion de ce séjour forcé, elle prête main-forte à l'hôtesse de sa famille, une femme nommée La Rousse. La jeune fille et ses parents regagnent ensuite Domrémy, une fois la soldatesque partie,,,.

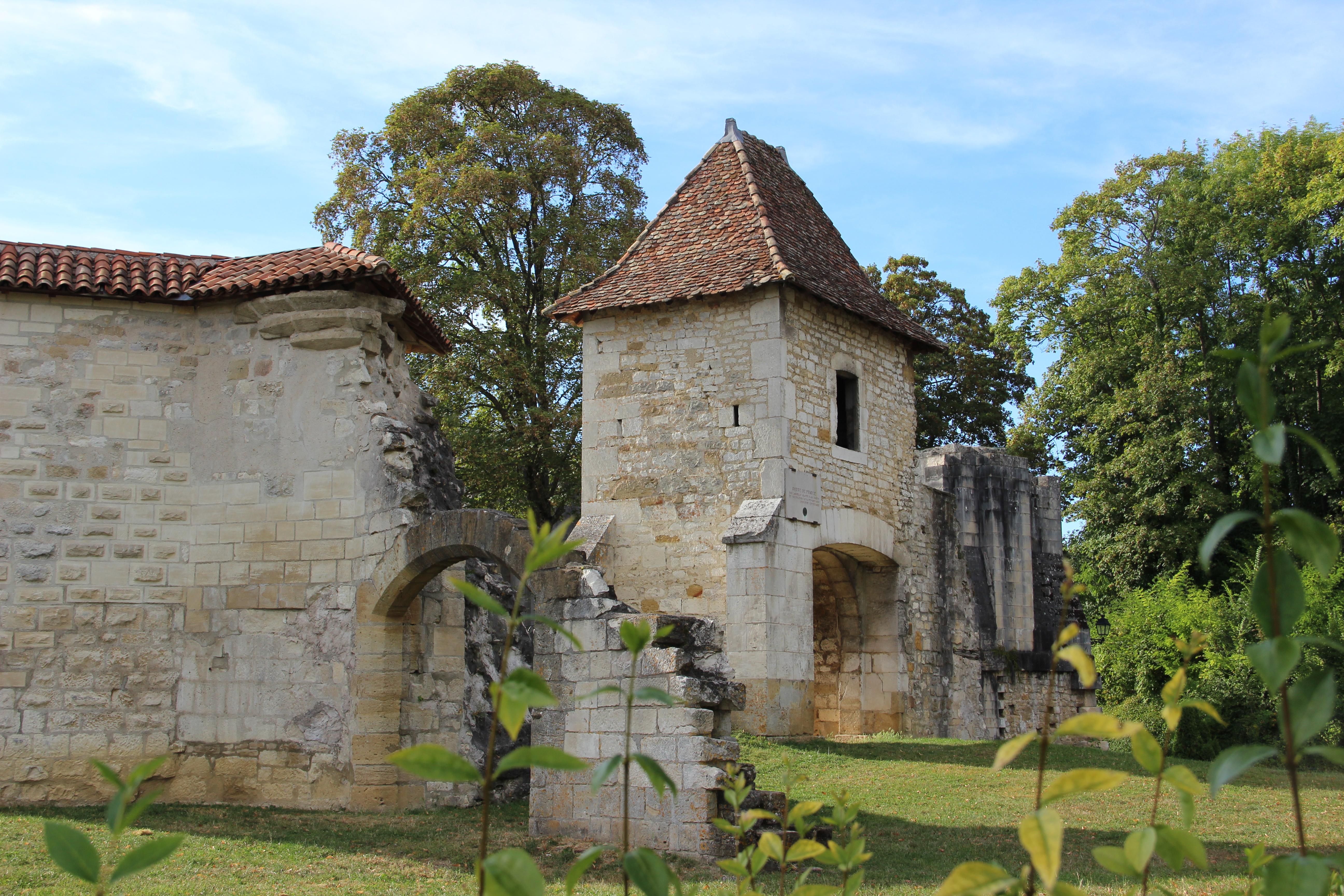
La « porte de France », vestige du château de Vaucouleurs.

Lorsque les nouvelles du siège d'Orléans parviennent à Jeanne d'Arc en décembre 1428 ou en janvier 1429, ses « voix » se montrent vraisemblablement plus insistantes. Elle demande alors à son père l'autorisation d'aller à Burey, village sis près de Domrémy, sous prétexte d'aider aux relevailles d'une cousine germaine également prénommée Jeanne. Jeanne d'Arc parvient à convaincre Durand Laxart, l'époux de sa cousine, de l'emmener — sans permission parentale — rencontrer Robert de Baudricourt, capitaine de Vaucouleurs, forteresse voisine de Domrémy. Demandant à s'enrôler dans les troupes du Dauphin pour se conformer à une prophétie locale qui évoquait une pucelle des marches de Lorraine salvatrice de la France, elle demande audience à Robert de Baudricourt en vue d'obtenir de lui la lettre de crédit qui lui ouvrirait les portes de la Cour. Le seigneur local la prend pour une affabulatrice ou une illuminée et conseille à Laxart de ramener sa cousine chez ses parents après lui avoir administré une bonne gifle,.
Jeanne revient s'installer à Vaucouleurs en 1429 pendant trois semaines. Elle loge chez Henri et Catherine Le Royer, à qui elle est peut-être apparentée. La population lui apporte instinctivement son soutien, exprimant ainsi une forme de résistance populaire aux Anglais et partisans bourguignons.
Dotée d'un grand charisme, la jeune paysanne illettrée acquiert une certaine notoriété de guérisseuse lorsque le duc malade Charles II de Lorraine lui donne un sauf-conduit pour lui rendre visite à Nancy : elle ose promettre au souverain de prier pour sa guérison en échange de l'abandon par le duc de sa maîtresse la belle Alison Du May et d'une escorte menée par René d'Anjou, gendre du duc et beau-frère du Dauphin Charles, pour libérer la France.
Elle finit par être prise au sérieux par Baudricourt, après qu'elle lui a annoncé par avance la journée des Harengs et l'arrivée concomitante de Bertrand de Poulengy, jeune seigneur proche de la maison d'Anjou et de Jean de Novellompont, dit de Metz. Il lui donne une escorte composée de six hommes: deux écuyers, de Poulengy et de Novellompont qui resteront fidèles à Jeanne tout au long de son parcours, le messager royal Colet de Vienne, chacun accompagné de son serviteur: Richard l'Archer, les frères Jean et Julien de Honnecourt. Ce sont les premiers compagnons d'armes de Jeanne d'Arc. Avant son départ pour le royaume de France, Jeanne se recueille dans l'ancienne église de Saint-Nicolas-de-Port, dédiée au saint patron du duché de Lorraine.

#### Chinon

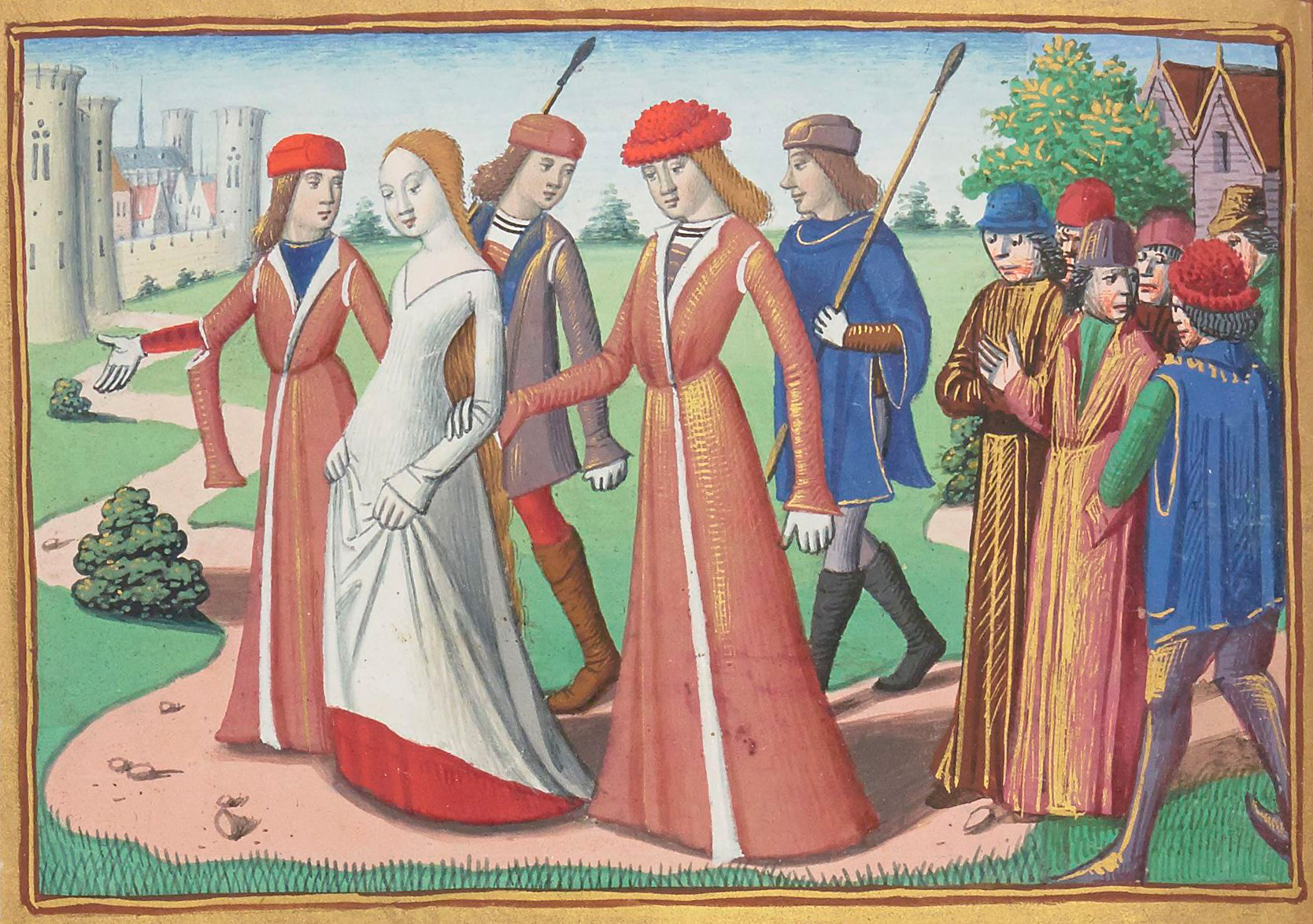
Jeanne d'Arc conduite devant le roi Charles VII (roi de France) à Chinon (BnF, département des manuscrits, ms. Français 5054,, vers 1484).
Cette enluminure appartient à une série peinte à la fin du XVe siècle afin d'orner Les Vigiles de Charles VII, manuscrit de Martial d'Auvergne. Conformément à une convention [médiévale] qu'aucun artiste ne pense à transgresser, la Pucelle y figure en vêtement féminin, robe rouge sous surcot blanc, et avec une longue chevelure, sans volonté de représenter de manière réaliste les coiffure et tenue masculines arborées à compter de son départ de Vaucouleurs,,.

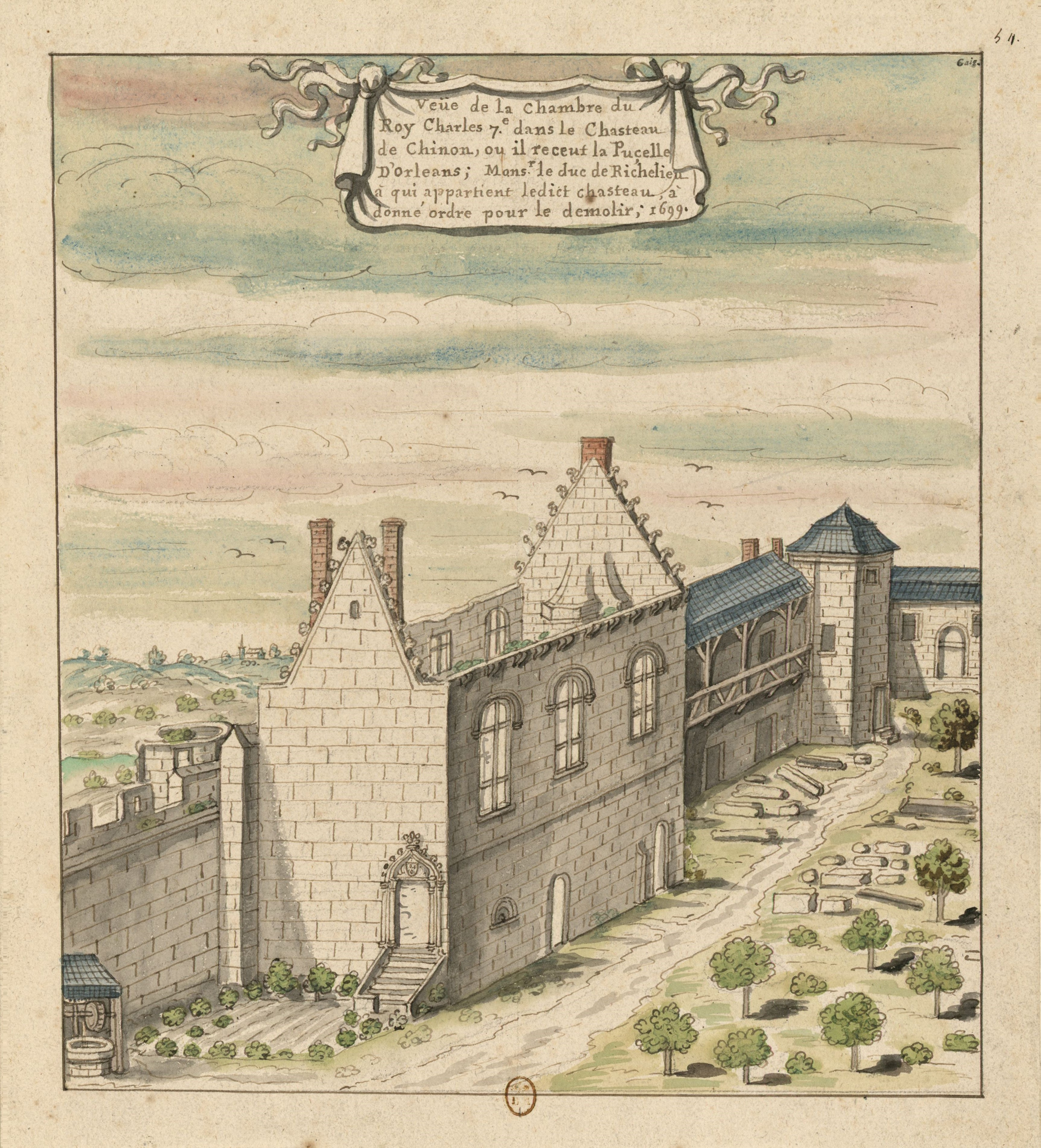
Vue de la chambre du roi Charles VII (roi de France) au château de Chinon, pièce où le souverain aurait reçu Jeanne d'Arc en 1429, selon une tradition déjà établie au Grand Siècle.
Aquarelle de la collection Roger de Gaignières, Paris, BnF, fin du XVIIe siècle.

Avant de partir pour Chinon, Jeanne d'Arc revêt des habits masculins, vraisemblablement une robe mi-courte de couleur noire procurée par l'un des serviteurs de Jean de Metz. La jeune femme se fait couper les cheveux par Catherine Le Royer et arbore dès lors la coupe « en écuelle » ou en « sébile » à la mode masculine de l'époque, autrement dit la chevelure taillée en rond au-dessus des oreilles, avec la nuque et les tempes rasées,. Elle conservera ce genre vestimentaire et cette coiffure jusqu'à sa mort, excepté pour sa dernière fête de Pâques.
Le petit groupe de voyageurs traverse sans encombre les terres bourguignonnes et arrive à Chinon où Jeanne d'Arc est finalement autorisée à voir Charles VII, après réception d'une lettre de Baudricourt.
Les textes armagnacs cherchent à conforter son statut de prophétesse en soulignant qu'elle s'avère capable de reconnaître le roi Charles au milieu de ses courtisans. En réalité, arrivée à Chinon le mercredi 23 février 1429, elle n'est reçue par Charles VII que deux jours plus tard, non dans la grande salle de la forteresse, mais dans ses appartements privés, lors d'une entrevue au cours de laquelle elle lui parle de sa mission.
Selon Jean Pasquerel, confesseur de Jeanne, c'est le comte de Vendôme, Louis de Bourbon, qui aurait conduit la Pucelle dans la salle où se trouvait le roi pour leur première rencontre à Chinon.
Considérant que seul le sacre à Reims confère la dignité royale, la Pucelle s'adresse à Charles VII en usant du titre de « dauphin ». La grande réception devant la Cour à l'origine de la légende n'aura lieu qu'un mois plus tard. Jeanne est logée dans la tour du Coudray. Jeanne annonce clairement quatre événements : la libération d'Orléans, le sacre du roi à Reims, la libération de Paris et la libération du duc d'Orléans.
À Chinon, les épouses de Raoul de Gaucourt (Jeanne de Preuilly) et de Robert Le Maçon (Jeanne de Mortemer), supervisées par Yolande d'Aragon, belle-mère du roi, certifient la féminité et la virginité de Jeanne d'Arc. Celle-ci est ensuite interrogée par des clercs et docteurs en théologie à Poitiers, qui attestent ses qualités : « humilité, virginité, dévotion, honnêteté, simplicité. » Les théologiens conseillent, « attendu la nécessité du royaume », de lui demander un signe démontrant qu'elle parle effectivement au nom de Dieu. La Pucelle rétorque en assimilant ce signe à une action restant à accomplir : la levée du siège d'Orléans.
Pour ne pas donner prise à ses ennemis qui la qualifient de « putain des Armagnac »,,, et après avoir fait une enquête à Domrémy, Charles donne son accord pour envoyer Jeanne à Orléans assiégée par les Anglais.

### Campagnes militaires (avril - décembre 1429)

#### Levée du siège d'Orléans

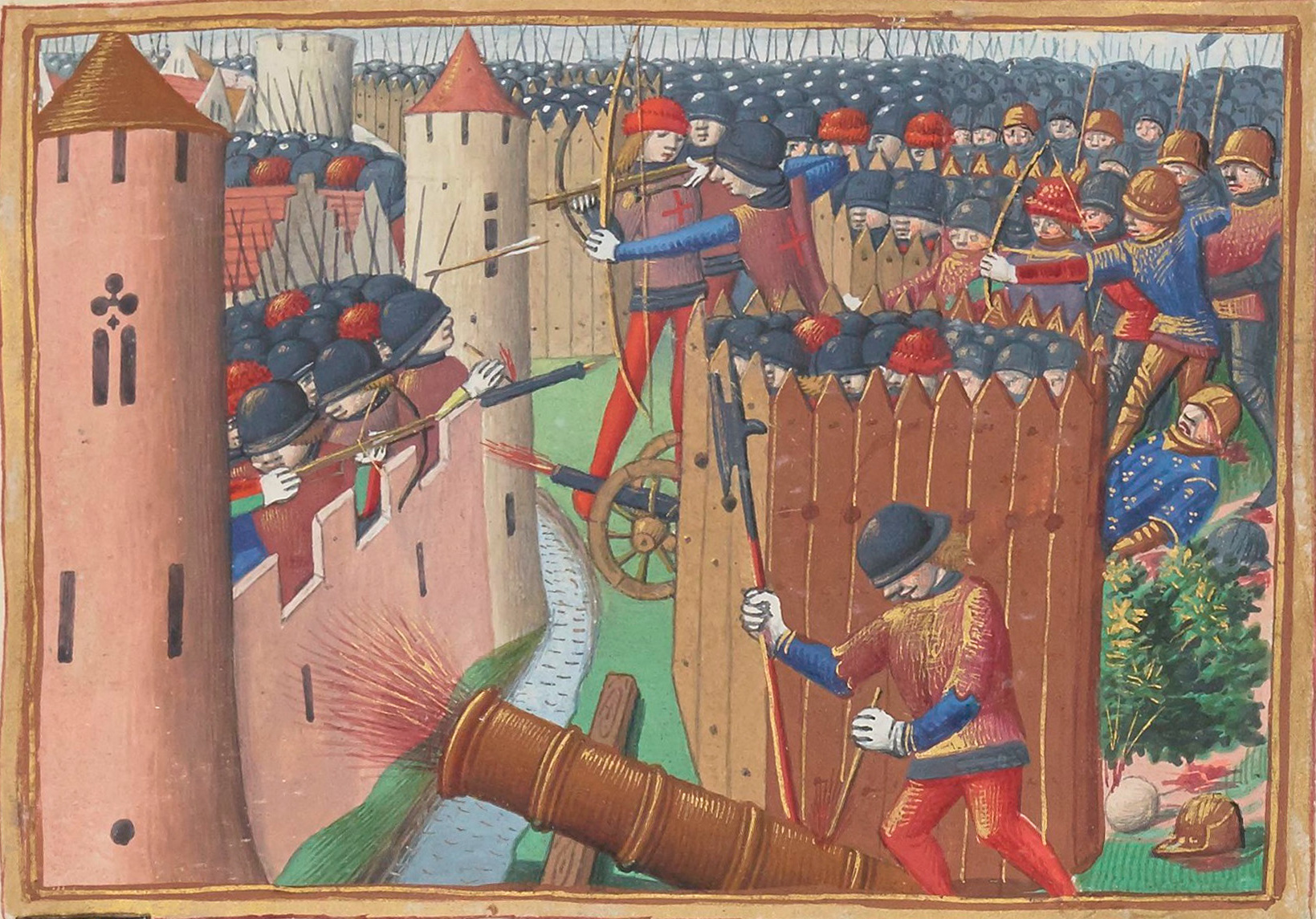
Le siège d'Orléans. Dans cette miniature datant de la fin du XVe siècle, l'enlumineur peint une serpentine anachronique ainsi qu'une invraisemblable bastille stylisée sous la forme d'une palissade à angles droits. Au premier plan, un artilleur anglais tire sur la ville au moyen d'une grosse bombarde.
Enluminure du manuscrit de Martial d'Auvergne, Les Vigiles de Charles VII, Paris, BnF, vers 1484.

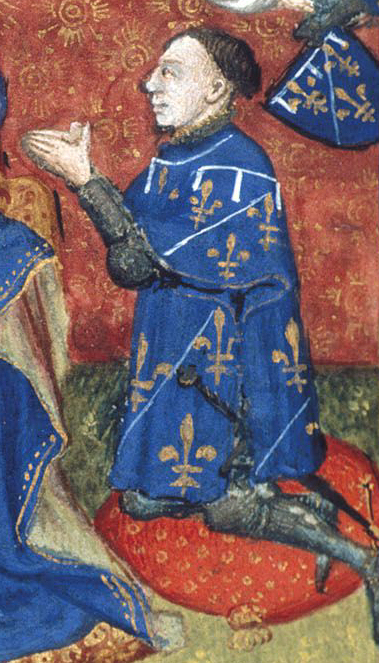
Jean, le bâtard d'Orléans, Heures de Dunois (détail), Londres, British Library, vers 1436.

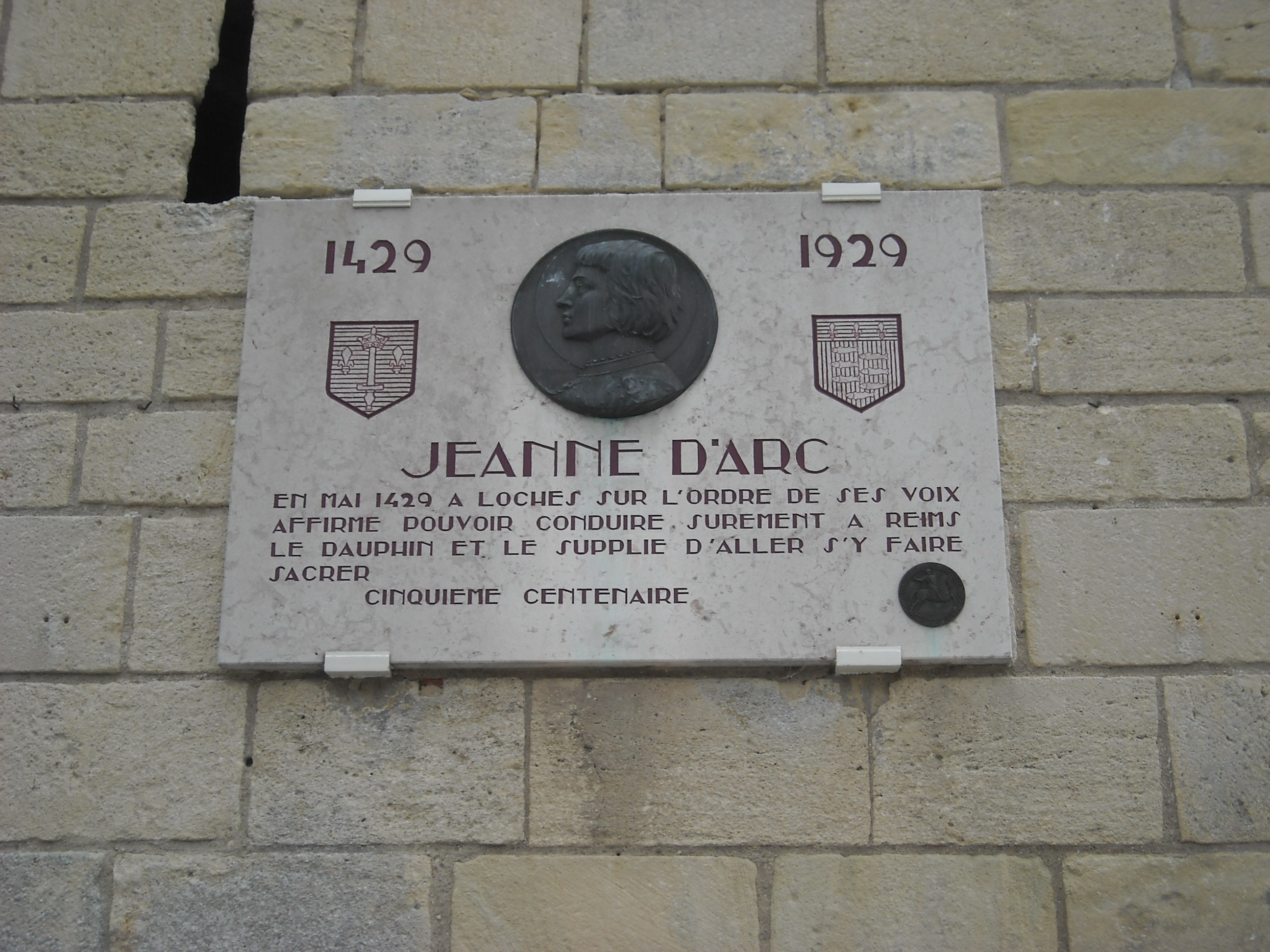
Plaque apposée à l’entrée de la porte royale du château de Loches, pour commémorer la rencontre entre Jeanne d’Arc et le futur Charles VII en mai 1429, au cours de laquelle elle l'encourage de se rendre à Reims pour y être sacré roi.

En avril 1429, Jeanne d'Arc est envoyée par le roi Charles VII à Orléans, non pas à la tête d'une armée, mais avec un convoi de ravitaillement qui longe la Loire sur la rive gauche. Près de 500 hommes ainsi que ses frères la rejoignent au château de Blois où elle séjourne quelques jours avec le soutien du comte de Blois par intérim, Jean de Dunois. On l'équipe d'une armure et d'une bannière blanche frappée de la fleur de lys, elle y inscrit Jesus Maria, qui est aussi la devise des ordres mendiants (les dominicains et les franciscains).
En partance de Blois le 27 avril pour Orléans, Jeanne expulse ou marie les prostituées de l'armée de secours et fait précéder ses troupes d'ecclésiastiques.
Arrivée à Orléans le 29 avril, elle apporte le ravitaillement et y rencontre Jean d'Orléans, dit « le Bâtard d'Orléans », futur comte de Dunois. Elle est accueillie avec enthousiasme par la population, mais les capitaines de guerre sont réservés. Avec sa foi, sa confiance et son enthousiasme, elle parvient à insuffler aux soldats français désespérés une énergie nouvelle et à contraindre les Anglais à lever le siège de la ville dans la nuit du 7 au 8 mai 1429.
Elle se rend ensuite au château de Loches où séjourne le futur Charles VII, pour lui annoncer la délivrance d’Orléans et le presser de poursuivre ses succès pour se faire couronner à Reims. La rencontre a lieu entre le 10 et le 22 mai selon les auteurs,,,,,,.
En raison de cette victoire (encore célébrée à Orléans au cours des « Fêtes johanniques », chaque année du 29 avril au 8 mai), on la surnomme la « Pucelle d'Orléans », expression apparaissant pour la première fois en 1555 dans l'ouvrage Le Fort inexpugnable de l'honneur du sexe féminin de François de Billon.

#### Vallée de la Loire et chevauchée vers Reims

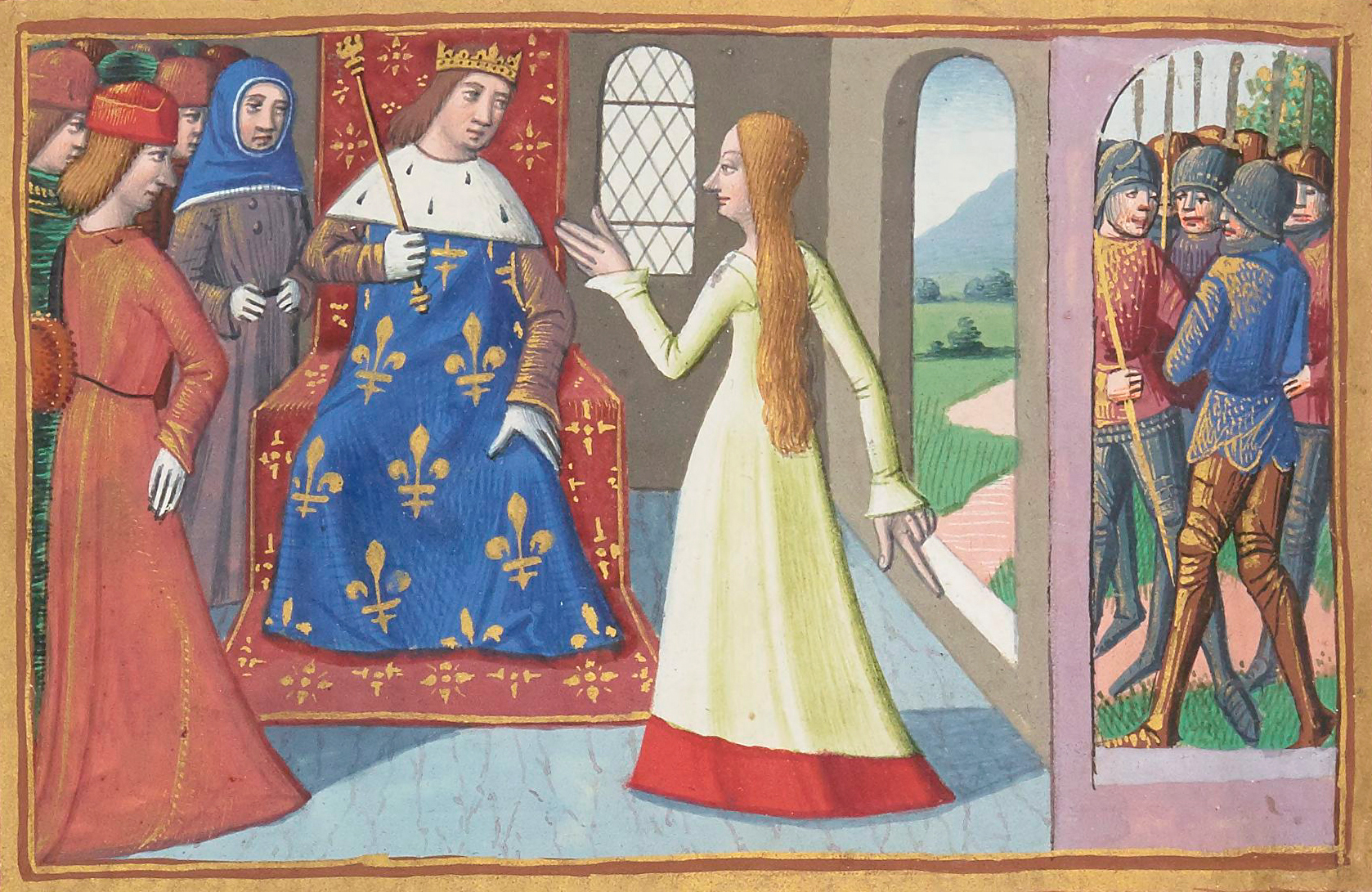
Jeanne d'Arc convainc Charles VII (roi de France) et son Conseil de poursuivre le siège de Troyes. Par convention picturale, la composition recourt aux attributs de la fonction royale plutôt qu'au portrait physique réaliste pour individualiser le souverain. L'enlumineur pare symboliquement celui-ci des regalia, insignes du pouvoir monarchique rituellement arborés lors du sacre (couronne, sceptre, manteau fleurdelisé bordé d'hermine), en sus du dais royal,,. Enluminure du manuscrit de Martial d'Auvergne, Les Vigiles de Charles VII, BnF, département des manuscrits, ms. Français 5054,, vers 1484.

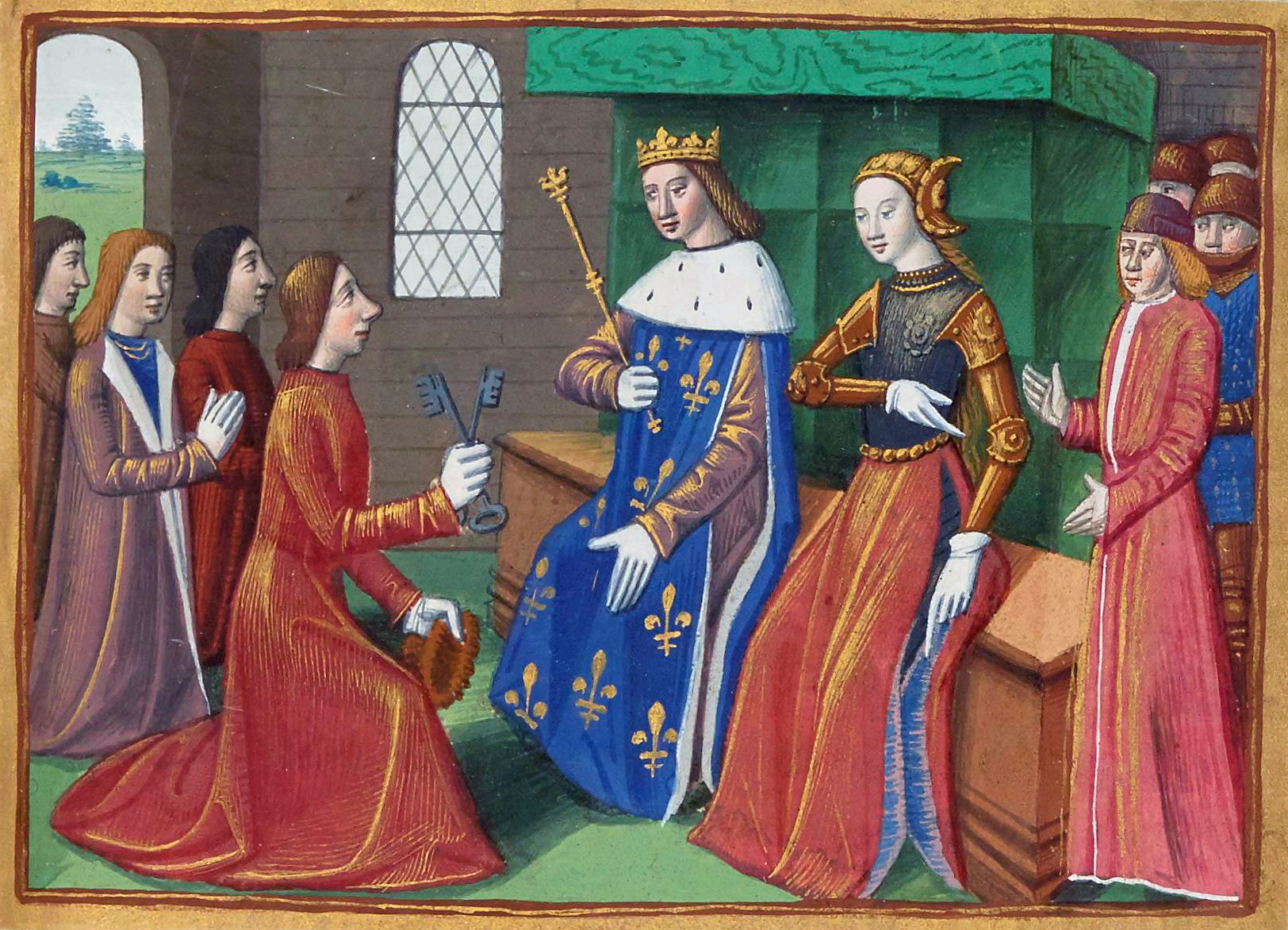
Les notables de Troyes remettent les clefs de la ville au roi Charles VII en présence de Jeanne d'Arc, représentée ici en armure fantaisiste appareillée d'une robe longue féminine, sorte de jupe rouge couvrant ses jambes.
Miniature du manuscrit de Martial d'Auvergne, Les Vigiles de Charles VII, Paris, BnF, département des manuscrits, Ms. Français 5054,, vers 1484.

Après la sécurisation de la vallée de la Loire grâce à la victoire de Patay (où Jeanne d'Arc ne prit pas part aux combats), le 18 juin 1429, remportée face aux Anglais, Jeanne se rend à Loches et persuade le Dauphin d'aller à Reims se faire sacrer roi de France.
Pour arriver à Reims, l'équipée doit traverser des villes sous domination bourguignonne, qui n'ont pas de raison d'ouvrir leurs portes, et que personne n'a les moyens de contraindre militairement.
Selon Dunois, le coup de bluff[Lequel ?] aux portes de Troyes entraîne la soumission de la ville mais aussi de Châlons-en-Champagne et de Reims. Dès lors, la traversée est possible.

#### Reims

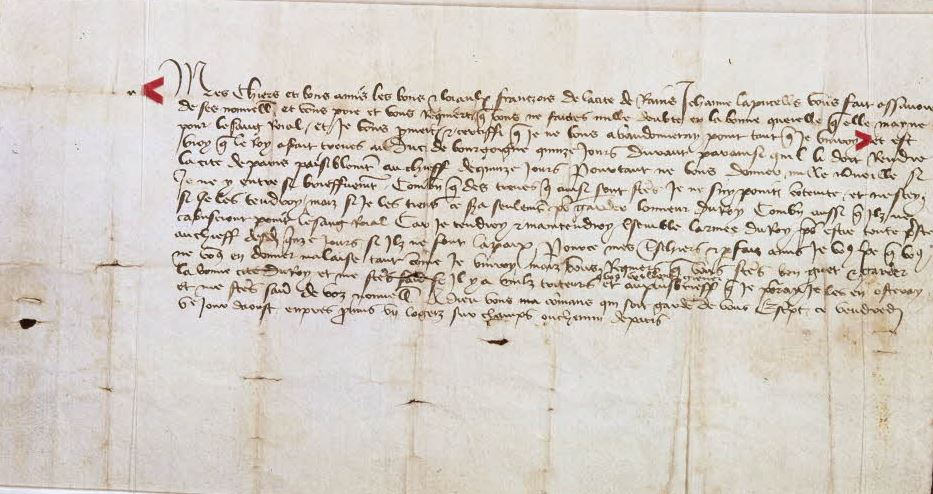
Lettre de Jeanne d'Arc aux habitants de Reims, non autographe, non signée, 5 août 1429, Archives nationales.

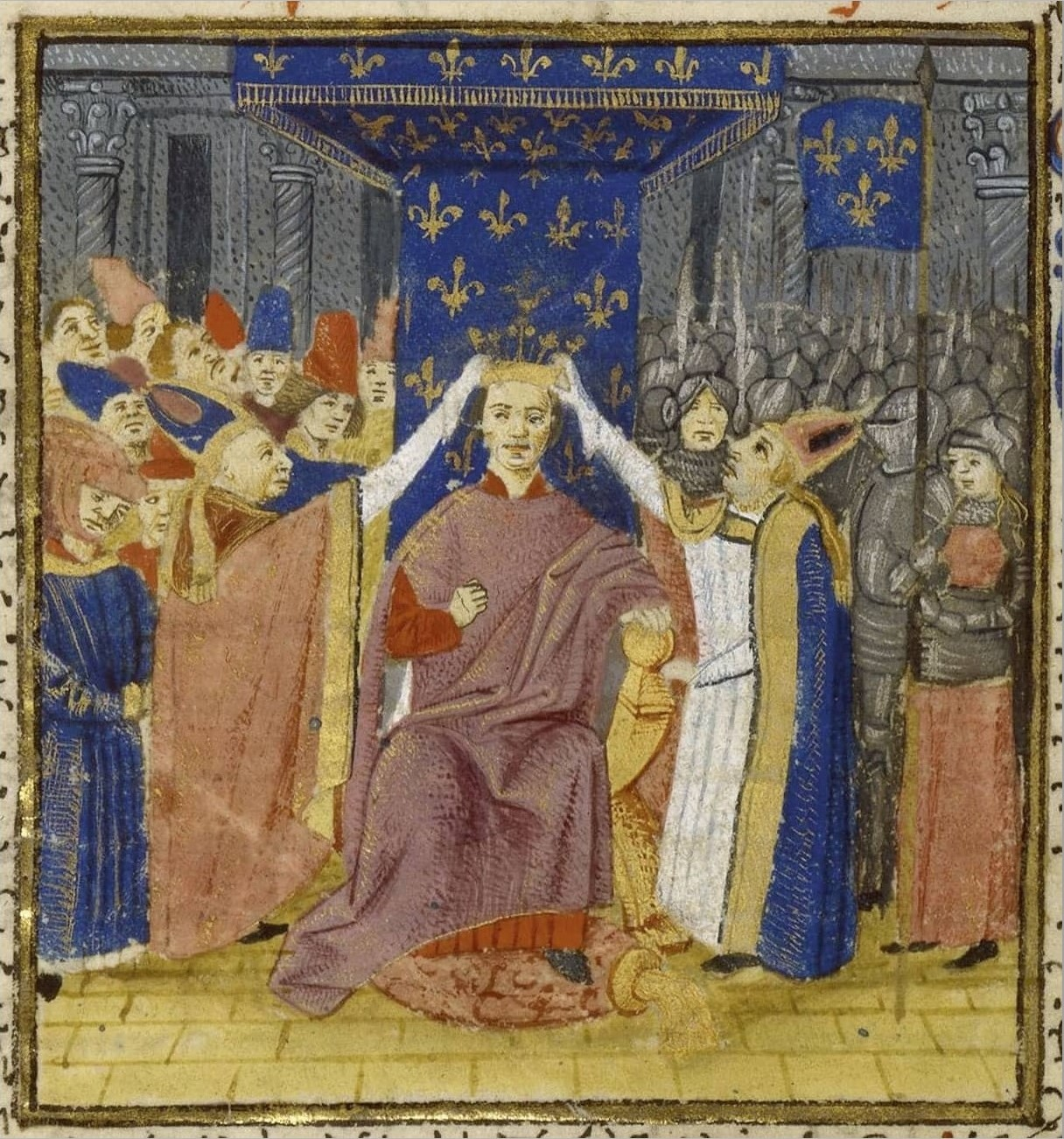
Sacre de Charles VII à Reims. Dans la partie droite de l'enluminure, revêtus de leur armure, des hommes d'armes et Jeanne d'Arc tenant une bannière aux armes de France. Chronique abrégée des rois de France, BnF, département des manuscrits, Nouvelles acquisitions françaises (NAF) 4811,, XVe siècle.

Le 17 juillet 1429, dans la cathédrale de Reims, en présence de Jeanne d'Arc, Charles VII est sacré par l'archevêque Regnault de Chartres. Le duc de Bourgogne, Philippe le Bon, en tant que pair du Royaume, est absent ; Jeanne lui envoie une lettre le jour même du sacre, pour lui demander la paix.
L'effet politique et psychologique de ce sacre est majeur. Reims étant au cœur du territoire contrôlé par les Bourguignons et hautement symbolique, il est interprété par beaucoup à l'époque comme le résultat d'une volonté divine. Il légitime Charles VII, qui était déshérité par le traité de Troyes.
Cette partie de la vie de Jeanne d'Arc constitue communément son "épopée" : ces événements qui fourmillent d'anecdotes où les contemporains voient régulièrement des petits miracles, prouvés par leurs références explicites dans les procès, ont grandement contribué à forger la légende et l'histoire officielle de Jeanne d'Arc. La découverte de l'épée dite de « Charles Martel » sous l'autel de l'église de Sainte-Catherine-de-Fierbois en mars 1429, en est un exemple.
Le mythe de la chef de guerre commandant les armées de Charles VII est un autre exemple de légende. C'est le duc de Bedford, régent du royaume de France pour les Anglais, qui lui attribue le rôle de chef de guerre de l'ost du roi envoyé par le diable, pour minimiser la portée de la délivrance d'Orléans et des défaites ultérieures.
Les conseillers du roi se méfiant de son inexpérience et de son prestige, la font tenir à l'écart des décisions militaires essentielles, tandis que le commandement est successivement confié à Dunois, au duc d'Alençon, à Charles d'Albret ou au maréchal de Boussac.
Les historiens contemporains la considèrent soit comme un porte-étendard qui redonne du cœur aux combattants et aux populations, soit comme un chef de guerre démontrant de réelles compétences tactiques,,.

#### Paris
Dans la foulée du sacre, Jeanne d'Arc tente de convaincre le roi Charles VII de reprendre Paris aux Bourguignons et aux Anglais, mais il hésite. Après s'être arrêtée au château de Monceau, Jeanne mène une attaque sur Paris le 8 septembre 1429, mais elle est blessée par un carreau d'arbalète lors de l'attaque de la porte Saint-Honoré. L'attaque est rapidement abandonnée et Jeanne est ramenée au village de la Chapelle.

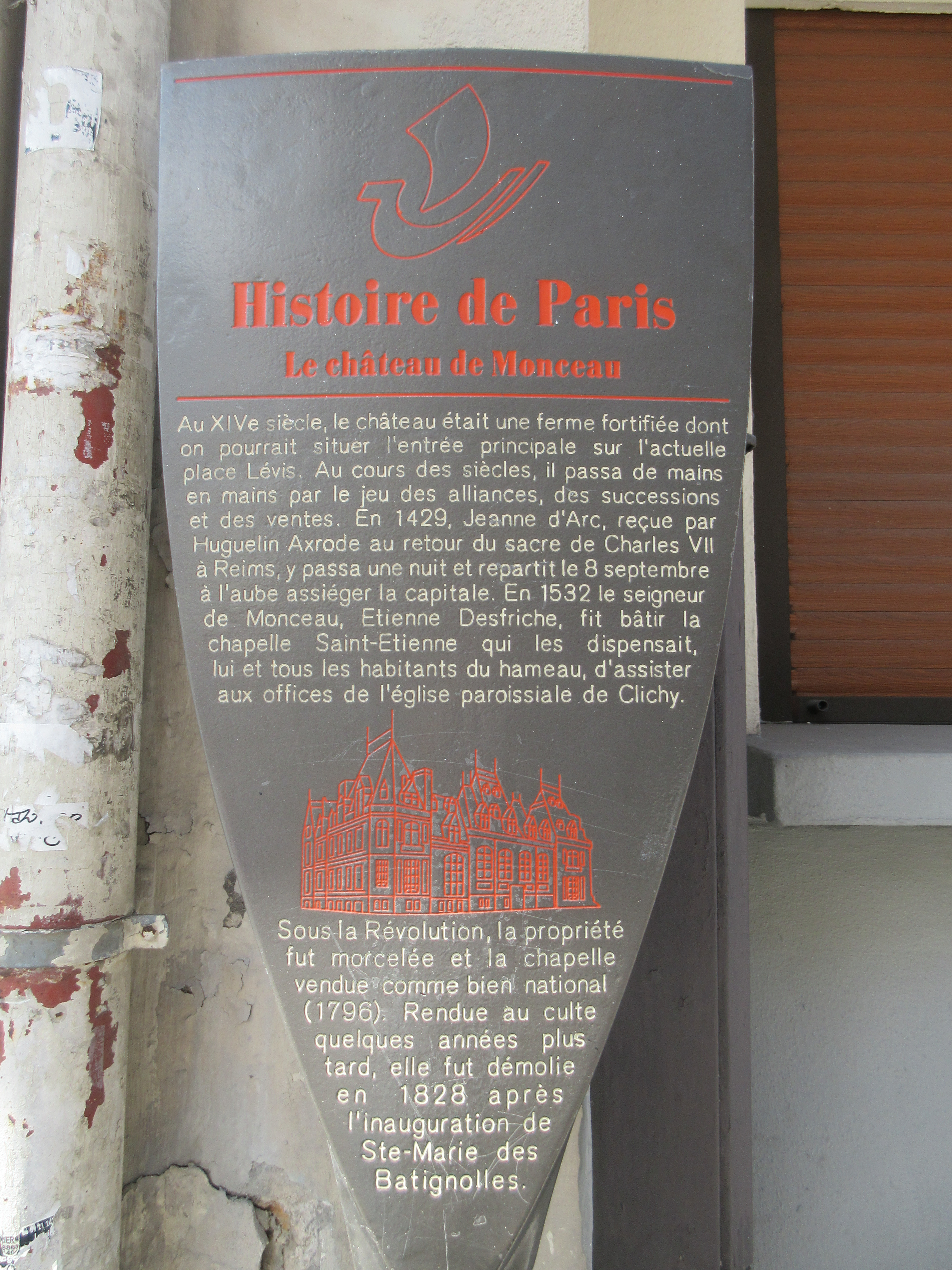
Panneau Histoire de Paris - Château de Monceau (Paris)
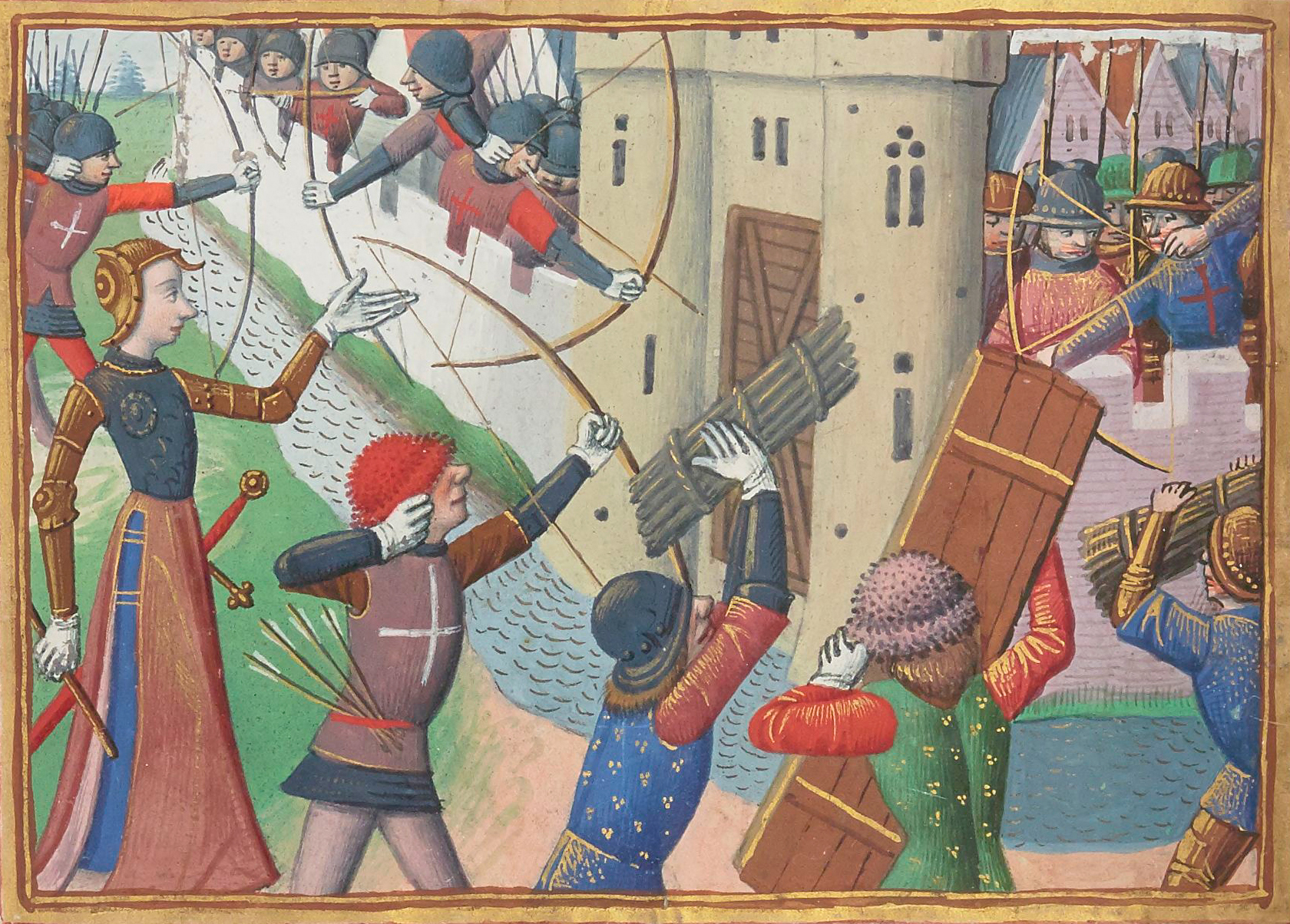
Jeanne d'Arc à la porte Saint-Honoré lors du siège de Paris de 1429, miniature extraite des Vigiles de Charles VII de Martial d'Auvergne, Paris, BnF, département des Manuscrits, ms. Français 5054, fo 66vo , fin du XVe siècle.
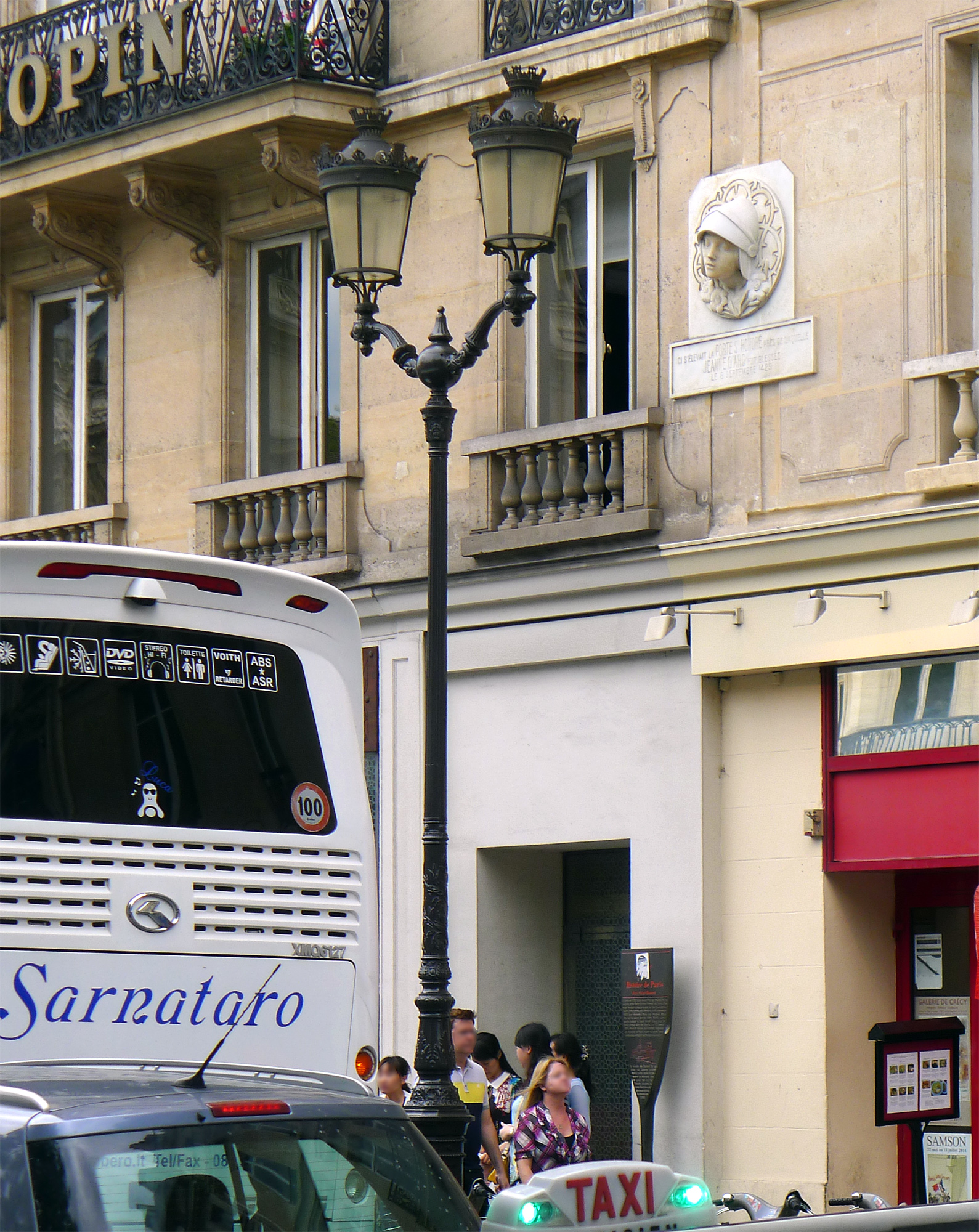
La rue Saint-Honoré au niveau des no 161-163.
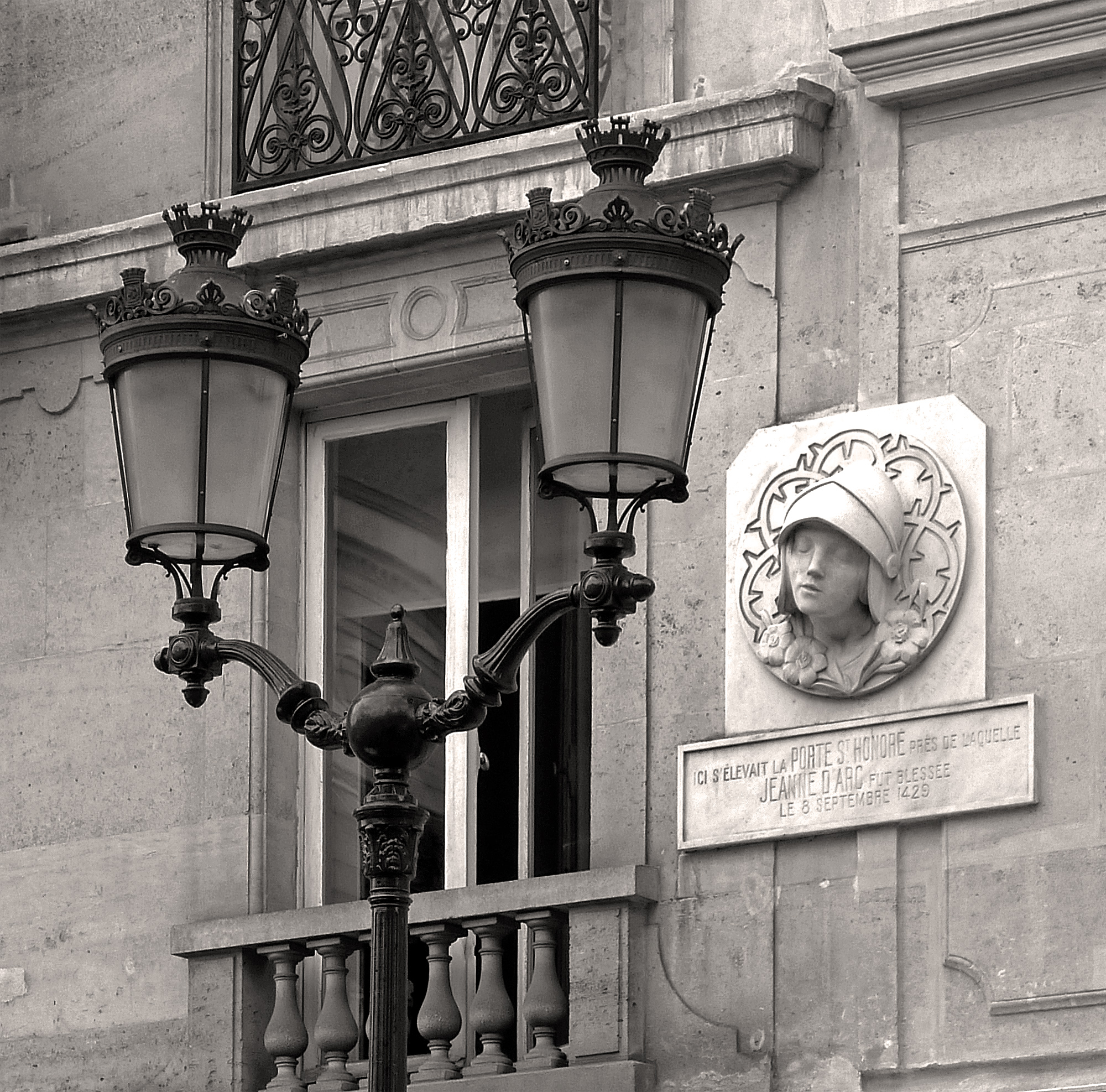
Plaque commémorative rappelant que Jeanne d'Arc fut blessée près de la porte Saint-Honoré lors du siège de Paris.

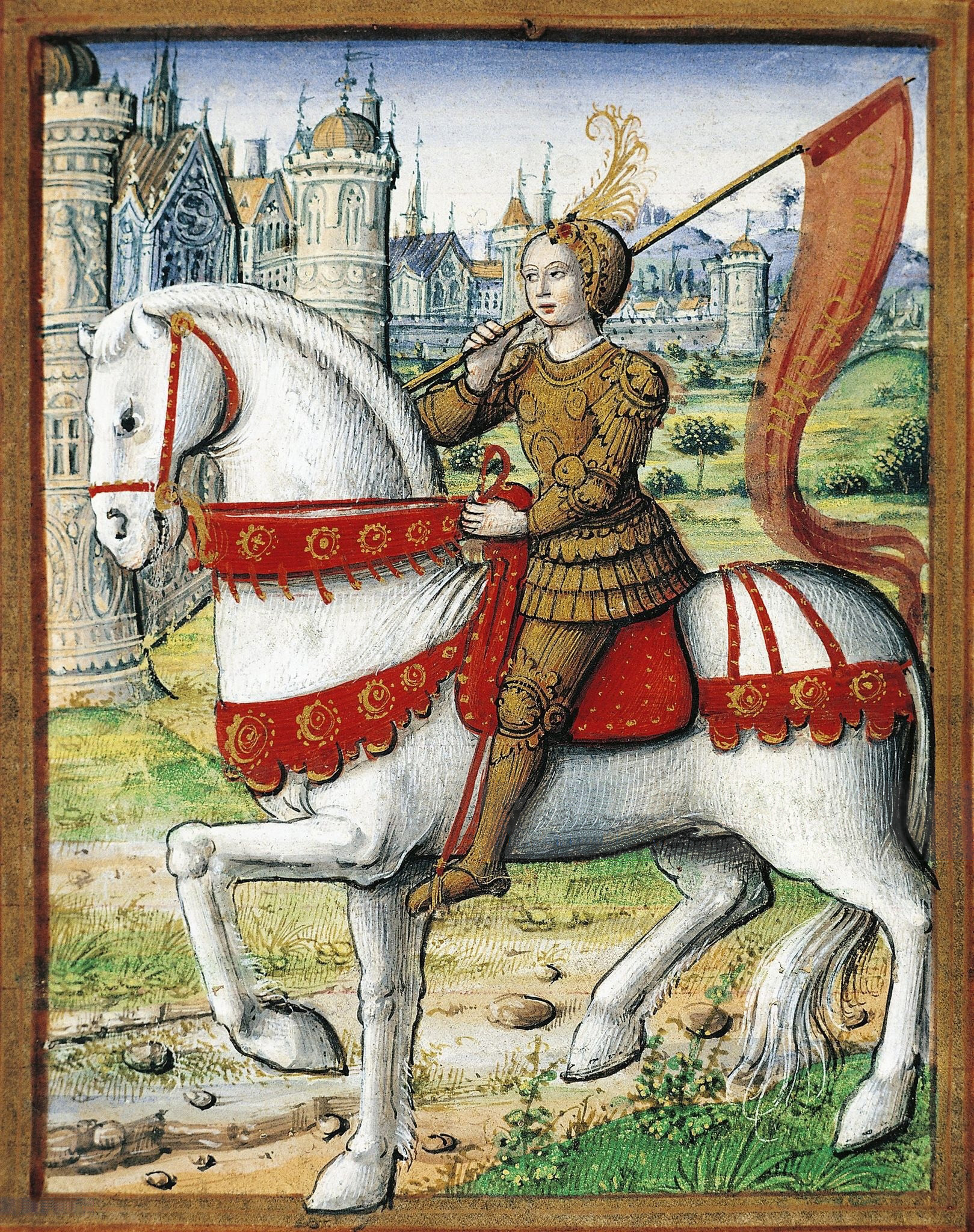
Jeanne d'Arc à cheval.
Enluminure du manuscrit d'Antoine Dufour, Les vies des femmes célèbres, Nantes, musée Dobrée, 1504.

Le roi finit par interdire tout nouvel assaut : l'argent et les vivres manquent, et la discorde règne au sein de son conseil. C'est une retraite forcée vers la Loire, l'armée est dissoute. Jeanne repart néanmoins en campagne : désormais elle conduit sa propre troupe et se considère comme une chef de guerre indépendante, elle ne représente plus le roi. Entraîneuse d'hommes, qu'elle sait galvaniser, elle dispose d'une maison militaire avec une écurie de coursiers, un écuyer et un héraut. Ses troupes luttent contre des capitaines locaux, mais sans beaucoup de succès.

#### Saint-Pierre-le-Moûtier et La Charité-sur-Loire
En octobre, Jeanne participe au siège de Saint-Pierre-le-Moûtier avec l'armée royale. Le 4 novembre 1429, « la Pucelle » et Charles d'Albret s'emparent de Saint-Pierre-le-Moûtier. Le 23 novembre, ils mettent le siège devant La Charité-sur-Loire pour en chasser Perrinet Gressart. Après un mois, le siège est abandonné. Pour Noël, Jeanne regagne Jargeau, ville fortifiée en bord de Loire, à la suite de l'échec du siège.

### Capture par les Bourguignons et vente aux Anglais (1430)
Début 1430, Jeanne est conviée à rester dans le château de La Trémoille à Sully-sur-Loire. Elle quitte le roi début mai, sans prendre congé, à la tête d'une compagnie de volontaires, et se rend à Compiègne, assiégée par les Bourguignons.

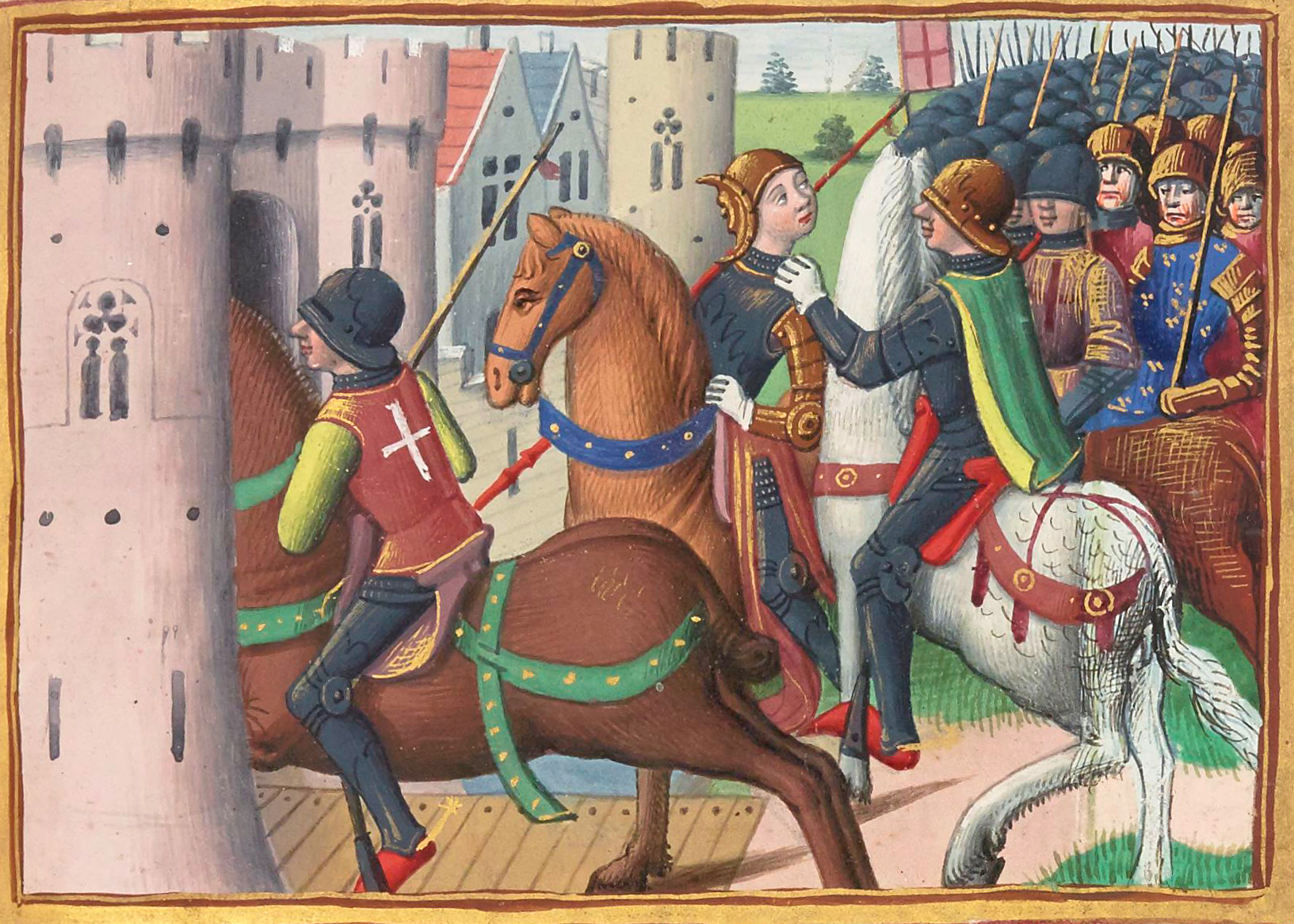
Les Bourguignons capturent Jeanne d'Arc lors du siège de Compiègne. Miniature extraite des Vigiles de Charles VII de Martial d'Auvergne, Paris, BnF, département des manuscrits, Ms. Français 5054,, fin du XVe siècle.

Le 23 mai 1430, vers 20 heures, Jeanne d'Arc sort de Compiègne à la tête d'un groupe d'hommes et attaque le camp bourguignon. Les Anglais ayant réussi à esquiver l'attaque, les Français voient le danger et se replient dans Compiègne. Auprès de Jeanne d'Arc, il ne reste plus que quelques hommes dont son frère Pierre d'Arc. La Pucelle tombée de cheval est capturée par des capitaines bourguignons, le bâtard de Wandonne et probablement Antoine de Bournonville.
Prisonnière du seigneur de ces capitaines bourguignons, Jean II de Luxembourg-Ligny, elle est conduite à Margny-lès-Compiègne où le duc de Bourgogne vint la voir, en personne puis à Clairoix, Élincourt-Sainte-Marguerite et Beaulieu-les-Fontaines d'où elle tente de s'échapper, sans succès. Elle est ensuite conduite au château de Beaurevoir, dans le Vermandois où elle fit une seconde tentative d'évasion. Malgré la hauteur de la muraille, elle sauta et tomba dans les fossés se blessant sérieusement, on la retrouva inanimée. Elle se rétablit.
Conduite à Arras, elle est vendue aux Anglais le 21 novembre 1430, pour dix mille livres tournois, payées par les Rouennais. Détenue au château du Crotoy du 21 novembre au 20 décembre 1430, elle fut remise aux Anglais qui lui firent traverser la baie de Somme et par Saint-Valery-sur-Somme, elle gagna Rouen, quartier-général des Anglais. Elle est alors mise entre les mains de Pierre Cauchon, évêque de Beauvais et allié des Anglais qui allait présider son procès.

### Procès et condamnation (1431)

#### Procès

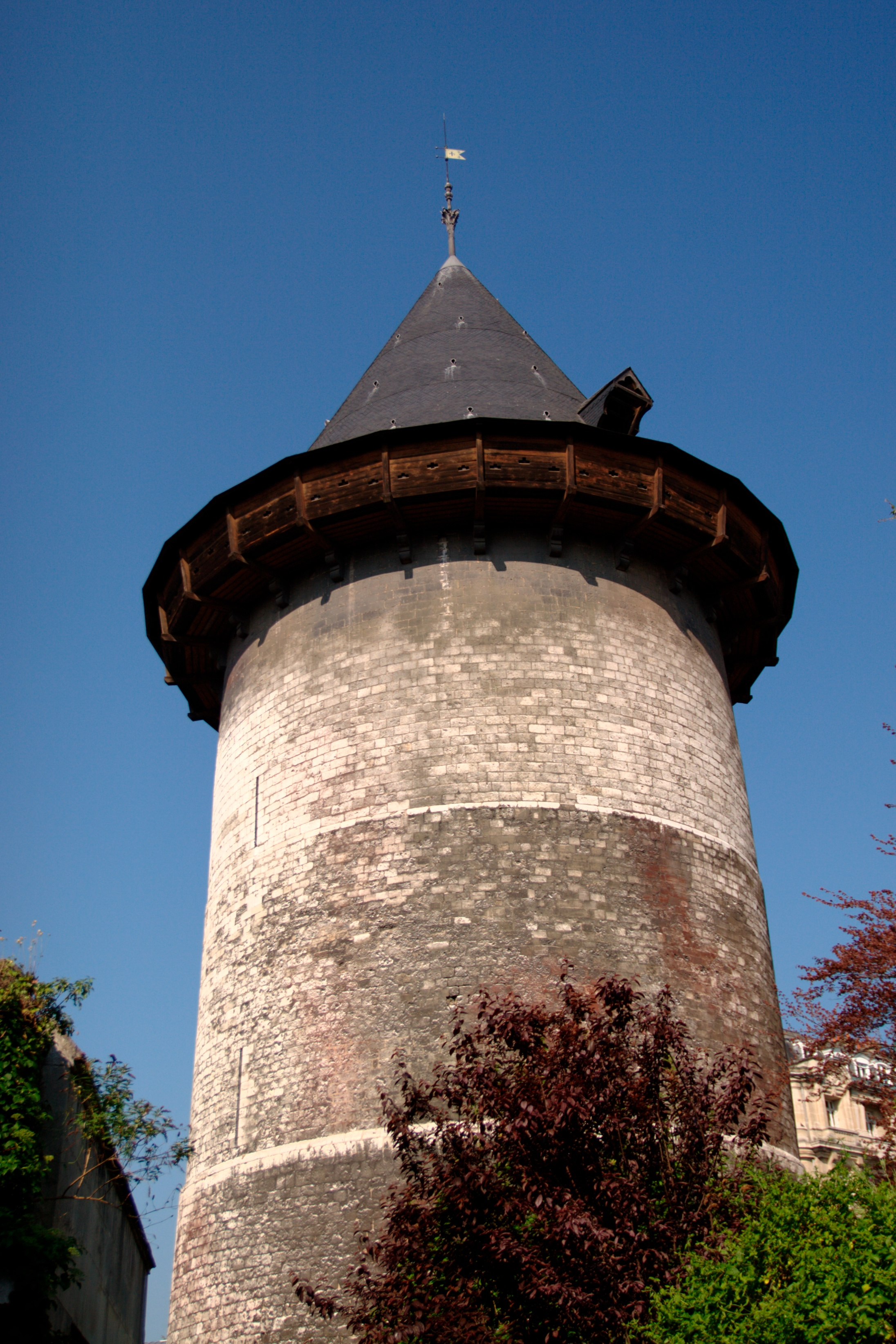
Tour Jeanne-d'Arc, donjon du château de Philippe Auguste à Rouen.

Lors de son procès dans le château de Rouen (dans la chapelle royale, la salle dite de parement qui faisait partie des appartements royaux et dans la tour-prison lors de séances en comité restreint) qui dure du 21 février au 23 mai 1431, Jeanne d'Arc est accusée d'hérésie. Elle est emprisonnée dans une tour du château de Philippe Auguste à Rouen, dite plus tard « tour de la Pucelle » ; seul le donjon de la construction est parvenu jusqu'à nous. Il est appelé à tort « tour Jeanne-d'Arc », cependant les soubassements de la tour de la Pucelle ont été dégagés au début du XXe siècle et sont visibles dans la cour d'une maison sise rue Jeanne-d'Arc. Jugée par l'Église, Jeanne d'Arc reste néanmoins emprisonnée dans cette prison civile, au mépris du droit canonique.

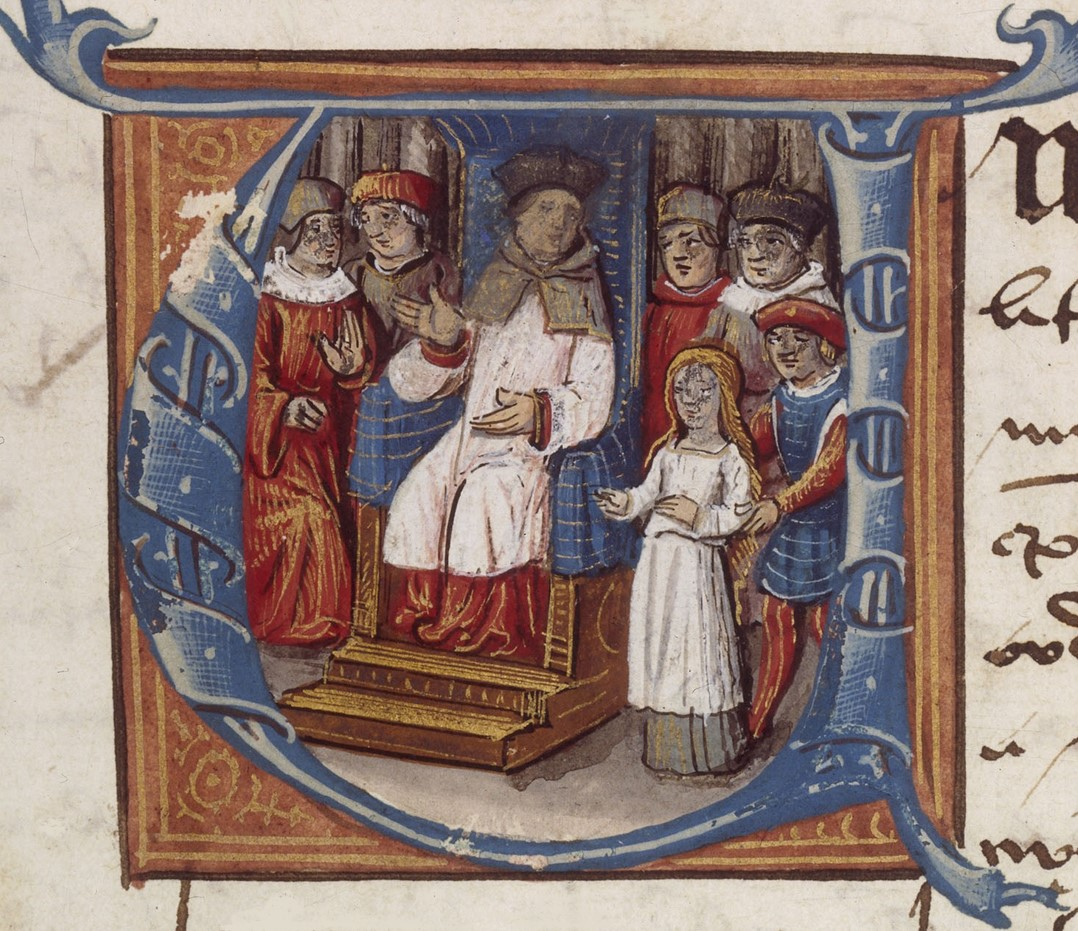
Jeanne d'Arc présentée à son juge rouennais, l'évêque Pierre Cauchon, entouré de ses assesseurs.
Lettrine U ornée, Paris, BnF, département des manuscrits, ms. Latin 8838,, XVe siècle.

L'enquête préliminaire commence en janvier 1431 et Jeanne d'Arc est interrogée sans ménagement à Rouen. Si ses conditions d'emprisonnement sont particulièrement difficiles, Jeanne n'a néanmoins pas été soumise à la torture, bien qu'elle en ait été menacée.
Le procès débute le 21 février 1431. Environ cent vingt personnes y participent, dont vingt-deux chanoines, soixante docteurs, dix abbés normands, dix délégués de l'université de Paris. Leurs membres sont sélectionnés avec soin. Lors du procès de réhabilitation, plusieurs témoignèrent de leur peur. Ainsi, Richard de Grouchet déclare que « c'est sous la menace et en pleine terreur que nous dûmes prendre part au procès ; nous avions l'intention de déguerpir. » Pour Jean Massieu, « il n'y avait personne au tribunal qui ne tremblât de peur. » Jean Lemaître déclare : « Je vois que si l'on n'agit pas selon la volonté des Anglais, c'est la mort qui menace. »
Une dizaine de personnes sont actives lors du procès, tels Jean d'Estivet, Nicolas Midy et Nicolas Loyseleur.
Le tribunal lui reproche par défaut de porter des habits d'homme, d'avoir quitté ses parents sans qu'ils lui aient donné congé, et surtout de s'en remettre systématiquement au jugement de Dieu plutôt qu'à celui de « l'Église militante », c'est-à-dire l'autorité ecclésiastique terrestre. Les juges estiment également que ses « voix », auxquelles elle se réfère constamment, sont en fait inspirées par le démon. Soixante-dix chefs d'accusation sont finalement trouvés, le principal étant revelationum et apparitionum divinarum mendosa confictrix (imaginant mensongèrement des révélations et apparitions divines). L’université de Paris (Sorbonne) rend son avis : Jeanne est coupable d'être schismatique, apostate, menteuse, devineresse, suspecte d'hérésie, errante en la foi, blasphématrice de Dieu et des saints.
Jeanne en appelle au Pape, ce qui sera ignoré par les juges.

« Sur l'amour ou la haine que Dieu porte aux Anglais, je n'en sais rien, mais je suis convaincue qu'ils seront boutés hors de France, excepté ceux qui mourront sur cette terre. »

— Jeanne d'Arc à son procès (le 15 mars 1431)

#### Condamnation et exécution
Le tribunal déclare Jeanne d'Arc « relapse » (retombée dans ses erreurs passées), la condamne au bûcher et la livre au « bras séculier ». Le 30 mai 1431, après s'être confessée et avoir communié, Jeanne en tunique de toile soufrée est conduite vers neuf heures, sous escorte anglaise, dans la charrette du bourreau Geoffroy Thérage, place du Vieux-Marché à Rouen où l'on a dressé trois estrades : la première, pour le cardinal de Winchester et ses invités, la seconde pour les membres du tribunal civil représenté par le bailli de Rouen Raoul le Bouteiller ; la troisième, pour Jeanne et le prédicateur Nicolas Midi, docteur en théologie.

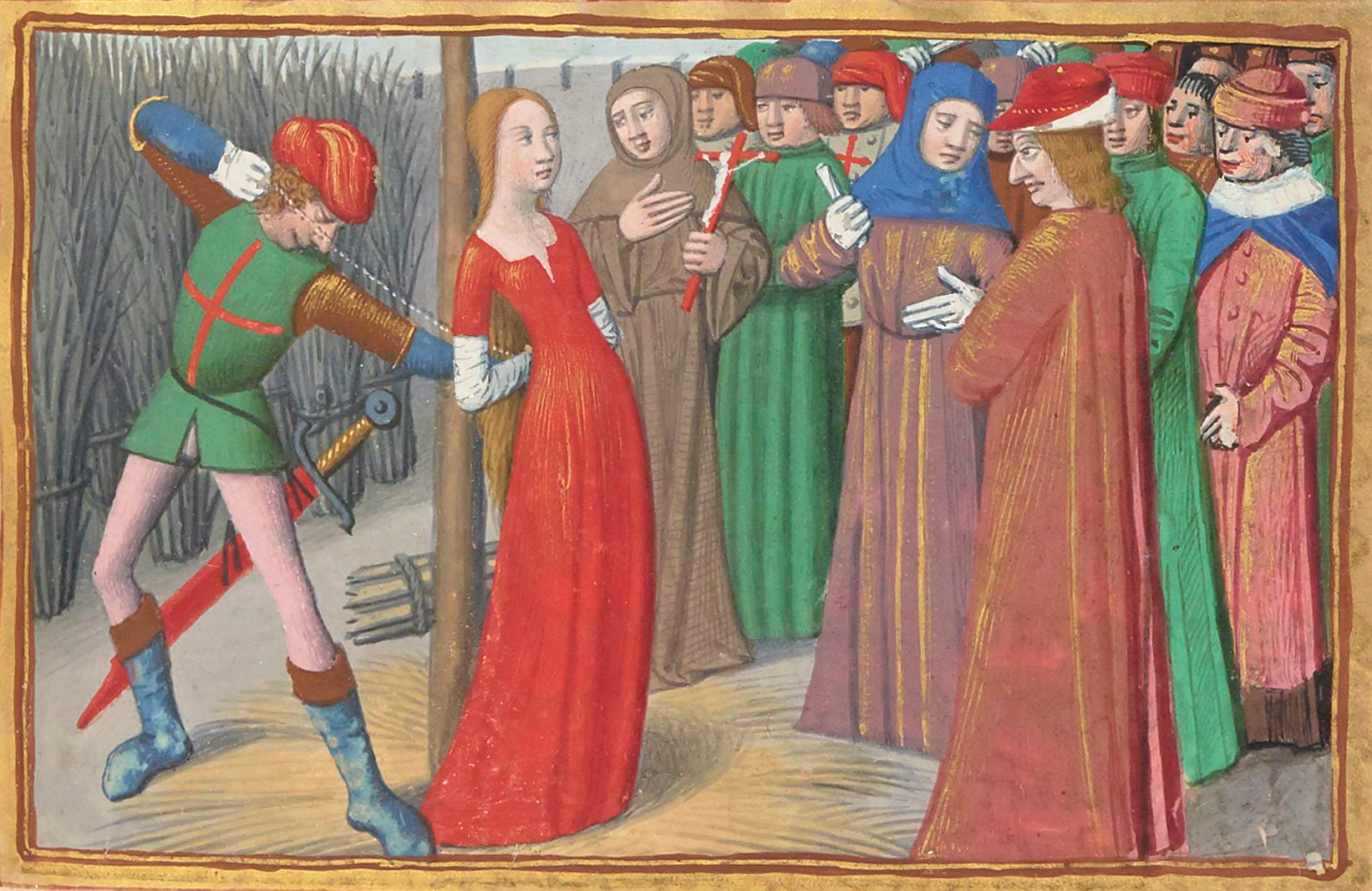
Jeanne d'Arc au bûcher.
Enluminure du manuscrit de Martial d'Auvergne, Les Vigiles de Charles VII, BnF, département des manuscrits, ms. Français 5054,, vers 1484.

Après le prêche et la lecture de sa sentence, les soldats conduisent Jeanne d'Arc au bûcher dressé en hauteur sur une estrade maçonnée pour qu'elle soit bien vue. Le supplice de Jeanne suscite de nombreux témoignages de mythographes qui prétendent que sur le bûcher, un écriteau décrivant ses péchés masquait Jeanne, ou que Jeanne était coiffée de la mitre d'infamie qui dissimulait son visage. Ces témoignages donnent naissance quelques années plus tard à la légende survivantiste selon laquelle Jeanne aurait survécu au bûcher grâce à la substitution d'une autre condamnée.
Le cardinal de Winchester a insisté pour qu'il ne restât rien de son corps. Il désire éviter tout culte posthume de la « pucelle ». Il a donc ordonné trois crémations successives. La première voit mourir Jeanne d'Arc d'intoxication par les gaz issus de la combustion, dont notamment le monoxyde de carbone. Le bourreau écarte les fagots, à la demande des Anglais qui craignent qu’on ne dise qu’elle s’est évadée, pour que le public puisse voir que le cadavre déshabillé par les flammes est bien celui de Jeanne.
La seconde crémation dure plusieurs heures et fait exploser la boîte crânienne et la cavité abdominale dont des morceaux sont projetés sur le public en contrebas, laissant au centre du bûcher les organes calcinés à l'exception des entrailles et du cœur (organes plus humides brûlant moins vite) restés intacts. Pour la troisième, le bourreau ajoute de l'huile et de la poix et il ne reste que des cendres et des débris osseux qui sont dispersés, à quinze heures, par Geoffroy Thérage dans la Seine (non pas à l'emplacement de l'actuel pont Jeanne-d'Arc, mais du pont Mathilde, jadis situé près de l'emplacement de l'actuel pont Boieldieu) afin qu'on ne puisse pas en faire des reliques ou des actes de sorcellerie.

### Procès en nullité de la condamnation

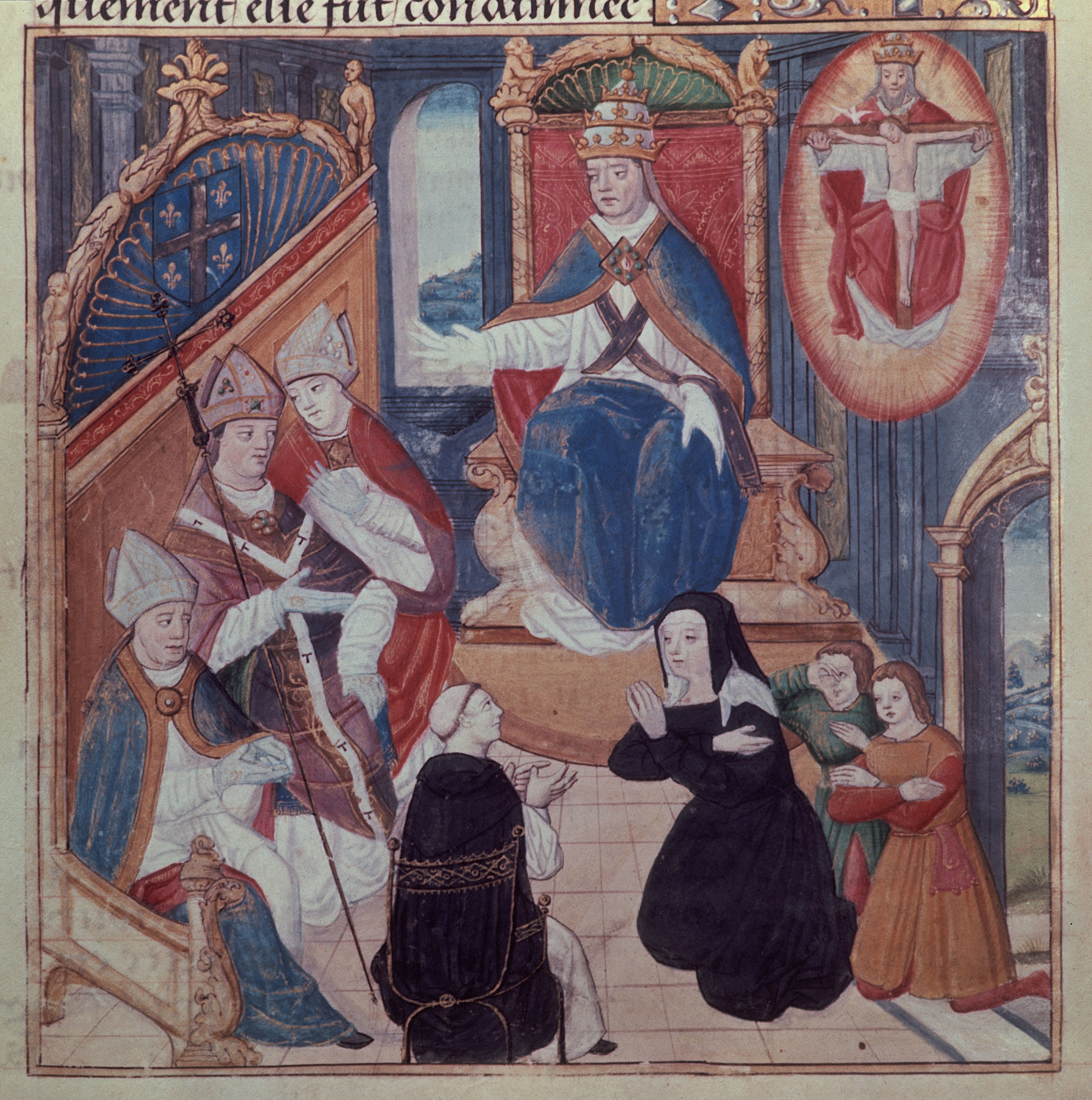
Isabelle Rommée (agenouillée et vêtue de noir) et ses deux fils devant le grand inquisiteur de France, Jean Bréhal (de dos, au premier plan).
Inspiré par la Trinité (représentée dans le coin supérieur droit), le pape Calixte III (assis sur le trône pontifical) autorise le procès en nullité de la condamnation de Jeanne d'Arc, Manuscrit de Diane de Poitiers, XVIe siècle, privée.

Peu après avoir repris Rouen, Charles VII publie, le 15 février 1450, une ordonnance disant que « les ennemis de Jeanne l'ayant fait mourir contre raison et très cruellement », il veut savoir la vérité sur cette affaire. Mais il faut attendre que Calixte III succède à Nicolas V pour qu'un rescrit papal ordonne enfin, en 1455 et sur la demande de la mère de Jeanne, la révision du procès.
Le pape a ordonné à Thomas Basin, évêque de Lisieux et conseiller de Charles VII, d'étudier en profondeur les actes du procès de Jeanne d'Arc. Son mémoire est la condition juridique du procès en réhabilitation. Celui-ci aboutit à casser le premier jugement pour « corruption, dol, calomnie, fraude et malice » grâce au travail de Jean Bréhal, qui enregistre les dépositions de nombreux contemporains de Jeanne, dont les notaires du premier procès et certains juges.
Le jugement, prononcé le 7 juillet 1456, déclare le premier procès et ses conclusions « nuls, non avenus, sans valeur ni effet » et réhabilite entièrement Jeanne et sa famille. Il ordonne également l'« apposition [d'une] croix honnête pour la perpétuelle mémoire de la défunte » au lieu même où Jeanne est morte. La plupart des juges du premier procès, dont l'évêque Cauchon, sont morts entre-temps.
Aubert d'Ourches, ancien compagnon d'armes de Jeanne d'Arc, comparaît à Toul comme vingt-huitième témoin, voici sa déposition du 14 février 1456 lors de la neuvième séance :

« La Pucelle me parut être imbue des meilleures mœurs. Je voudrais bien avoir une fille aussi bonne… Elle parlait moult bien. »

## Jeanne d'Arc et son époque: enjeux et problèmes

### Problèmes des sources historiques

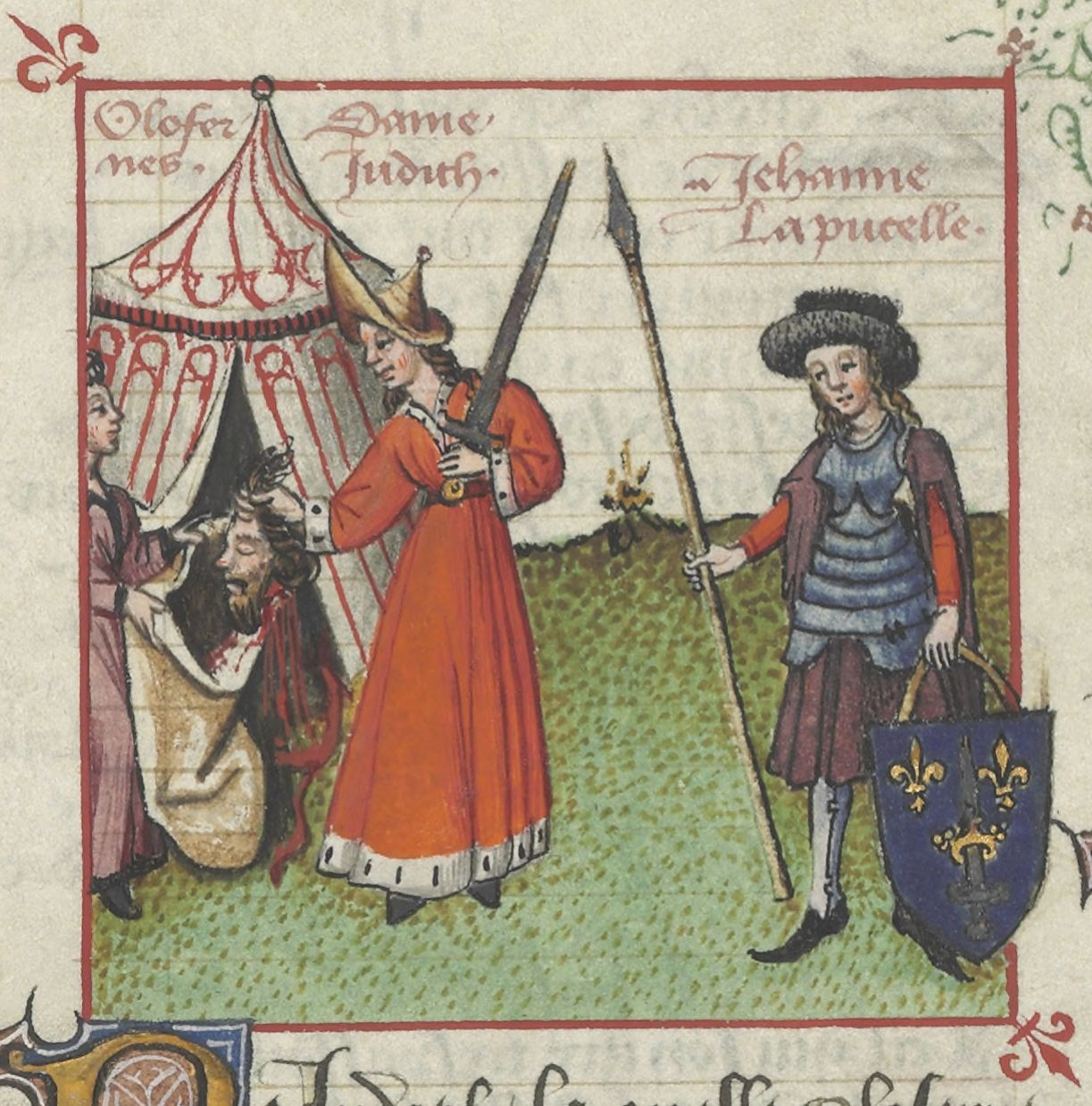
Enluminure représentant Jeanne d'Arc aux côtés de l'héroïne biblique Judith.
Martin Le Franc, Le Champion des dames, Paris, BnF, département des Manuscrits, ms. Français 12476, 101, 1440.

Les deux sources principales sur l'histoire de Jeanne d'Arc sont le procès de la condamnation de 1431, et le procès en nullité de la condamnation de 1455-1456. Le procès-verbal, l’instrumentum publicum, est rédigé quelques années plus tard sous le contrôle du principal greffier Guillaume Manchon par Thomas de Courcelles. Étant des actes juridiques, elles ont l'immense avantage d'être les retranscriptions les plus fidèles des dépositions. Mais elles ne sont pas les seules : des notices, des chroniques ont également été rédigées de son vivant, telle que la Geste des nobles François, la Chronique de la Pucelle, la Chronique de Perceval de Cagny, la Chronique de Monstrelet ou encore le Journal du siège d'Orléans et du voyage de Reims, le Ditié de Jeanne d'Arc de Christine de Pizan, le traité de Jean de Gerson. Il faut ajouter également les rapports des diplomates et autres informateurs (écrits de Jacques Gélu à Charles VII, registres du greffier du Parlement de Paris Clément de Fauquembergue).
C'est Jules Quicherat qui rassemblera de manière quasi exhaustive, en cinq volumes, l'historiographie johannique entre 1841 et 1849. Entre le XVe siècle et le XIXe siècle, une foule d'écrivains, de politiciens, de religieux se sont approprié Jeanne d'Arc, et leurs écrits sont nombreux. Il faut donc être prudent dans la lecture des sources : peu lui sont contemporaines et elles réinterprètent souvent les sources originelles dans le contexte de leur interprète.
Les procès sont des actes juridiques. Les deux procès ont la particularité d'avoir subi une influence politique évidente, et la méthode inquisitoire suppose bien souvent que l'accusée et les témoins ne répondent qu'aux questions posées. De plus le procès de 1431 fut retranscrit en latin (vraisemblablement à l'insu de Jeanne), alors que les interrogatoires étaient en français.
Philippe Contamine, au cours de ses recherches, a constaté une abondance d'écrits dès 1429, et le « formidable retentissement au niveau international » dont cette abondance témoigne. Il remarque également que Jeanne d'Arc fut d'emblée mise en controverse et suscita le débat parmi ses contemporains. Enfin, dès le début « des légendes coururent à son sujet, concernant son enfance, ses prophéties, sa mission, les miracles ou les prodiges dont elle était l'auteur. Au commencement était le mythe. »
Il apparaît donc qu'aucun document contemporain de l'époque — hormis les minutes des procès — n'est à l'abri de déformations issues de l'imaginaire collectif. Au cours du procès de réhabilitation, les témoins racontent d'après des souvenirs vieux de 26 ans.
Aucune source ne permet de déterminer exactement les origines de Jeanne d'Arc, ni ses dates et lieu de naissance : les témoignages d'époque sont imprécis, Domrémy ne possédait pas de registre paroissial, et les discussions restent nombreuses sur ces points, néanmoins sa biographie peut s'établir à partir des réponses de Jeanne d'Arc aux questions des juges à son premier procès de condamnation sur son éducation religieuse et ses occupations ainsi que les souvenirs des habitants de Domrémy qui veulent convaincre les juges du procès en réhabilitation de sa piété et sa bonne renommée.
L'anoblissement accordé à Jeanne d'Arc par le roi Charles VII, pose un autre problème. Il ne reste en effet aucune charte originale pour l'attester, mais uniquement des documents attestant de cet anoblissement rédigés postérieurement. Ces documents dont nous ne savons s'ils sont faux ou déforment une partie de la vérité historique font apparaître que Jeanne d'Arc avait été anoblie par Charles VII et avec elle ses parents, comme il était d'usage pour asseoir la filiation nobiliaire sans contestation, et par conséquent la filiation présente et à venir de ses frères et sœur.
En 1614, sous Louis XIII, la descendance fort nombreuse de la famille d'Arc montra qu'elle s'établissait uniquement vers la roture, et le roi leur retira leur titre de noblesse.[réf. nécessaire] Par ailleurs, le trésor y gagna de nombreuses pensions, car chaque membre de la lignée pouvait prétendre à indemnisation de la part du trésor pour le sacrifice de Jeanne d'Arc.
Une des copies de la charte d'anoblissement qui nous est parvenue dit que le roi Charles VII la fit 'Jeanne, dame du Lys', sans lui concéder un pouce de terre, ni à elle ni à ses frères et sœur, ce qui était contraire à l'usage de l'anoblissement, car le titre visait à asseoir la propriété de façon héréditaire. En d'autres termes, la faisant dame du Lys, le roi Charles VII la liait au royaume et à la nation, mais puisqu'elle s'était vouée à la chasteté et à la pauvreté, il ne lui allouait aucun bénéfice terrestre, injustice qui privait du même coup sa parentèle de la possibilité d'user convenablement de cet anoblissement, puisqu'elle demeurait sans possibilité de s'élever dans la société nobiliaire. Les d'Arc restèrent des roturiers par la force des choses.
- Lettres d'anoblissement accordées à Jehanne la Pucelle et à sa famille (sur Wikisource)

#### Iconographie

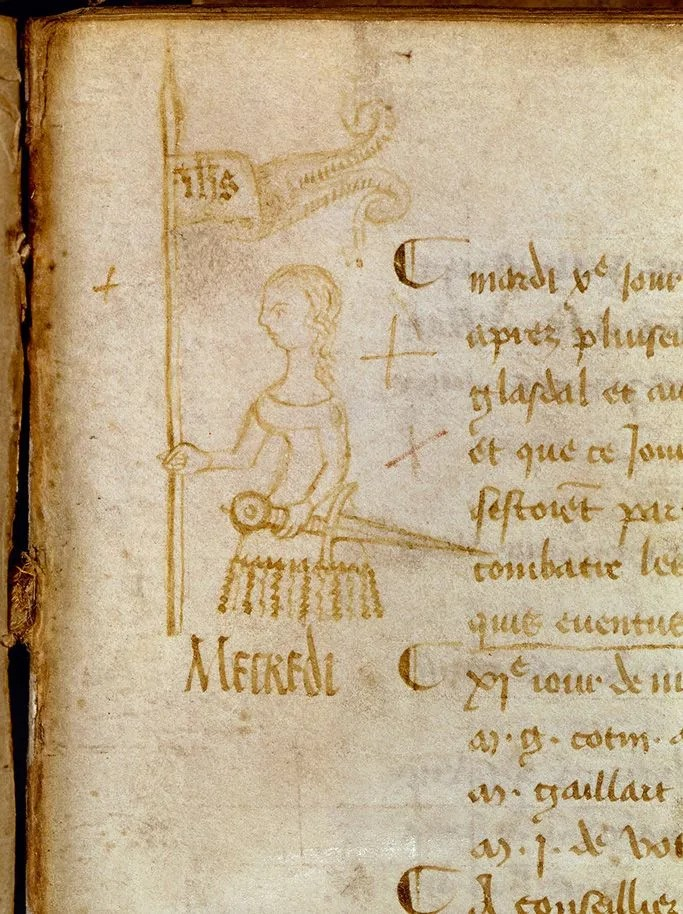
Croquis imaginaire de Jeanne d'Arc par Clément de Fauquembergue, 1429.

Aucun portrait d'après nature de Jeanne d'Arc n'est parvenu jusqu'à nous. Cela inspira une formule marquante à André Malraux, ministre d'État chargé des Affaires culturelles, lors d'un discours tenu à Orléans le 8 mai 1961, puis repris à Rouen le 31 mai 1964 : « Ô Jeanne, sans sépulcre et sans portrait, toi qui savais que le tombeau des héros est le cœur des vivants. » Depuis, cette citation figure gravée sur un « mur du souvenir » inauguré à Rouen le 27 mai 1979 à l'occasion de la rénovation de la place du Vieux-Marché où Jeanne fut brûlée,.
La seule représentation contemporaine connue de Jeanne d'Arc est esquissée à la plume en marge d'un registre par Clément de Fauquembergue, le 10 mai 1429. Chanoine du chapitre cathédral de Paris, il exerce également les fonctions de greffier au parlement de Paris, cour souveraine rendant alors la justice au nom de la double monarchie franco-anglaise. Chargé notamment de la tenue des registres dits du conseil, Fauquembergue y consigne en latin les arrêts du parlement ainsi que des détails de procédure et divers événements publics, des naissances princières aux nouvelles militaires, dont la levée du siège d'Orléans qu'il relate de manière édulcorée, en esquissant également un croquis de Jeanne d'Arc telle qu'il se l'imagine. N'ayant jamais vu la Pucelle, le greffier la dessine par ouï-dire, sans prétendre au portrait physique réaliste. Il s'agit d'un croquis allégorique d'une femme en armes qui évoque probablement des figures disparates comme Judith, Débora, les sibylles et les amazones,. Mais l'image peut également renvoyer à l'injure « la putain des Armagnacs » en représentant une indécente « fille à soldats » accoutrée d'une robe féminine décolletée et dotée d'une poitrine généreuse, à l'image des rumeurs anglo-bourguignonnes relatives à une orgueilleuse ribaude usurpant le rôle d'un chevalier. Nu-tête et « décoiffée » sans chaperon protecteur, ses cheveux longs dénoués caractérisent la prostituée ou la prophétesse, femmes hors de l'ordre social médiéval. À ces attributs féminins symboliques, pourtant délaissés par la Pucelle qui portait l'habit masculin et la coupe en sébile, Fauquembergue ajoute une épée et un étendard à deux queues arborant les initiales « JHS » (« Jhesu »), détails puisés dans les échos de la levée du siège d'Orléans parvenus jusqu'à Paris,.
Durant l'Ancien Régime, Jeanne d'Arc est fréquemment figurée à l'imitation du portrait dit des échevins (1581), conservé au musée historique et archéologique de l'Orléanais. L'héroïne y arbore une longue chevelure, un large béret à cinq plumes ainsi qu'une robe décolletée avec des manches à crevés correspondant à la mode du règne de François Ier. Cette curieuse représentation anachronique d'une « guerrière en costume de cour » définit un type abondamment reproduit depuis le XVIe siècle jusqu'au premier tiers du XIXe siècle,.
Un basculement survient en 1837, sous la monarchie de Juillet, lorsque la princesse Marie d'Orléans sculpte une Pucelle en armure, la chevelure mi-longue, dans une attitude de prière intériorisée. Cette statue opère une révolution iconographique dont la modernité tranche avec une « tradition vieille de deux siècles et demi » perpétuée par toutes les images dérivées du « portrait des échevins ».
Par ailleurs, une lettrine historiée, dite de Jeanne d'Arc à l'étendard, est reproduite sur les couvertures de plusieurs ouvrages consacrés à la Pucelle. Prétendument peinte au XVe siècle, l'image constitue vraisemblablement un faux commis au tournant des XIXe et XXe siècles par l'Alsacien Georges Spetz (1844-1914), peintre originaire d'Issenheim,.

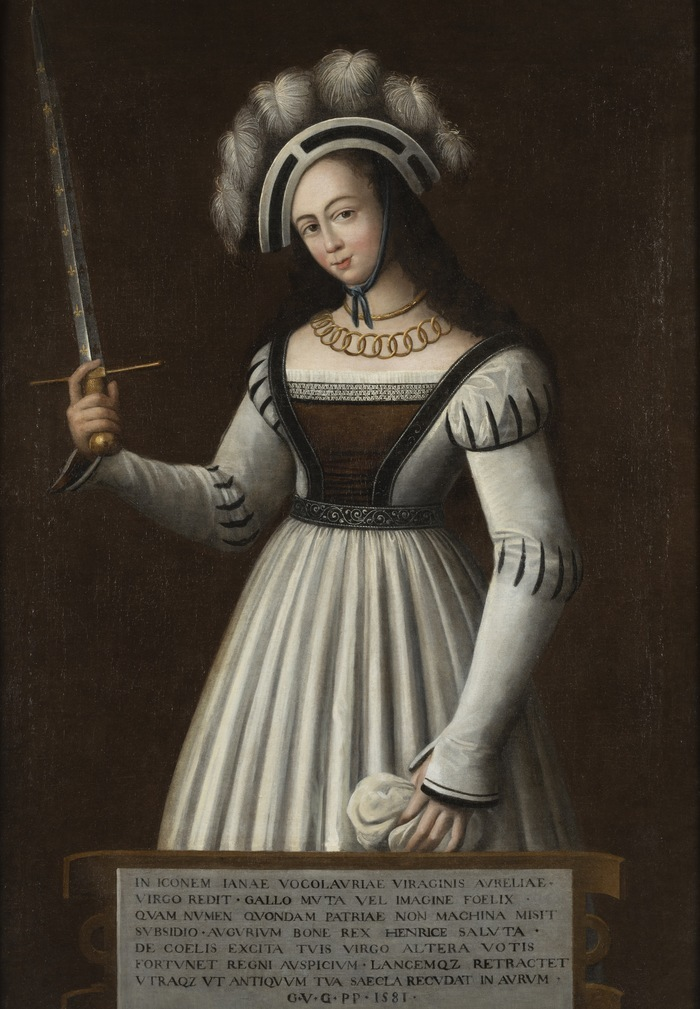
Portrait dit des échevins, 1581, musée historique et archéologique de l'Orléanais.
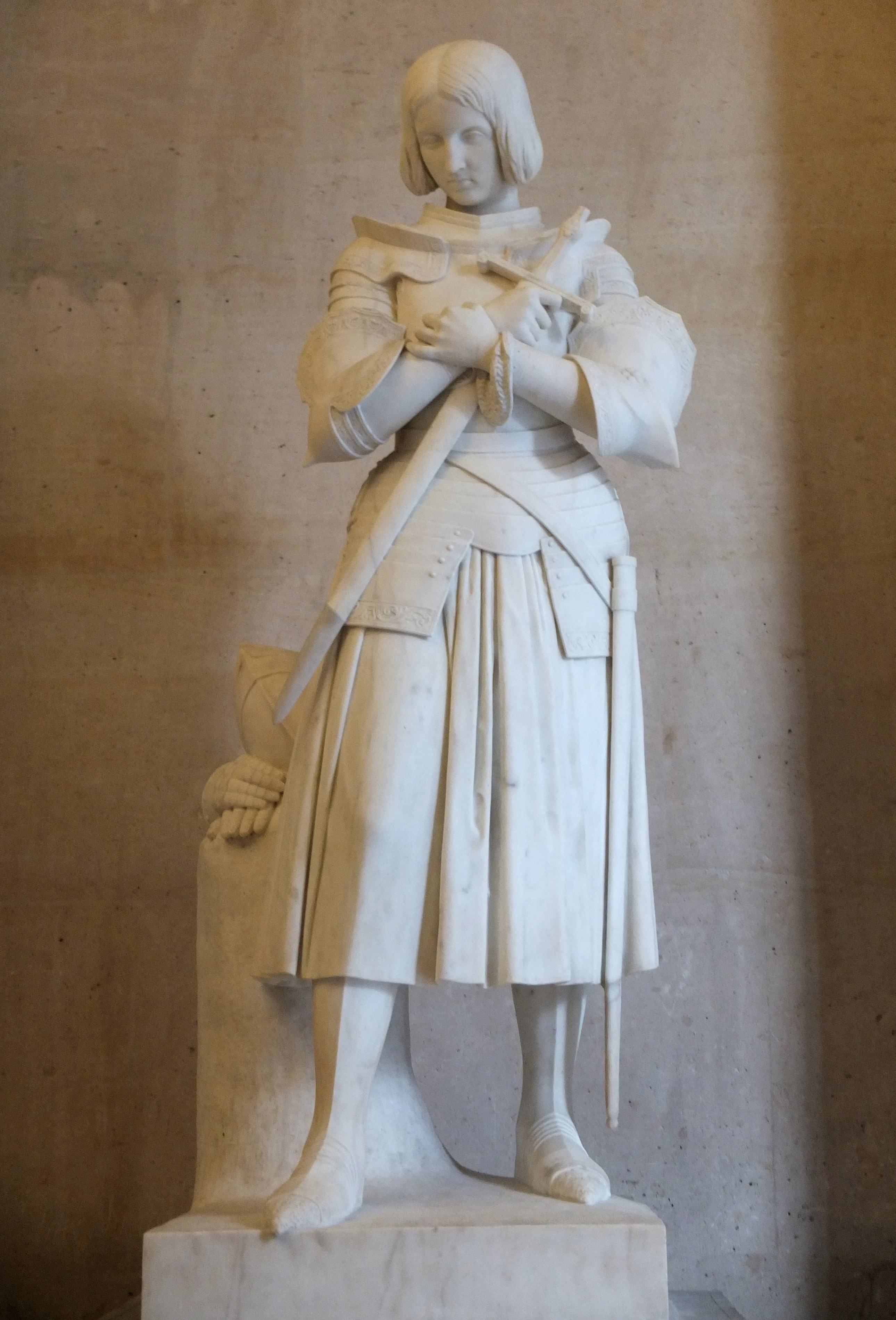
Jeanne d'Arc en prière, sculpture de la princesse Marie d'Orléans, 1837, château de Versailles.
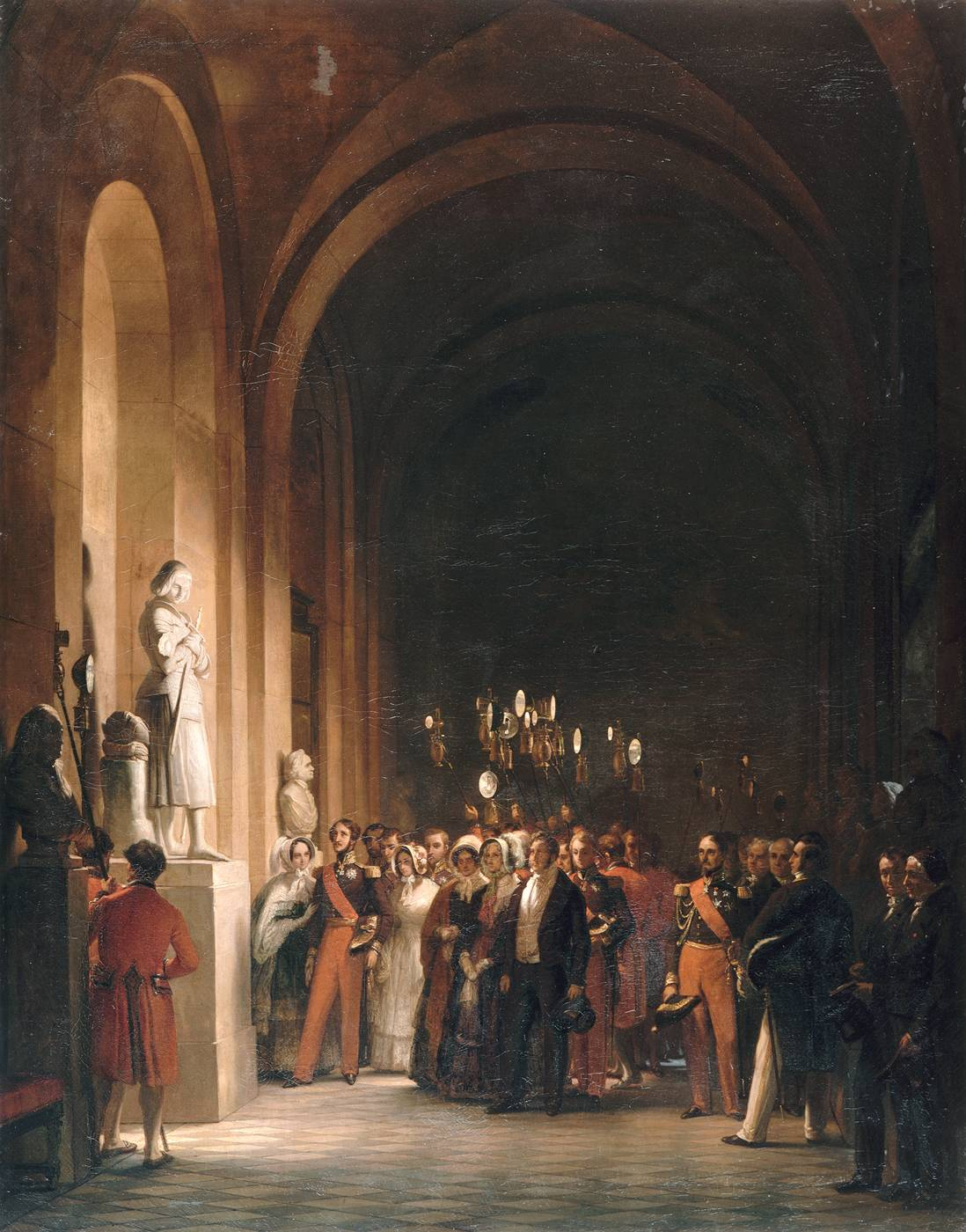
Le roi Louis-Philippe et la famille d'Orléans visitent la statue de Jeanne d'Arc dans les galeries de Versailles, toile d'Auguste Vinchon, 1848.
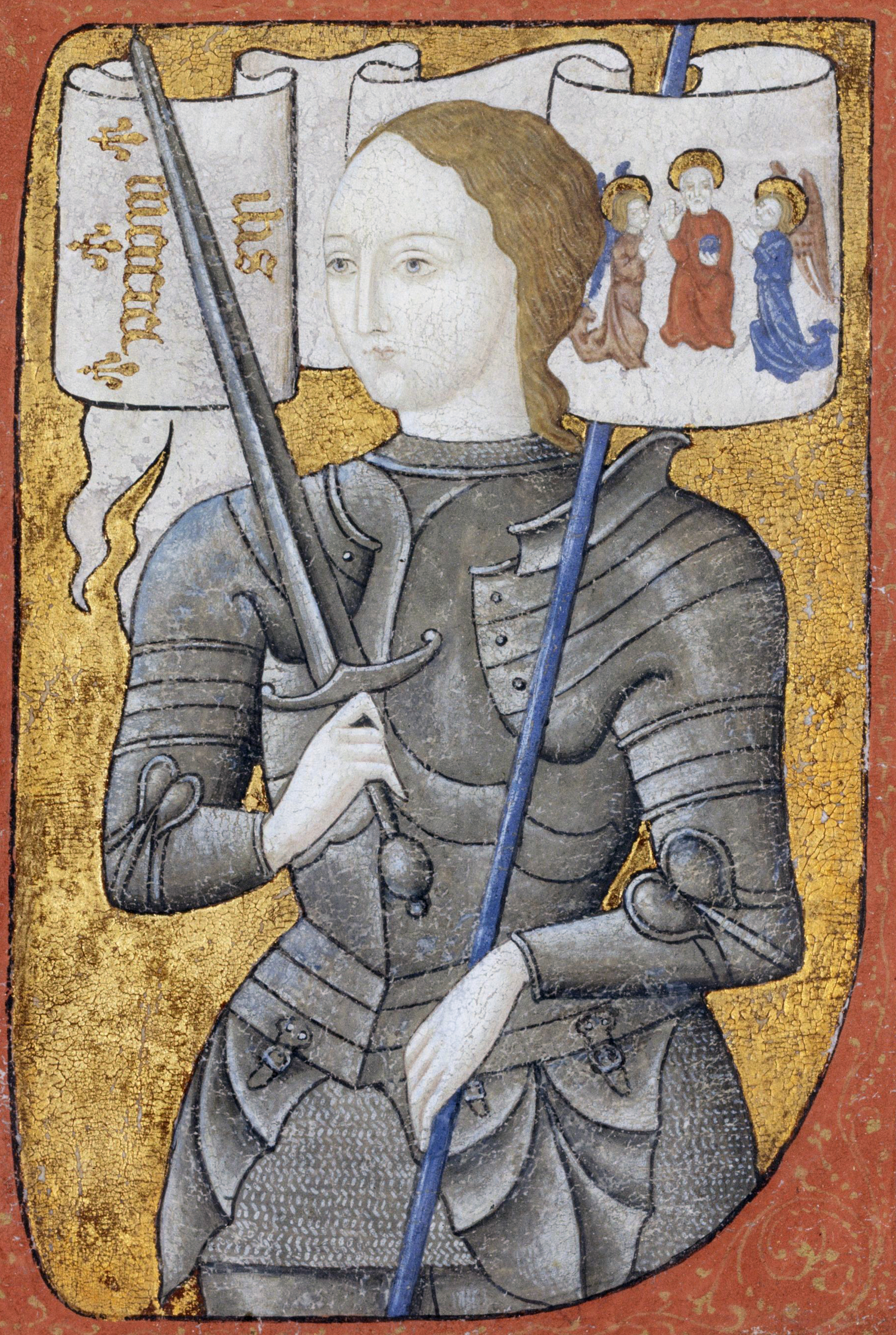
Lettrine historiée dite de Jeanne d'Arc à l'étendard, faux commis au tournant des XIXe et XXe siècles, Paris, Archives nationales.

### Jeanne d'Arc et ses contemporains

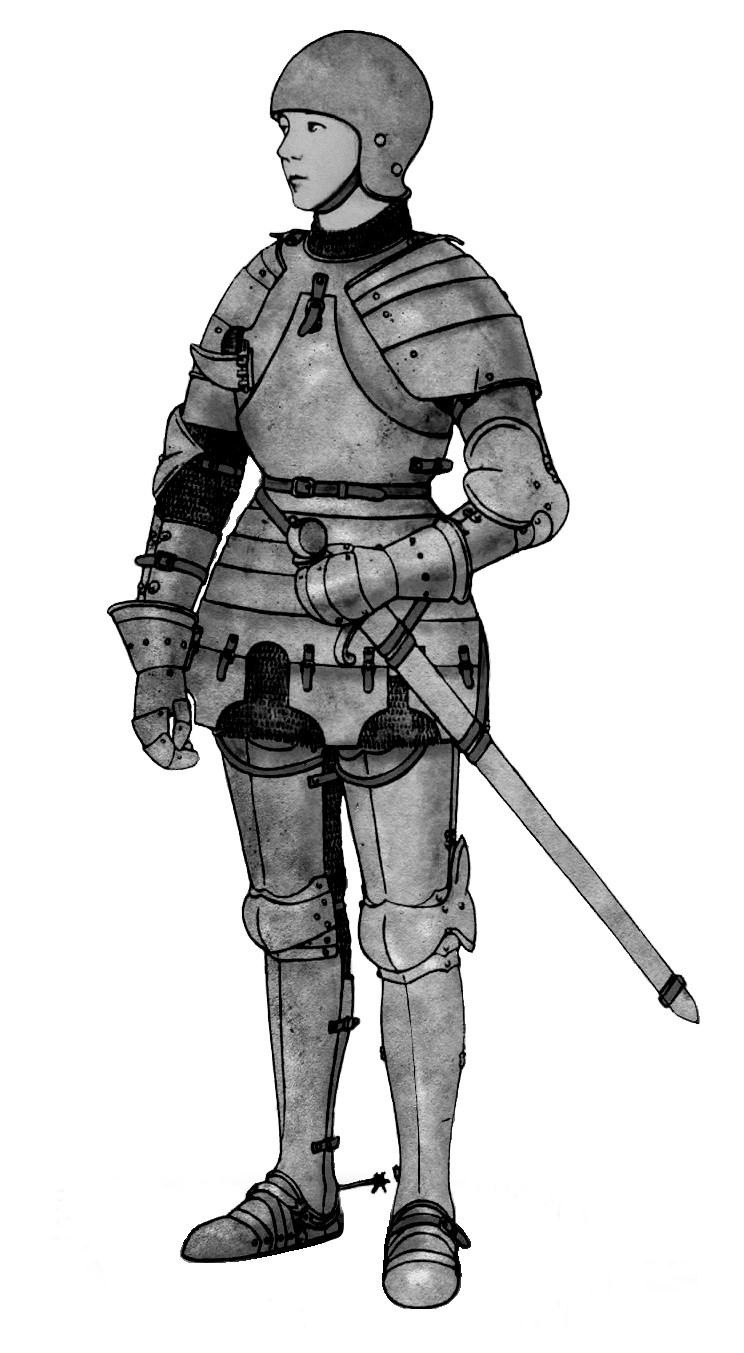
Jeanne d'Arc portant son armure, essai de reconstitution d'Adrien Harmand, 1929.

Jeanne d'Arc est très populaire de son vivant, la chevauchée vers Reims la fait connaître également à l'étranger. Son parcours nourrit d'innombrables rumeurs en France, et même au-delà. Elle commence à recevoir des courriers sur des questionnements théologiques venant de nombreuses contrées. On lui demandera son avis sur lequel des papes, alors en concurrence, est le vrai. Jeanne se rapproche des ordres mendiants. En tant que prédicatrice elle se disait envoyée de Dieu, comme de nombreux autres à l'époque. Même si l'objet principal de la mission qu'elle disait se donner est la restauration du trône de France, Jeanne d'Arc prend parti de fait sur le plan théologique et fait débat. Les conflits d'intérêts autour d'elle dépassent la rivalité politique entre les Anglais et les partisans du dauphin.
Ainsi l'université de Paris, « remplie des créatures du roi d'Angleterre »[réf. nécessaire], ne la voit pas d'un bon œil, à l'opposé des théologiens de Poitiers, composée d'universitaires parisiens exilés par les Anglais, et également à l'inverse de l'archevêque d'Embrun, des évêques de Poitiers et de Maguelonne, Jean de Gerson (auparavant chancelier de l'université de Paris), l'Inquisiteur général de Toulouse, ou encore l'Inquisiteur Jean Dupuy qui ne voyait que comme enjeux « à savoir la restitution du roi à son royaume et l'expulsion ou l'écrasement très juste d'ennemis très obstinés ». Ces gens d'Église, et autres, soutiennent la Pucelle.
Pour l'éminente autorité religieuse qu'est alors la Sorbonne, le comportement religieux de Jeanne dépasse l'enjeu de reconquête du Royaume, et les docteurs en théologie de cette institution la considèrent comme une menace contre leur autorité, notamment à cause du soutien des rivaux de l'université à Jeanne, et pour ce qu'elle représente dans les luttes d'influence à l'intérieur de l'Église.
Jeanne n'a pas eu non plus que des amis à la Cour du Dauphin. Au Conseil du Dauphin, le parti du favori La Trémoille, dont Gilles de Rais faisait partie, s'oppose régulièrement à ses initiatives. Cependant, de nombreux clercs du roi, notamment son confesseur Jean Girard, soutiennent la jeune fille, notamment après la prise d'Orléans, jusqu'à commander à l'archevêque d'Embrun, Jacques Gélu, une défense argumentée de Jeanne d'Arc.
À la suite de la venue à Périgueux du Frère dominicain Hélie Bodant venu prêcher à tout le peuple les grands miracles accomplis par Jeanne d'Arc, les consuls de la ville ont fait célébrer une messe chantée le 13 décembre 1429 pour remercier Dieu et attirer Ses grâces sur elle. Hélie de Bourdeilles, évêque de Périgueux, a écrit un long mémoire, Considération sur la Pucelle de France, pour obtenir la réhabilitation de Jeanne d'Arc, en 1453/1454.

### Son rôle dans la guerre de Cent Ans

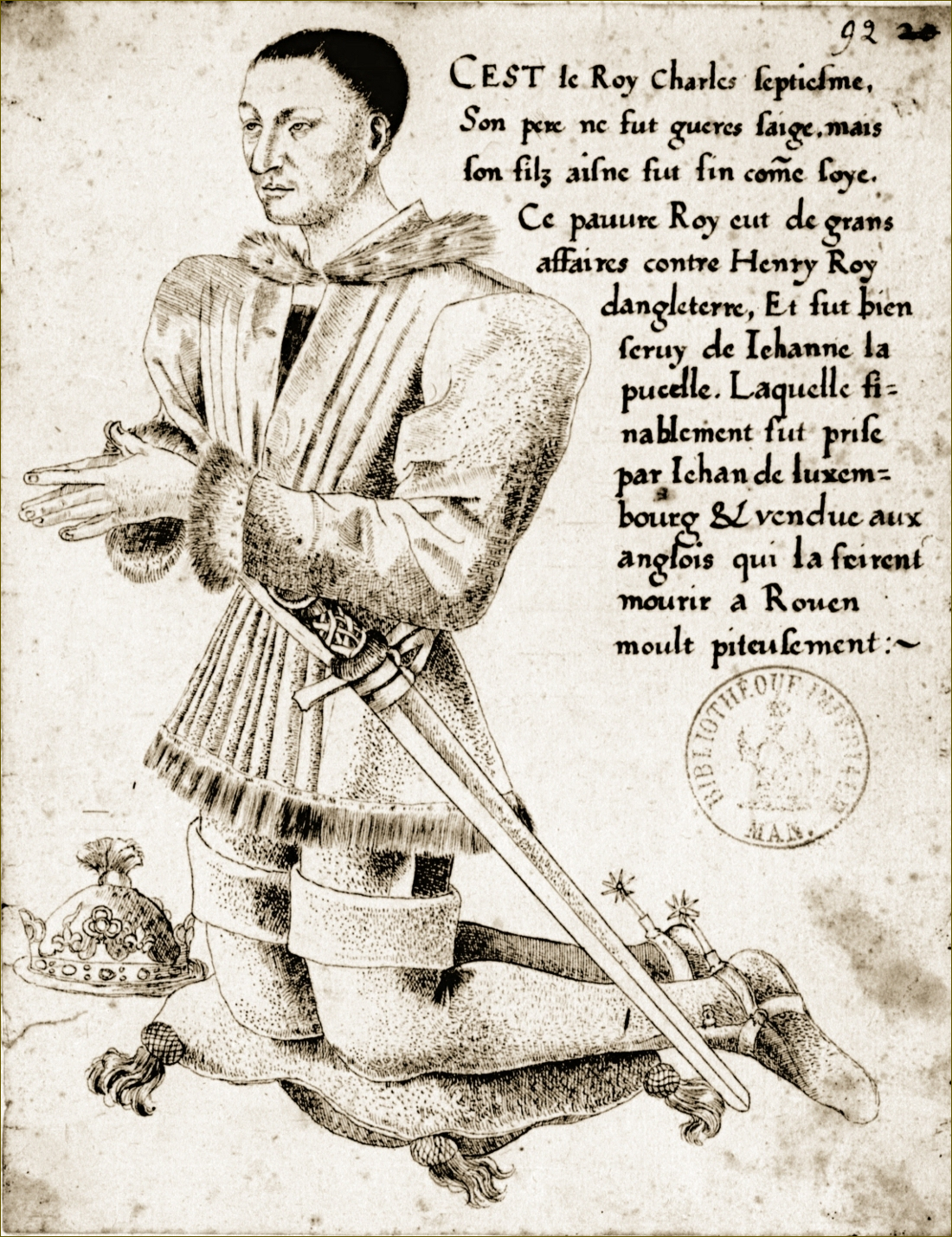
Portrait de Charles VII (roi de France) en prière, d'après une peinture de Jean Fouquet
(collection Roger de Gaignières, Paris, BnF, XVIe siècle).

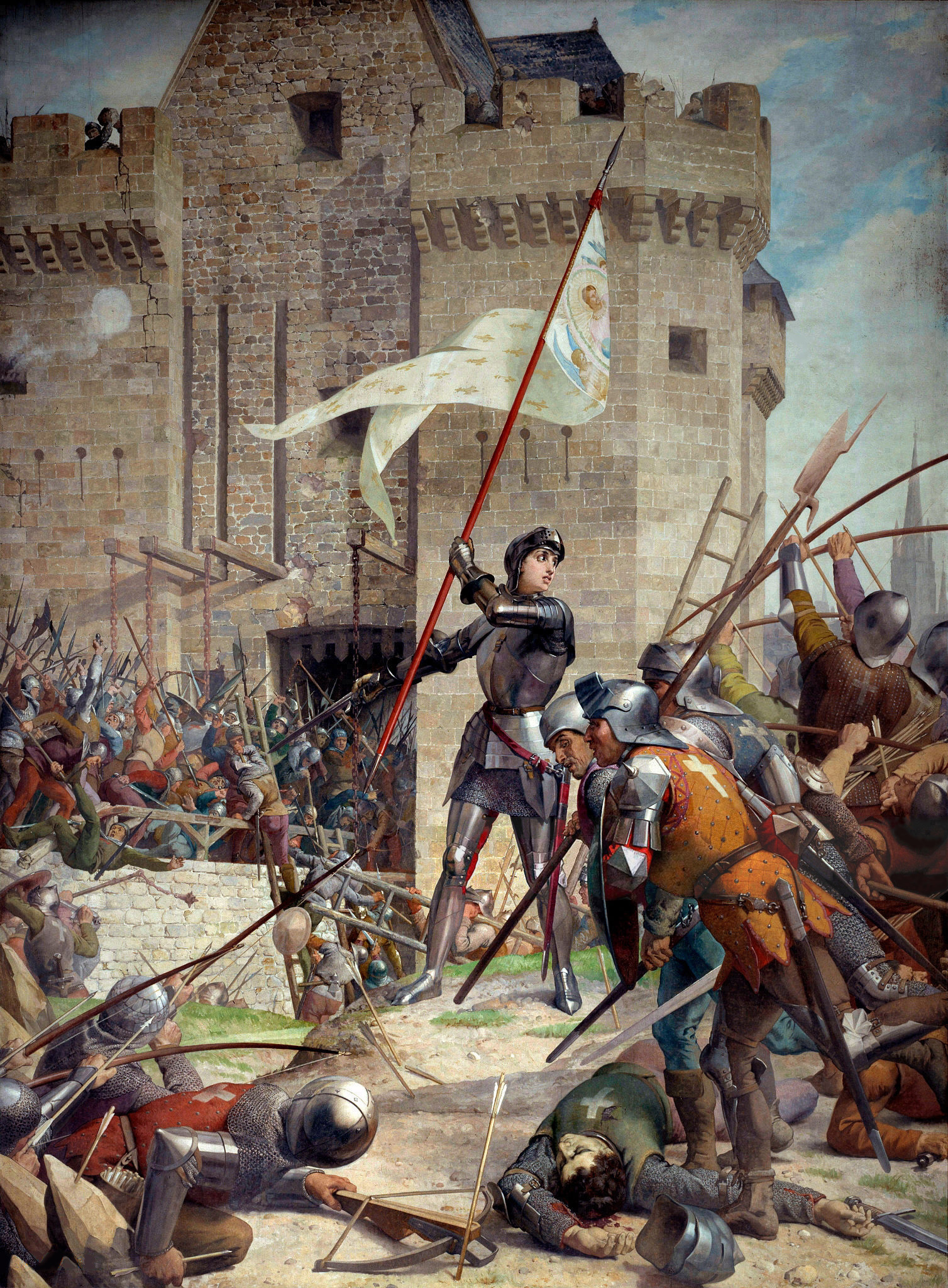
Jeanne au siège d'Orléans
Jules Lenepveu, vers 1886-1890. Panthéon de Paris.

Batailles et opérations majeures en France entre 1415 et 1453.

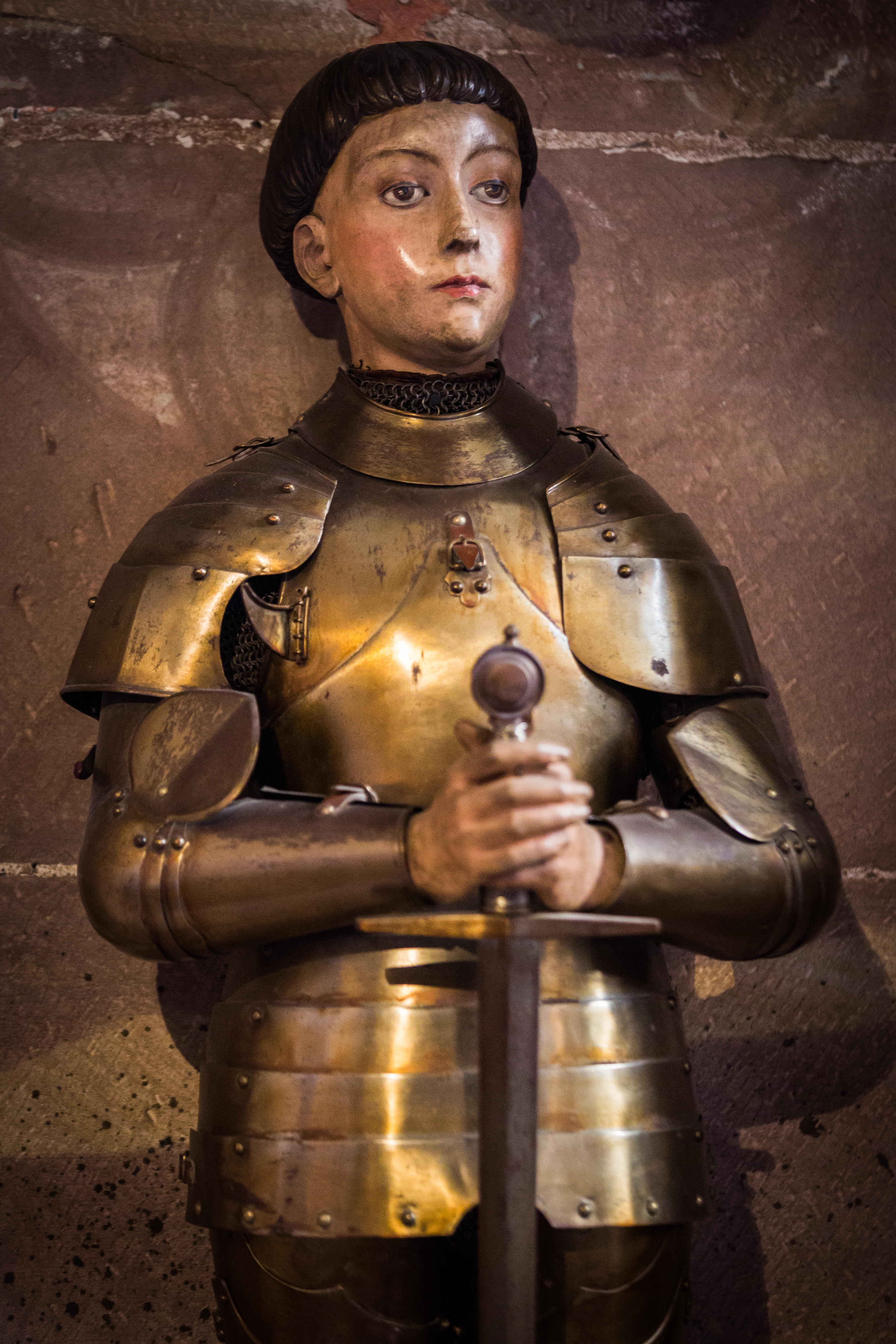
Représentation de Jeanne d'Arc portant armure et coupe en sébile (1937), cathédrale Notre-Dame de Strasbourg.

Jeanne d'Arc, à elle seule, n'a pas influencé la phase finale de la guerre, qui s'est achevée en 1453. Elle n'a pas été non plus inexistante dans le rôle tactique et stratégique de sa campagne : Dunois parle d'une personne douée d'un bon sens indéniable et tout à fait capable de placer aux points clés les pièces d'artillerie de l'époque. Les faits d'armes sont donc à porter à son crédit. Elle fut en outre un chef indéniablement charismatique.
Sur le plan géopolitique, le royaume de France, privé de tout ce qui était situé au nord de la Loire et à l'ouest de l'Anjou-Auvergne, bénéficiait de ressources humaines et matérielles à peu près identiques à celles de l'Angleterre, proprement dite, qui était moins peuplée. Mais l'Angleterre tirait de ses possessions (selon les Anglais) / conquêtes (selon les Français), du Nord et de l'Ouest du royaume de France, des ressources (en hommes et en impôts) largement supérieures à celle du roi de Bourges, Charles VII. De plus, l'Angleterre était à l'aise pour mobiliser ses ressources continentales, car les Anglais connaissaient parfaitement tout le Grand Ouest de la France, qui avait été leur domaine avant sa confiscation par Philippe Auguste, un siècle plus tôt. Les Anglais n'ont jamais eu de difficulté pour lever des troupes et des fonds. 
Faute de moyens, Charles VII avec l'appui de Jeanne, puis, après, celui des frères Gaspard et Jean Bureau, adopte alors la stratégie utilisée à l'époque par Charles V et Du Guesclin : miser sur le temps, éviter les combats frontaux et assiéger une par une toutes les places fortes. Cette stratégie qui avait parfaitement montré son efficacité lors de l'invasion anglaise sous Charles V, a confirmé son efficacité.
Cependant, avant l'intervention de Jeanne d'Arc, les Anglais bénéficiaient d'un avantage psychologique extrêmement important pour plusieurs raisons :
1. la réputation d'invincibilité de leurs troupes ;
2. le traité de Troyes qui déshéritait le dauphin Charles et mettait en doute sa filiation à l'égard du roi Charles VI ;
3. un état d'abattement et de résignation de la population ;
4. l'alliance avec la Bourgogne.

L'avantage numérique du royaume de France pesait peu. Cette situation faisait qu'en 1429 la dynamique était anglaise.
Jeanne a eu indéniablement le mérite d'inverser l'ascendant psychologique en faveur de la France, en remontant le moral des armées et des populations, en légitimant et sacrant le roi, et en montrant que la réputation d'invincibilité des Anglais était fausse. Charles VII a eu, lui, l'initiative de se raccommoder avec les Bourguignons, étape indispensable pour la reconquête de Paris. Jeanne d'Arc visiblement ne portait pas les Bourguignons dans son cœur à cause de leur proximité avec son village de Domrémy et des heurts qu'il avait pu y avoir.
Le pape Pie II évoqua Jeanne d'Arc en ces termes :

« … Ainsi mourut Jeanne, l'admirable, la stupéfiante Vierge. C'est elle qui releva le royaume des Français abattu et presque désespéré, elle qui infligea aux Anglais tant et de si grandes défaites. À la tête des guerriers, elle garda au milieu des armées une pureté sans tache, sans que le moindre soupçon ait jamais effleuré sa vertu. Était-ce œuvre divine ? était-ce stratagème humain ? Il me serait difficile de l'affirmer. Quelques-uns pensent, que durant les prospérités des Anglais, les grands de France étant divisés entre eux, sans vouloir accepter la conduite de l'un des leurs, l'un d'eux mieux avisé aura imaginé cet artifice, de produire une Vierge divinement envoyée, et à ce titre réclamant la conduite des affaires ; il n'est pas un homme qui n'accepte d'avoir Dieu pour chef ; c'est ainsi que la direction de la guerre et le commandement militaire ont été remis à la Pucelle. Ce qui est de toute notoriété, c'est que, sous le commandement de la Pucelle, le siège d'Orléans a été levé ; c'est que par ses armes a été soumis tout le pays entre Bourges et Paris ; c'est que, par son conseil, les habitants de Reims sont revenus à l'obéissance et le couronnement s'est effectué parmi eux ; c'est que, par l'impétuosité de son attaque, Talbot a été mis en fuite et son armée taillée en pièces ; par son audace le feu a été mis à une porte de Paris ; par sa pénétration et son habileté les affaires des Français ont été solidement reconstituées. Événements dignes de mémoire, encore que, dans la postérité, ils doivent exciter plus d'admiration qu'ils ne trouveront de créance. »

(Mémoires du pape Pie II, citées en latin par Quicherat en 1847, traduites en français par le père Ayroles en 1898).

### L'enjeu de sa virginité
Jeanne mettait aussi en avant sa virginité pour prouver, selon les mœurs de son temps, qu'elle était envoyée de Dieu et non une sorcière et affirmer clairement sa pureté, aussi bien physiquement que dans ses intentions religieuses et politiques.
L'opinion de cette époque était en effet formée à ces miracles où la Vierge et les saints venaient délivrer les prisonniers ou sauver des royaumes, comme le prophétisaient Merlin,, Brigitte de Suède ou la recluse d'Avignon. Dès lors vérifier sa virginité devient un enjeu important, étant donné l'importance politique des projets de Jeanne : restaurer la légitimité du roi Charles VII et l'amener au sacre.
Par deux fois, la virginité de Jeanne fut constatée par des matrones, à Chinon en mars 1429, mais aussi à Rouen, le 13 janvier 1431. Pierre Cauchon (celui-là même qui la fit brûler) avait ordonné ce deuxième examen pour trouver un chef d'accusation contre elle, en vain.[réf. souhaitée]
Il est en revanche difficile de savoir ce qui s'est passé entre le jugement et le constat de « relapse », période où Jeanne a été durement maltraitée par ses geôliers. Selon Martin Ladvenu, un lord anglais aurait essayé de la forcer dans sa prison, en vain.

### Les autres pucelles

#### Jeanne des Armoises et Jeanne de Sermaises

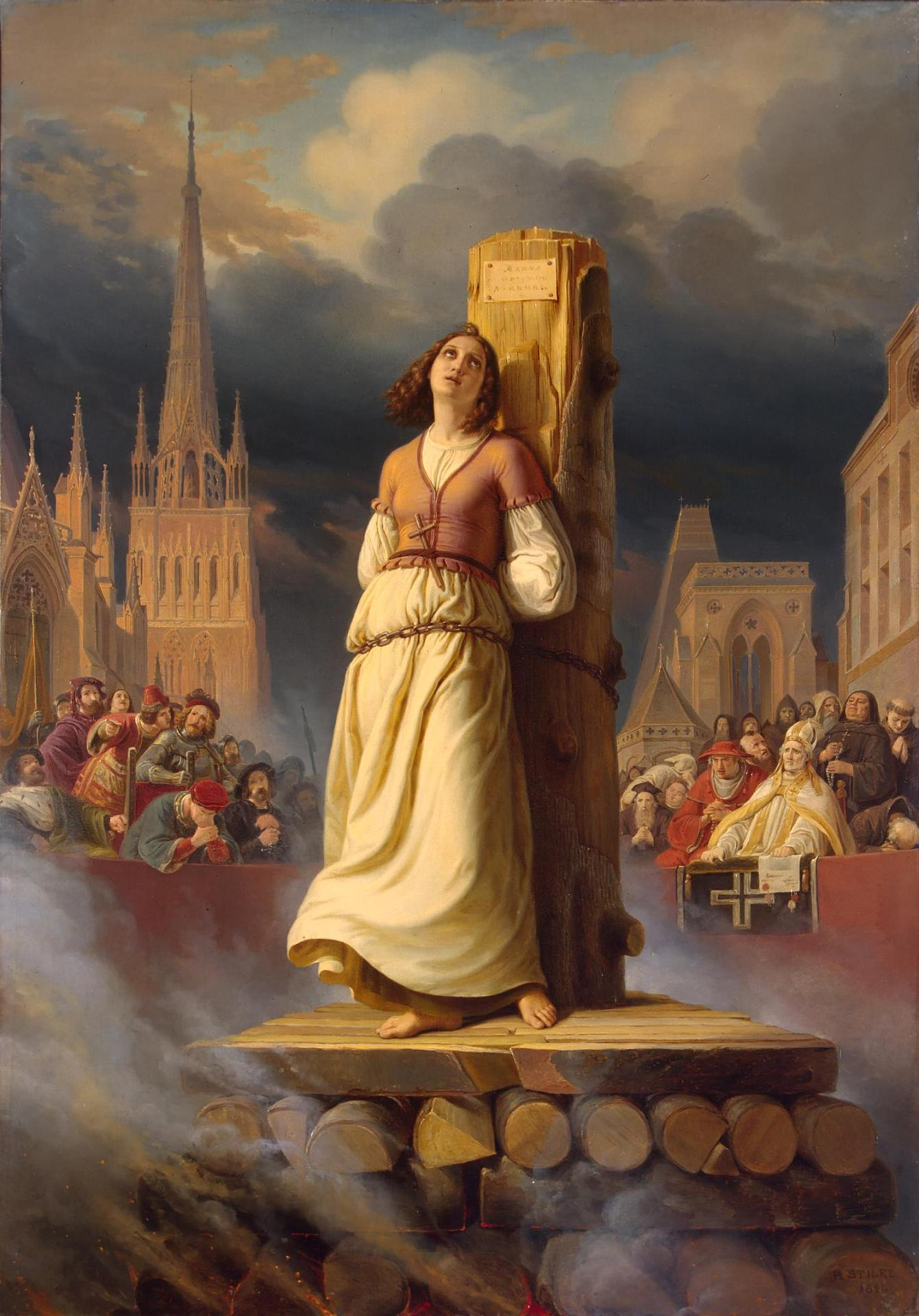
Jeanne au bûcher de Hermann Anton Stilke. Représentation erronée : elle était enfermée à l'intérieur du bûcher (seuls son buste et sa tête émergeant), sur un échafaud de plâtre surélevé. D'après les rares renseignements parvenus dans la capitale, le greffier du parlement de Paris Clément de Fauquembergue « pense que la Pucelle avait sur la tête une mitre où était écrit : « hérétique, relapse, apostate, idolâtre », parce que c'était l'usage. Aucun des témoins de l'exécution à Rouen ne l'a vue, ni n'en parle ».

Plusieurs femmes se présentèrent comme étant Jeanne d'Arc affirmant avoir échappé aux flammes. Pour la plupart, leur imposture fut rapidement décelée, mais deux d'entre elles parvinrent à convaincre leurs contemporains qu'elles étaient réellement Jeanne d'Arc : il s'agit de Jeanne des Armoises et de Jeanne de Sermaises.
D'après une source tardive (trouvée en 1645 à Metz par un prêtre de l'oratoire, le père Jérôme Viguier, et publiée en 1683 par son frère Benjamin Viguier), La Chronique du doyen de Saint-Thiébaud, Claude, dite Jeanne des Armoises, apparut pour la première fois le 20 mai 1436 à Metz où elle rencontra les deux frères de Jeanne d'Arc, qui la reconnurent pour leur sœur.
Il semble impossible d'affirmer s'ils crurent vraiment qu'elle fut leur sœur ou non. La belle-sœur de son mari Alarde de Chamblay devenue veuve, s'était remariée en 1425 avec Robert de Baudricourt, le capitaine de Vaucouleurs. Claude-Jeanne guerroya avec les frères d'Arc et Dunois dans le Sud-Ouest de la France et en Espagne. En juillet 1439, elle passa par Orléans, les comptes de la ville mentionnent pour le 1er août : « À Jehanne d'Armoise pour don à elle fait, par délibération faite avec le conseil de ville et pour le bien qu'elle a fait à ladite ville pendant le siège IICX lp », soit 210 livres parisis. Elle mourut vers 1446 sans descendance.
En 1456, après la réhabilitation de la Pucelle, Jeanne de Sermaises apparut en Anjou. Elle fut accusée de s'être fait appeler la Pucelle d'Orléans, d'avoir porté des vêtements d'homme. Elle fut emprisonnée jusqu'en février 1458, et libérée à la condition qu'elle s'habillerait « honnêtement ». Elle disparaît des sources après cette date.

#### Les «consœurs»
Jeanne d'Arc n'est pas un cas unique, bien qu'on fasse à l'époque plus confiance à des enfants ayant des visions qu'à des hommes ou à des femmes prophètes (les prophétesses sont des mulierculae, « petites bonnes femmes », dans le traité De probatione spirituum de 1415 de Jean de Gerson, théologien qui déconsidère notamment Brigitte de Suède et Catherine de Sienne et qui met au point des procédures d'authentification des vraies prophétesses, car désormais seule l'Église a le jugement d'autorité en matière de visions, d'apparitions et de prophéties).
En 1391, le collège de Sorbonne et en 1413 l'université de Paris publient une affiche appelant tous ceux qui ont des visions et se croyant appelés à sauver la France à leur communiquer leurs prophéties, les vrais prophètes selon les critères de l'époque devant être humbles, discrets, patients, charitables et avoir l'amour de Dieu. Le Journal d'un bourgeois de Paris rapporte un sermon entendu le 4 juillet 1431 faisant référence à trois autres femmes :

« Encore dist il en son sermon qu'ilz estoient IIII, dont les III avoit esté prinses, c'est assavoir ceste Pucelle, et Perronne et sa compaigne, et une qui est avec les Arminalx (Armagnacs), nommée Katherine de La Rochelle ; … et disoit que toutes ces quatre pouvres femme frère Richart le cordelier […] les avoit toute ainsi gouvernées ; […] et que le jour de Noel, en la ville de Jarguiau (Jargeau), il bailla à ceste dame Jehanne la Pucelle trois foys le corps de Nostre Seigneur […] ; et l'avoit baillé à Peronne, celui jour, deux fois […] »

De ces trois autres femmes, le même Bourgeois de Paris relate l'exécution de Piéronne, qui « estoit de Bretaigne bretonnant » et fut brûlée sur le parvis de Notre-Dame le 3 septembre 1430. Et s'il ne la nomme pas, le Formicarius du frère Johannes Nider semble décrire la même exécution.
Interrogée au sujet de Katherine de La Rochelle lors de son procès, Jeanne d'Arc déclara l'avoir rencontrée et lui avoir répondu « qu'elle retournât à son mari, faire son ménage et nourrir ses enfants ». Elle ajouta : « Et pour en savoir la certitude, j'en parlai à sainte Marguerite ou sainte Catherine, qui me dirent que du fait de cette Catherine n'était que folie, et que c'était tout néant. J'écrivis à mon Roi que je lui dirais ce qu'il en devait faire ; et quand je vins à lui, je lui dis que c'était folie et tout néant du fait de Catherine. Toutefois frère Richard voulait qu'on la mît en œuvre. Et ont été très mal contents de moi frère Richard et ladite Catherine. »
Avec l'essor de l'astronomie et de la futurologie à la fin du Moyen Âge, les cours de cette époque aimaient s'entourer de ces prophètes, parfois pour les instrumentaliser à des fins politiques. Ainsi, une bataille autour des prophètes eut lieu notamment entre les Anglais et les Français, chaque camp fabriquant de fausses prophéties.

## Sa reconnaissance

### Reconnaissance littéraire et politique

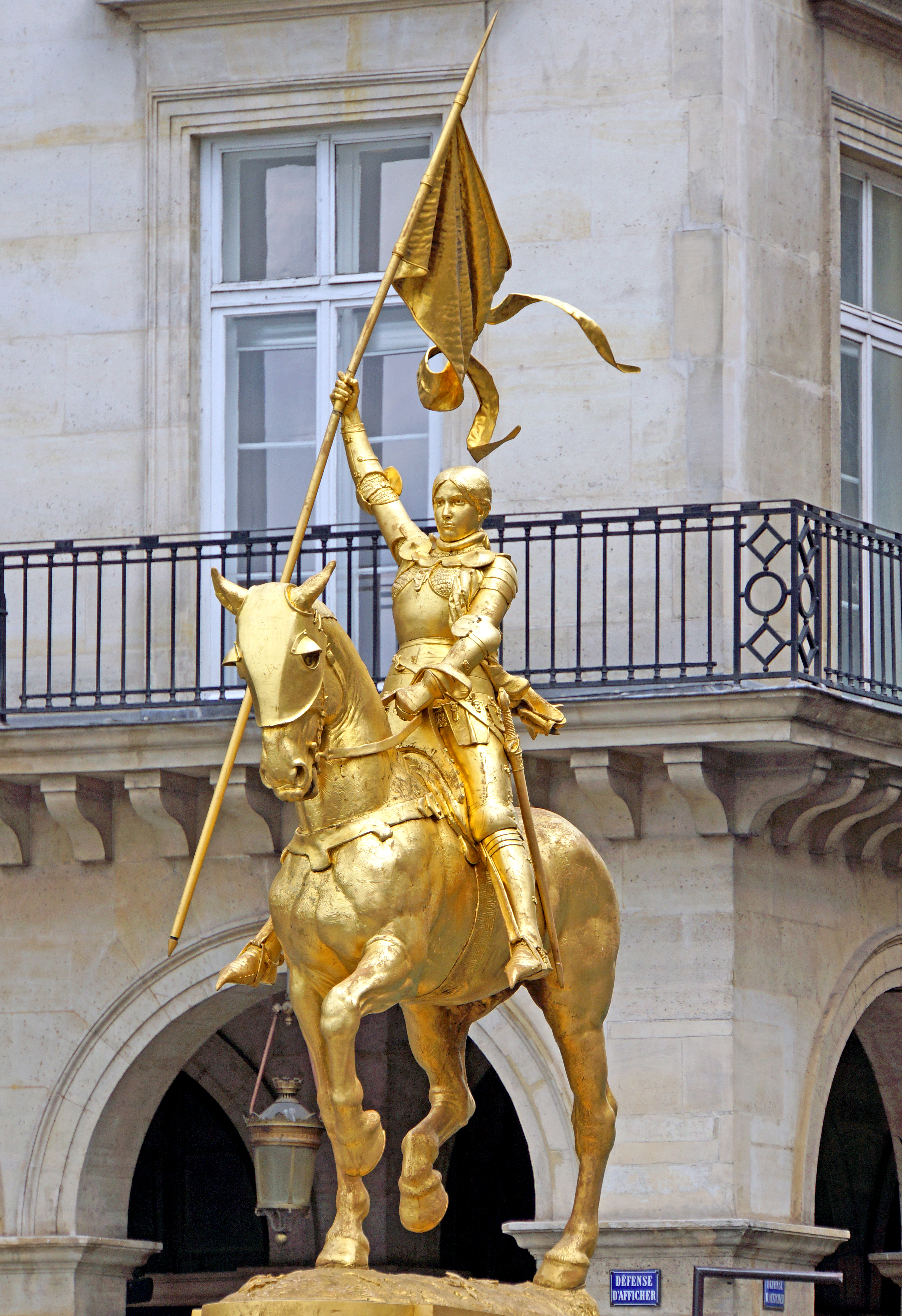
Statue de Jeanne d'Arc à Paris. Le modèle de la « femme guerrière » s'inspire du De mulieribus claris de Boccace.

Dès le XVe siècle, les historiens tendent à occulter Jeanne et il n'est pas question de « miracles ». Ils sont au service du roi et le triomphe de celui-ci ne saurait s’accompagner de l'aide d'une sorcière ou d'une sainte.
Le culte de son vivant ayant rapidement décliné, les siècles suivants ne lui portent qu'un intérêt inconstant. C'est principalement à partir du XIXe siècle que la figure historique de Jeanne d'Arc a été reprise par de nombreux auteurs pour illustrer ou cristalliser des messages religieux, philosophiques ou politiques.
Christine de Pizan est un des rares auteurs contemporains à avoir fait l'éloge de Jeanne d'Arc, la nouvelle Judith. Villon mentionne en deux vers, parmi les Dames du temps jadis, « Jeanne la bonne Lorraine / Qu'Anglois brûlèrent à Rouen ».
Avant le XIXe siècle, l'image de Jeanne d'Arc est défigurée par la littérature. Seule la notice d'Edmond Richer, surtout prolifique sur le plan théologique, apporte un volet historique cependant entaché d'inexactitudes. Chapelain, poète officiel de Louis XIV, lui consacre une épopée, très médiocre sur le plan littéraire. Voltaire ne consacre qu'un vers et demi à la gloire de Jeanne d'Arc dans son Henriade, chant VII «… Et vous, brave amazone, La honte des Anglais, et le soutien du trône », et en consacra plus de vingt mille à la déshonorer. La figure de Jeanne d'Arc connaît son âge d'or sous la restauration des Bourbon.
Depuis le XIXe siècle, les exploits de Jeanne d'Arc sont usurpés pour servir certains desseins politiques au mépris de l'histoire. Les arcanes de cette exploitation d'une héroïne qui symbolise la France de façon mythique, voire mystique, sont innombrables. On retint surtout les thèses évoquées lors de son procès : la mandragore suggérée par Cauchon, l’instrument politique destiné à jeter la terreur dans les troupes anglaises, et la si romanesque main de Dieu (qu’on y voit de l’hérésie ou des desseins monarchiques).
Jeanne d'Arc a été réhabilitée en 1817, dans le livre de Philippe-Alexandre Le Brun de Charmettes : Histoire de Jeanne d'Arc, surnommée la Pucelle d'Orléans, tirée de ses propres déclarations, de cent quarante-quatre dépositions de témoins oculaires, et des manuscrits de la bibliothèque du roi de la tour de Londres. Le travail scrupuleux de cet historien, fondé sur des enquêtes rigoureuses, et l'étude de documents originaux, a souvent été réutilisé comme base de travail par des écrivains français et étrangers, tels Jules Quicherat ou Joseph Fabre, qui ont contribué à redonner ses titres de noblesse à la Pucelle d'Orléans.
Les enjeux politiques et religieux du XIXe siècle expliquent l'émergence de thèses révisionnistes : la théorie « surviviste » ou « survivaliste » se développe avec l'ouvrage en 1889 La Fin d'une légende, vie de Jeanne d'Arc (de 1409 à 1440) d'Ernest Lesigne alléguant que Jeanne fut sauvée du bûcher (par substitution avec une autre femme) et devenue Jeanne des Armoises. Cette théorie est reprise par des auteurs laïcs comme Gaston Save qui cherchent à minimiser le rôle de Jeanne d'Arc et enrayer son processus de canonisation. La théorie « bâtardisante », qui apparaît sur le plan littéraire pour la première fois en 1805, naît avec Pierre Caze qui écrit la pièce de théâtre La Mort de Jeanne d'Arc : la Pucelle y serait une bâtarde royale mise en scène à dessein, et dont la mère aurait été Isabeau de Bavière et le père Louis d'Orléans. Dans son livre La vérité sur Jeanne d'Arc en 1819, Caze développe cette théorie, qui est généralement relayée par des monarchistes comme Jean Jacoby (Le secret de Jeanne, pucelle d'Orléans en 1932) pour qui le peuple ne serait pas en mesure de donner naissance à des héros. La théorie « survivo-bâtardisante » fusionne les deux précédentes en faisant de Jeanne une princesse royale qui a échappé au bûcher et survécu sous le nom de Jeanne des Armoises. Lancée par Jean Grimod (Jeanne d'Arc a-t-elle été brûlée ?, 1952), elle est reprise par des auteurs comme Maurice David-Darnac, Étienne Weill-Raynal, Robert Ambelain, André Cherpillod (Les deux mystères de Jeanne "d'Arc": sa naissance, sa mort, 1992) ou Marcel Gay et Roger Senzig (L'affaire Jeanne d'Arc, 2007),.
Parallèlement à ces thèses, se développe la figure symbolique d'une Jeanne d'Arc incarnation de la résistance à l'étranger, faisait l'unanimité au sein des différents partis politiques français. Symbole républicain et figure unificatrice utile dans le cadre de la construction de la nation après la guerre franco-allemande de 1870, elle fait l'objet depuis la fin du XIXe siècle de récupération par différents partis politiques tant de la gauche (voyant en elle une fille du peuple brûlée par l'Église et abandonnée par le roi) que de la droite (voyant en elle une héroïne nationale, sainte), avant d'être accaparée par la droite nationaliste et catholique. Les partis opèrent ainsi depuis le XIXe siècle une captation d'héritage illégitime plus basée sur son mythe composé d'images déformées par son histoire façonnée par les calculs politiques et les jeux de propagande. Ce qui explique que cette figure fortement politisée a longtemps suscité la méfiance des universitaires contemporains, la première biographie johannique rédigée par une historienne universitaire étant celle de Colette Beaune en 2004.
Selon l'historien Yann Rigolet, la « savante confiscation » à la fin du XXe siècle de sa figure par les mythologues du Front national, ne rencontrant visiblement que peu d’oppositions, a engendré une certaine déréliction du mythe Jeanne d’Arc. Si elle connaît une « certaine désaffection du public », elle reste cependant une figure de proue de la mémoire collective, pouvant être « perpétuellement revisitée et réinvestie » grâce à son « formidable pouvoir de régénération ».

### Reconnaissance institutionnelle
Jeanne d'Arc est le septième personnage le plus célébré au fronton des 67 000 établissements scolaires français (recensement en 2015) : pas moins de 423 écoles, collèges et lycées (dont 397 dans le secteur privé) lui ont donné son nom, derrière saint Joseph (880), Jules Ferry (642), Jacques Prévert (472), Jean Moulin (434), Jean Jaurès (429), mais devant Antoine de Saint-Exupéry (418), Victor Hugo (365), Louis Pasteur (361), Marie Curie (360), Pierre Curie (357), Jean de la Fontaine (335).
Une loi française du 10 juillet 1920 institue « la Fête Jeanne d’Arc, fête du patriotisme », le deuxième dimanche de mai, « jour anniversaire de la délivrance d’Orléans ». La célébration est toujours en vigueur et fait partie des douze journées nationales organisées chaque année par la République française.

### Reconnaissance par l'Église catholique
Au XIXe siècle, quand ressurgit la vision chrétienne de l'histoire, les catholiques sont embarrassés par l'action que les évêques jouèrent au procès. L'historien Christian Amalvi note que dans les illustrations, on escamote l’évêque Cauchon. On réduit le rôle de l’Église et attribue l’exécution de Jeanne à la seule Angleterre.

#### Canonisation

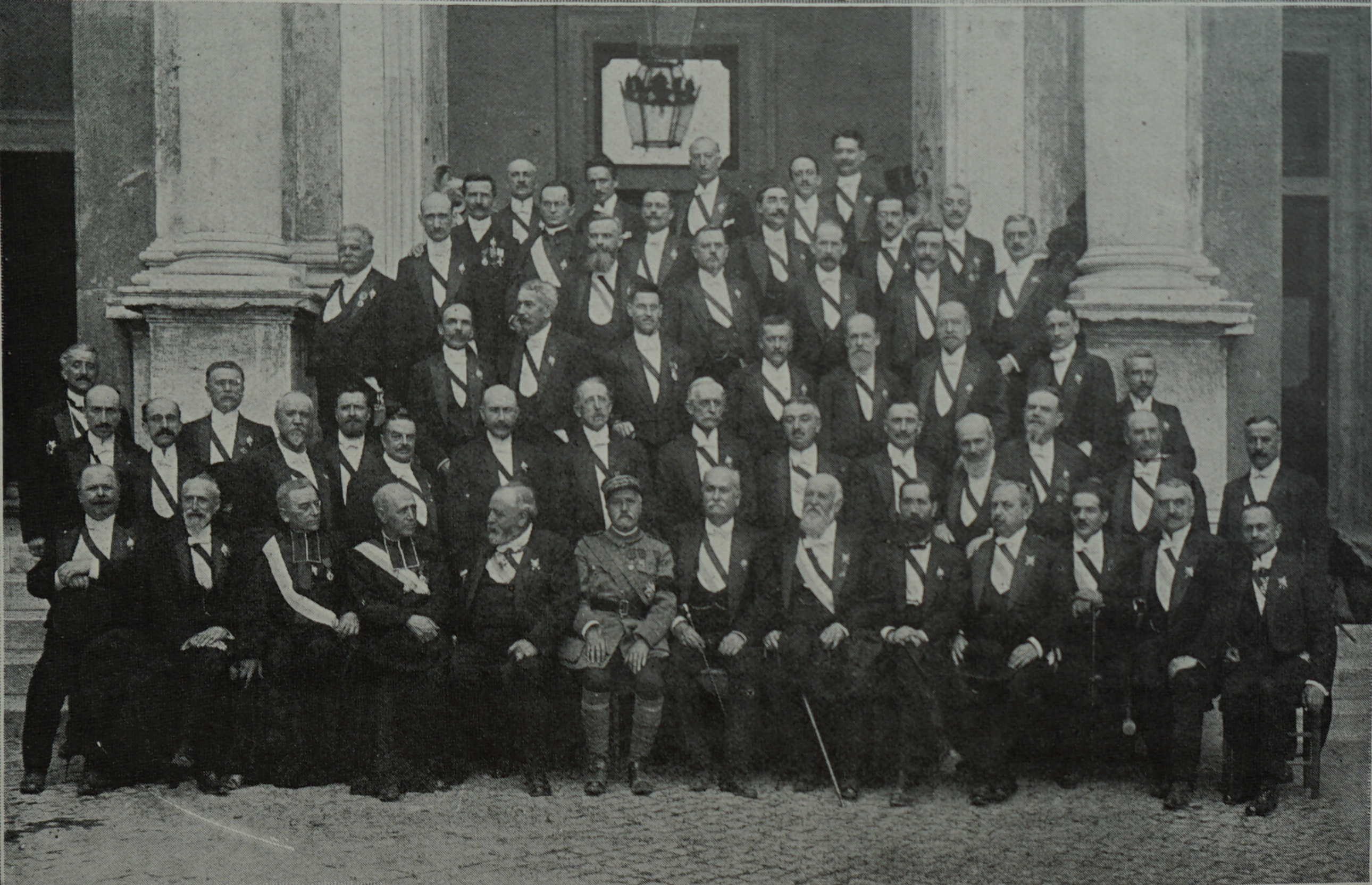
La délégation française au Vatican pour la canonisation de Jeanne d'Arc.

Jeanne d'Arc est béatifiée par un bref daté du 11 avril 1909 puis une cérémonie tenue le 18 avril 1909. Elle est ensuite canonisée le 16 mai 1920. Sa fête religieuse est fixée au 30 mai, jour anniversaire de sa mort.
Renonçant aux imprécations de Pie X, pape qui appelait en 1911 à la conversion de la France « persécutrice de l'Église », le Saint-Siège souhaite se réconcilier avec la République française après la Première Guerre mondiale. Benoît XV qualifie ainsi le pays de « Mère des saints » consécutivement aux procès de canonisation de plusieurs religieux français, et notamment celui de Bernadette Soubirous. Cette conjecture politique se maintient sous Pie XI : dans sa lettre apostolique Galliam, Ecclesiæ filiam primogenitam datée du 2 mars 1922, le nouveau pape proclame Jeanne d'Arc sainte patronne secondaire de la France tout en réaffirmant la Vierge comme patronne principale. L'incipit du document pontifical pare également l'Hexagone du titre traditionnel de « fille aînée de l'Église ».

## Œuvres inspirées par Jeanne d'Arc
Les œuvres inspirées par la Pucelle sont innombrables dans tous les domaines des arts et de la culture : architecture, bande dessinée, chansons, cinéma, radio et télévision, jeux vidéo, littérature (poésie, roman, théâtre), musique (notamment opéras et oratorios), peinture, sculpture, tapisserie, vitrail, etc.

### Articles connexes

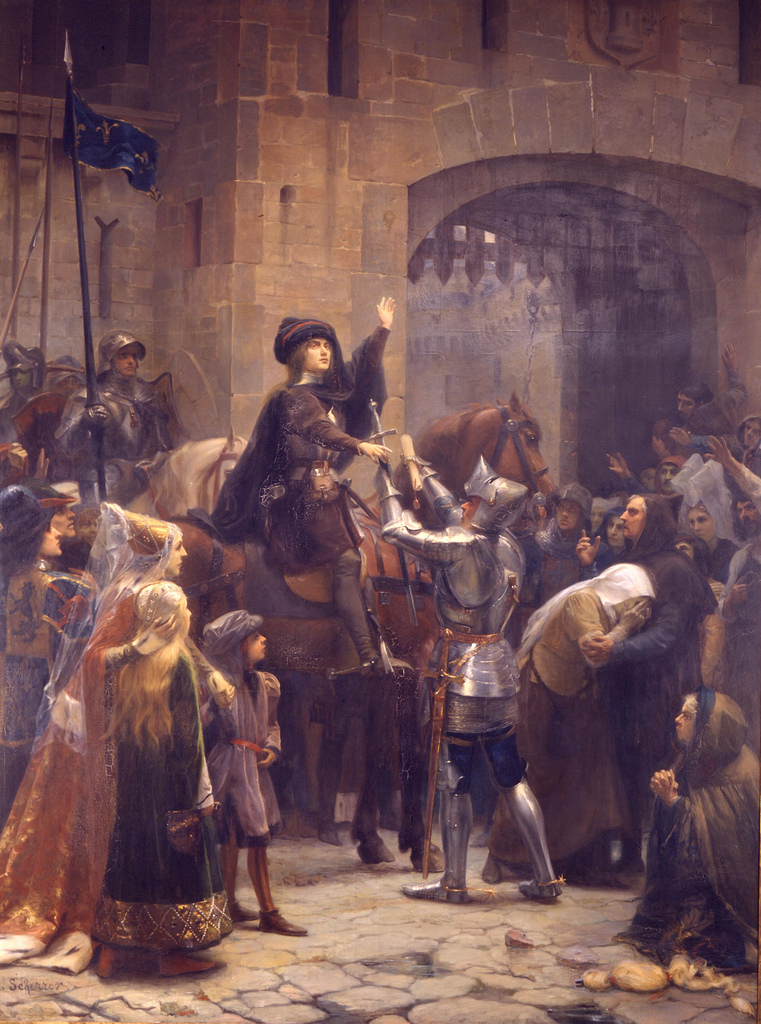
Le Départ de Vaucouleurs, toile de Jean-Jacques Scherrer, hôtel de Ville de Vaucouleurs, 1886-1887.